# Dąbrówka Mała
Dąbrówka Mała (niem. Klein-Dombrowka, Eichenau) – część oraz dzielnica Katowic, położona w północno-wschodniej części miasta, nad Brynicą. Dzielnica ta poza samą Dąbrówką Małą składa się z większości jej dawnych przysiółków i kolonii: Stary i Nowy Czekaj, Georg, Norma, Pniaki oraz Pod Młynem, a także z osiedla Konstantego Michalskiego. Poza zaś granicami dzielnicy, w Szopienicach-Burowcu znajduje się dawna kolonia Dąbrówki Małej – Burowiec.
Początki Dąbrówki Małej sięgają XV wieku. Należała wówczas do księstwa siewierskiego. Dynamiczny rozwój miejscowości nastąpił w drugiej połowie XIX wieku wraz z powstaniem tu zakładów górniczych i hut, co spowodowało szybki wzrost liczby ludności. Od 1945 wieś tworzyła odrębną gminę, w 1951 roku weszła w skład miasta Szopienice. Wraz z nim 31 grudnia 1959 roku włączono ją do Katowic. Po 1989 roku w Dąbrówce Małej zaszły przemiany gospodarcze związane z likwidacją przemysłu ciężkiego, a także rozwojem nowych gałęzi gospodarki.
Zabudowę Dąbrówki Małej stanowią w głównie kamienice i familoki, wzniesione przy istniejących kopalniach i hutach z przeznaczeniem dla pracowników i ich rodzin. Obok nich powstały osiedla mieszkaniowe z tzw. wielkiej płyty (w tym osiedle K. Michalskiego i bloki przy ulicy Wiertniczej), wybudowane w latach 60. i 70. XX wieku. Dąbrówkę Małą otacza ważny szlak komunikacyjny – droga ekspresowa nr 86 oraz rzeka Brynica. W 2007 roku dzielnica liczyła 5 411 mieszkańców (1,7% ludności Katowic).

## Geografia

### Położenie

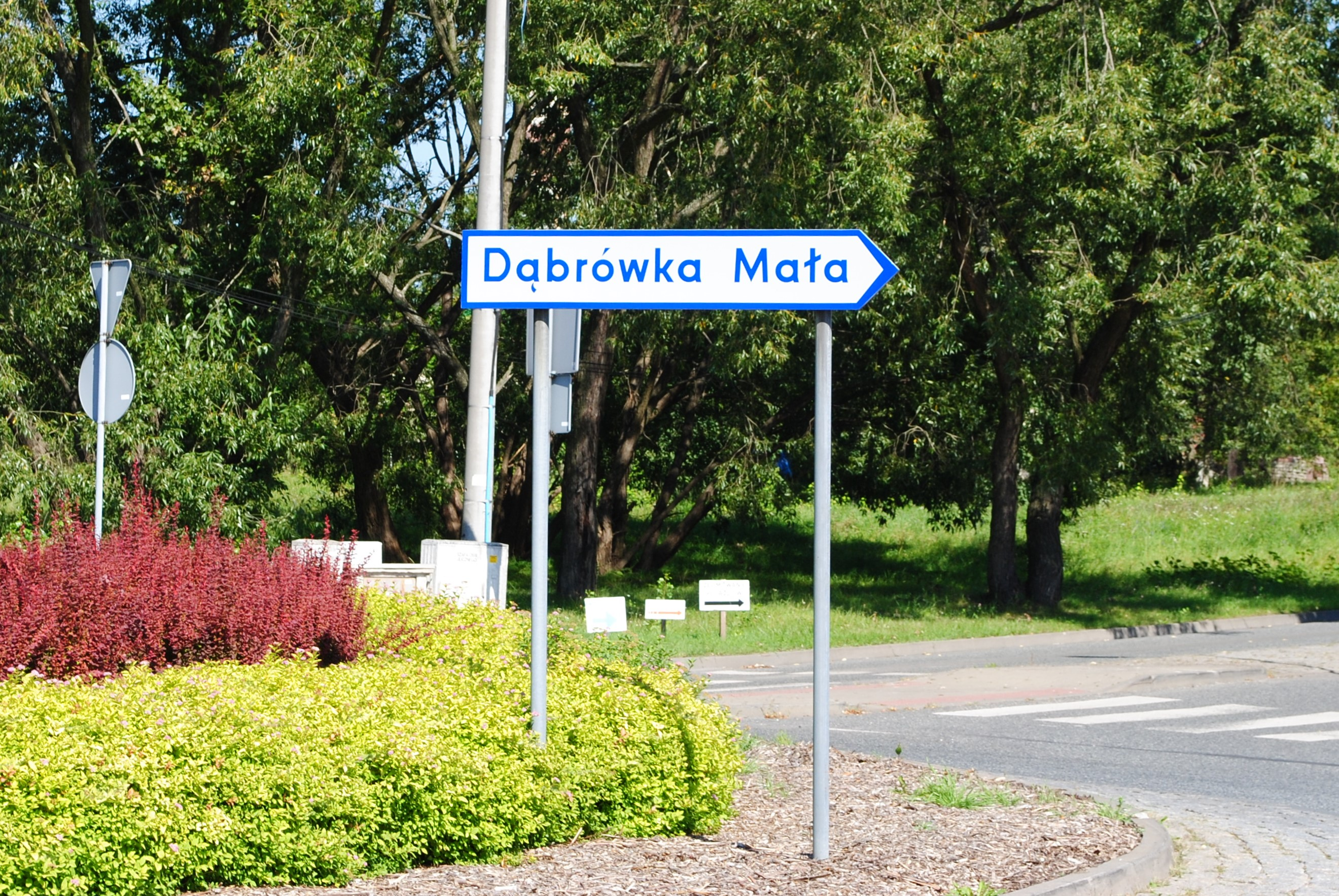
Tablica kierunkowa do Dąbrówki Małej przy rondzie ks. Jerzego Pawlika na granicy Bogucic i Dąbrówki Małej

Dąbrówka Mała pod względem administracyjnym położona jest w województwie śląskim i stanowi jedną z jednostek pomocniczych miasta Katowice (nr 14), zlokalizowaną w północno-wschodniej części miasta, w odległości około 5 km od centrum. 
Graniczy z sąsiednimi dzielnicami Katowic: od zachodu z Bogucicami, natomiast od południa z Zawodziem i Szopienicami-Burowcem, a także z sąsiednimi miastami: od wschodu z Sosnowcem (dzielnica Milowice), a od północy z Czeladzią (dzielnica Piaski) i Siemianowicami Śląskimi (rejon dawnej Elektrociepłowni Katowice; dzielnica Centrum). Granicę dzielnicy stanowią:
- od północy i wschodu – granica Katowic z miastami: Siemianowice Śląskie, Czeladź i Sosnowiec (częściowo wzdłuż Brynicy)[8],
- od południa – aleja W. Roździeńskiego do skrzyżowania z ulicą Szwedzką[8],
- od zachodu – ulice: Szwedzka, Techników, Wiertnicza i częściowo Budowlana – dalej granica Dąbrówki Małej stanowi granicę Katowic z Siemianowicami Śląskimi[8].

Według podziału fizycznogeograficznego Jerzego Kondrackiego Dąbrówka Mała znajduje się w mezoregionie Wyżyna Katowicka (341.13). Mezoregion ten stanowi południową część Wyżyny Śląskiej, która jest częścią podprowincji Wyżyna Śląsko-Krakowska. Pod względem historycznym dzielnica znajduje się we wschodniej części Górnego Śląska.

### Geologia
Dąbrówka Mała pod względem budowy geologicznej znajduje się w zapadlisku górnośląskim. Obszar ten ma budowę zrębową. Na przełomie dewonu i karbonu zostało zaburzone paleozoiczne podłoże Wyżyny Śląskiej poprzez utworzenie zapadliska, które w okresie karbonu zostało wypełnione przez zlepieńce, piaskowce i łupki ilaste zawierające pokłady węgla kamiennego. W Dąbrówce Małej w całości te utwory zostały przykryte przez warstwy pochodzące z czwartorzędu (plejstocenu i holocenu).
W plejstocenie obszar Dąbrówki Małej został przykryty przez lądolód prawdopodobnie dwukrotnie: podczas zlodowacenia sanu i odry (środkowopolskiego). Ze zlodowacenia odry pozostały gliny zwałowe, które występują głównie w zachodniej części Katowic, natomiast we wschodniej części, m.in. na terenie Dąbrówki Małej, zostały one częściowo zdenudowane w okresie peryglacjalnym, tworząc rozległe powierzchnie glin deluwialnych przemieszanych z piaskami i żwirami fluwioglacjalnymi. Eluwia piaszczyste i pylaste w Dąbrówce Małej występują powszechnie w środkowej części dzielnicy (zurbanizowane centrum Dąbrówki Małej oraz zachodnia część dzielnicy), natomiast pozostała część obszaru (głównie północna część) jest zbudowana na piaskach oraz żwirach glacjalnych i fluwioglacjalnych.
W holocenie trwał proces niszczenia osadów plejstoceńskich, zwłaszcza w dolinach rzek. Utworzyły one niskie terasy w kilku stopniach w wyniku rozcięcia pokryw akumulacyjnych. Osady holoceńskie ciągną się wzdłuż doliny Rowu Śmiłowskiego, w rejonie ulicy Pod Młynem, a także równolegle w linii na północ od alei W. Roździeńskiego.

### Rzeźba terenu
Dąbrówka Mała położona jest na Wyżynie Śląskiej, w mezoregionie Wyżyna Katowicka (341.13). Obszar dzielnicy charakteryzuje się małym zróżnicowaniem pod względem ukształtowania powierzchni. Różnica wysokości między skrajnymi punktami wynosi około 20 metrów. Najwyżej położonym obszarem jest rejon skrzyżowania ulic Siemianowickiej i Styczniowej, a także obszar parku Zielony Zakątek przy ulicy Wiertniczej. Wysokości na tych obszarach wynoszą ponad 275 m n.p.m. Najniżej położony punkt, o wysokości około 255 m n.p.m., znajduje się w dolinie Brynicy w pobliżu trójstyku granic Katowic, Czeladzi i Sosnowca. Wyżej położona część Dąbrówki Małej (zachodnia i południowa część dzielnicy) stanowi część Wyżyny Siemianowickiej, a niżej położona – północna, Doliny Brynicy. Obszar Wyżyny Siemianowickiej, jak i też Doliny Brynicy jest silnie przekształcony antropogenicznie, w związku z osadnictwem oraz wydobyciem i przetwórstwem surowców mineralnych w historii, zwłaszcza węgla kamiennego. Ponadto występują tutaj formy rzeźby terenu stworzone przez człowieka w formie nasypów drogowych i kolejowych. Prawie cały obszar dzielnicy został zrównany antropogenicznie, a rejon Oczyszczalni „Dąbrówka Mała-Centrum” stanowi nieckę osiadań górniczych.

### Gleby
W Dąbrówce Małej, z uwagi na dużą antropopresję obszaru, gleby zostały w mocnym stopniu przekształcone przez człowieka i wytworzyły się gleby antropogeniczne, gdzie człowiek jest dominującym czynnikiem glebotwórczym. Południowa część zbudowana jest z gleb wytworzonych z glin zwałowych, natomiast północna z piasków naglinowych. Gleby te w związku z rozwojem urbanistycznym i działalnością przemysłową uległy w znacznej części dewastacji i degradacji. Ponadto są one skażone metalami ciężkimi, również te położone na terenach zalesionych na poziomie ściółki leśnej.
W Dąbrówce Małej dominują III i IV klasy bonitacyjnej. Gleby III klasy występują głównie w zachodniej części Dąbrówki Małej, tj. wzdłuż ulic Siemianowickiej i J. Biniszkiewicza, po południowej stronie ulicy Styczniowej, a także przy ulicy Strzelców Bytomskich naprzeciwko remizy OSP. Gleby IV klasy ciągną się wzdłuż ulicy Milowickiej, w rejonie Starego Czekaja, ulic Żwirowej i Wyrobiskowej, na zachód od ulicy J. Grzegorzka, a także wzdłuż ulic Pod Młynem, gen. H. Le Ronda i północnej części ulicy Styczniowej.

### Klimat i topoklimat
Klimat Dąbrówki Małej nie wyróżnia się zbytnio od klimatu dla całych Katowic, natomiast jest modyfikowany przez czynniki lokalne (topoklimat). Występuje tu klimat umiarkowany przejściowy z przewagą prądów oceanicznych nad kontynentalnymi. Dominują wiatry zachodnie (około 60% udziału), a w mniejszym stopniu wschodnie i południowe. Średnia roczna temperatura w wieloleciu 1961–2005 dla stacji w pobliskim Muchowcu wynosi 8,1 °C, lecz zaznacza się tu też zjawisko miejskiej wyspy ciepła, która lokalnie modyfikuje temperaturę powietrza. Najcieplejszym miesiącem jest lipiec (17,8 °C), a najchłodniejszym styczeń (–2,2 °C). Średnie roczne usłonecznienie w wieloleciu 1966-2005 wynosiło 1474 godziny. Średnia roczna suma opadów dla wielolecia 1951–2005 wynosiła 713,8 mm.
Topoklimat Dąbrówki Małej jest zależny od stopnia zalesienia, zurbanizowania, a także od położenia względem dolin rzecznych. Południowa (na południe od linii ulic Pod Młynem i Strzelców Bytomskich) część Dąbrówki Małej leży w topoklimacie zabudowanych, wyżej położonych dolin, gdzie notuje się warunki średnio korzystne. Przy zwartej zabudowie i utwardzonych placach powietrze szybciej się nagrzewa w ciągu dnia, a także przy mniejszej wilgoci szybciej traci ciepło. Obszar bezpośrednio w dolinie Brynicy i Rowu Śmiłowskiego jest obszarem niekorzystnym topoklimatycznie. Z uwagi na częstsze zjawiska wypromieniowania ciepła częściej tam dochodzi m.in. do mgieł i przymrozków. Pozostały obszar ma topoklimat pośredni o warunkach średnio korzystnych – tam zmniejszona ilość wody przeciwdziała utracie ciepła.

### Wody powierzchniowe i podziemne
Obszar Dąbrówki Małej w całości położony jest w dorzeczu Wisły, na terenie zlewni dwóch rzek: Brynicy (północna część dzielnicy) i Rawy (południowa część). Dział wodny IV rzędu między zlewniami Brynicy i Rawy biegnie przez skrzyżowanie ulic Siemianowickiej i Porannej, dalej wzdłuż ulicy gen. H. Le Ronda na wschód, potem na południowy wschód wzdłuż torów kolejowych i wzdłuż alei W. Roździeńskiego za północny wschód.
Brynica płynie w kierunku granicy Katowic i Mysłowic. W Dąbrówce Małej wyznacza ona jednocześnie północno-wschodnią granicę miasta. Średni przepływ Brynicy na granicy Dąbrówki Małej i Czeladzi przy prawdopodobieństwie wynoszącym 50% wynosi 5,50 m³/s. W zlewni Brynicy płynie również Rów Śmiłowskiego, który ciągnie się równolegle do ulicy Strzelców Bytomskich, po czym na wysokości schroniska dla zwierząt przy ulicy Milowickiej wpływa do Brynicy.
Rawa, mimo iż jej zlewnia obejmuje dzielnicę, nie płynie bezpośrednio przez Dąbrówkę Małą.
Sieć hydrograficzna Dąbrówki Małej jest silnie zantropogenizowana na skutek działalności człowieka, zwłaszcza z powodu działalności górnictwa węgla kamiennego w historii i jej skutków, co doprowadza do prowadzenia ciągłej regulacji Rawy i Brynicy. Brynica w Dąbrówce Małej ma uszczelnione i obwałowane koryto. Dodatkowo, celem uniemożliwienia powstania rozlewisk koryto podniesiono, co doprowadziło do utraty łączności hydraulicznej Brynicy z wodami podziemnymi.
Na terenie Dąbrówki Małej nie ma żadnych zbiorników wody.
Dąbrówka Mała wg regionalizacji Paczyńskiego z 1995 roku znajduje się w zasięgu XII śląsko-krakowskiego regionu hydrogeologicznego. Obszar dzielnicy położony jest w granicach Jednolitej Części Wód Podziemnych nr 111. Pod północną częścią Dąbrówki Małej zlokalizowany jest jeden z Głównych Zbiorników Wód Podziemnych – nr 329 Bytom. Prowadzi on wody o charakterze szczelinowo-krasowo-porowym w profilu utworów węglanowych z triasu.

### Przyroda i ochrona środowiska

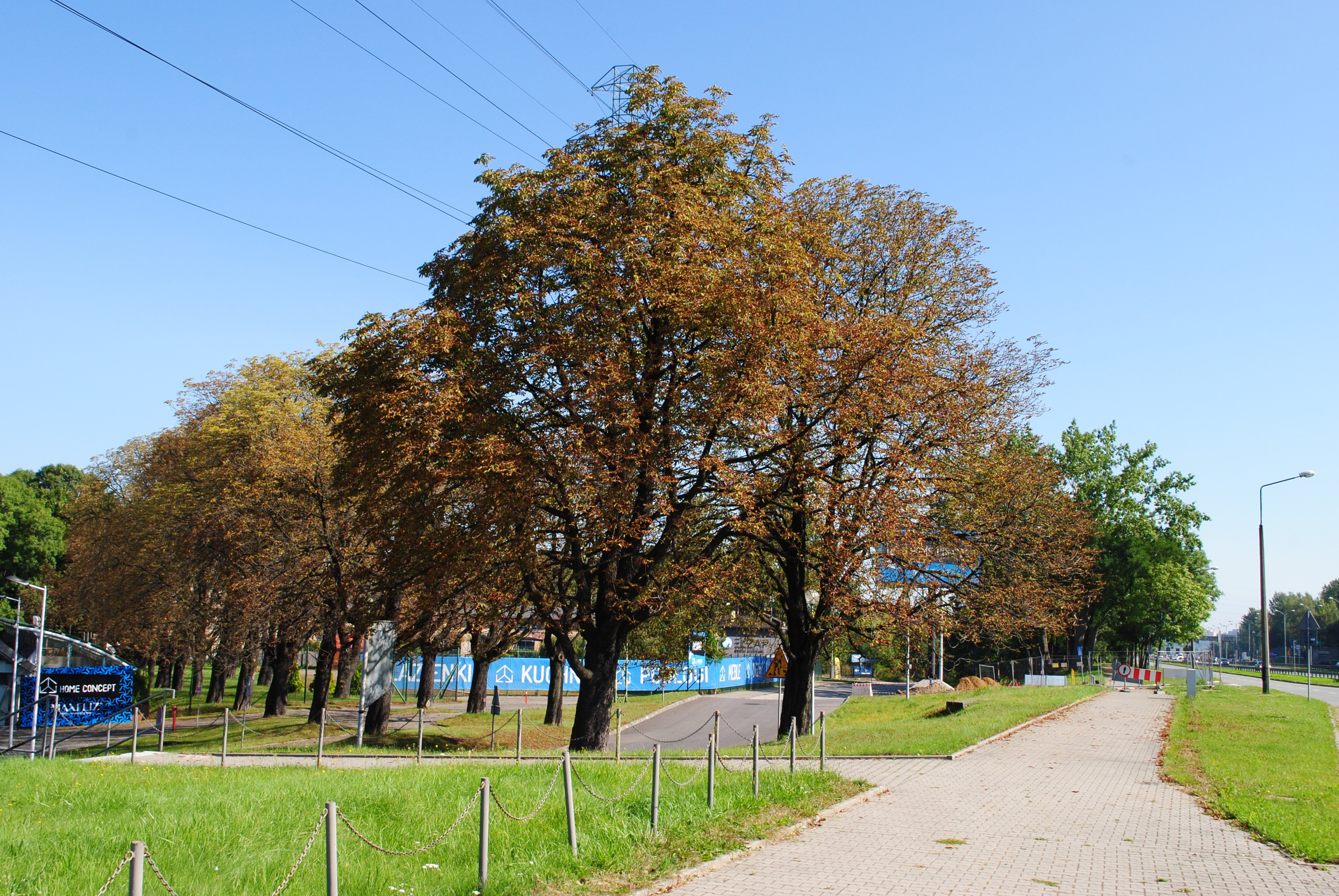
Aleja kasztanowców w pobliżu dawnej zabudowy folwarcznej

Obszar Dąbrówki Małej został w dużej mierze zurbanizowany, przez co tereny zielone występują w ograniczonej ilości, zwłaszcza w formie zieleni powstałych przy udziale człowieka (głównie rodzinne ogrody działkowe, parki, cmentarze, skwery i tereny rekreacyjne). Większe tereny zadrzewień i zieleni nieurządzonej w Dąbrówce Małej występują wokół Oczyszczalni Ścieków „Dąbrówka Mała-Centrum” pomiędzy ulicami Strzelców Bytomskich i Milowicką, na obszarze pomiędzy ulicą Techników i aleją W. Roździeńskiego, a także w formie nieużytków w kwartale ulic: ks. W. Siwka, Styczniowej i Siemianowickiej. 

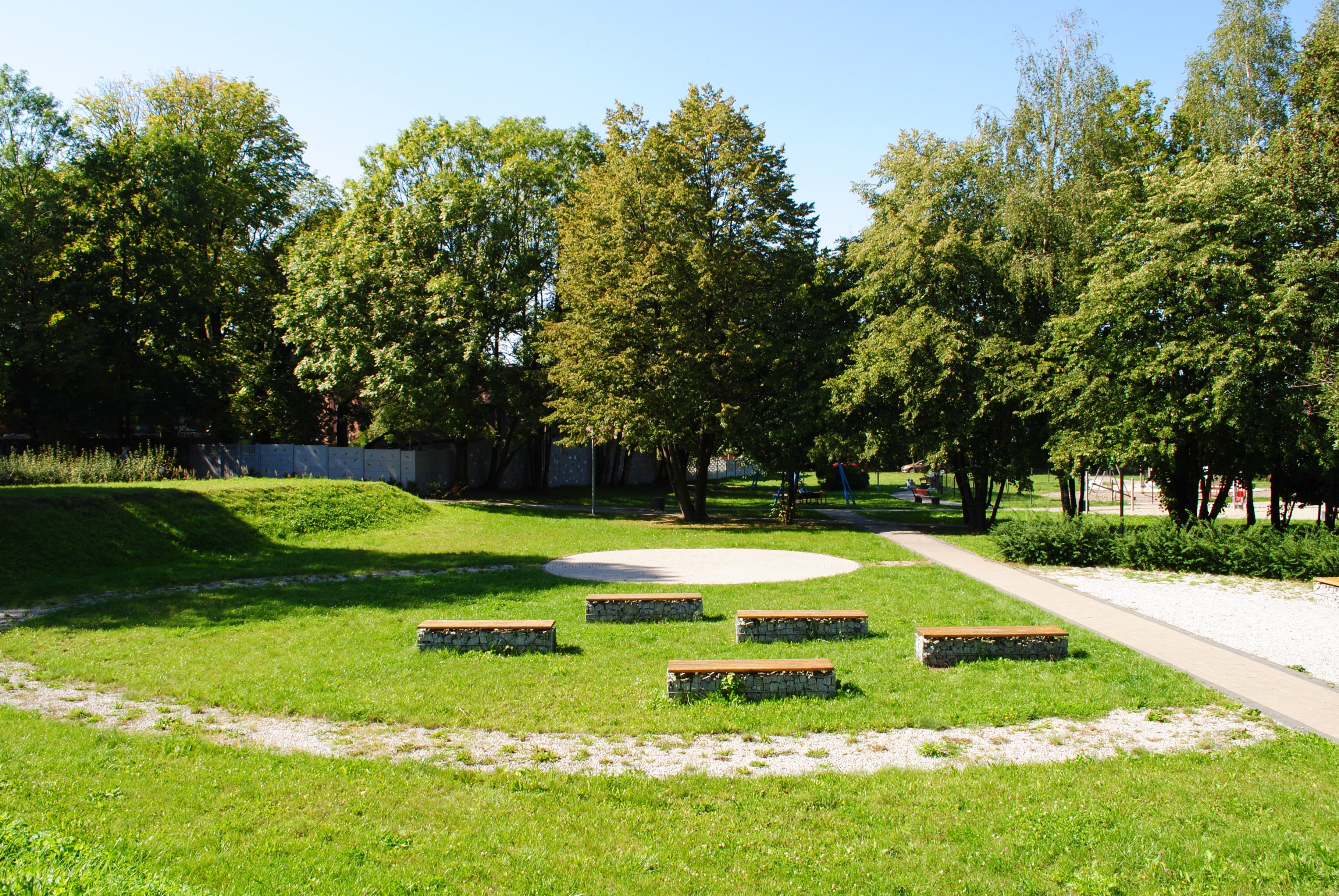
Fragment parku Zielony Zakątek

Ze względu na duże przekształcenia środowiska, pod względem roślinności potencjalnej na znacznej część Dąbrówki Małej nieznana jest tendencja sukcesyjna. Na pozostałym obszarze – w dolinie Brynicy roślinność potencjalna tworzą niżowe łęgi olszowe i jesionowo-olszowe siedlisk wodogruntowych, okresowo lekko zabagnionych. Na terenach zdewastowanych i przekształconych występuje głównie roślinność synantropijna, która jest spotykana w siedliskach ruderalnych, w tym byliny (bylica pospolita i łopian), a miejsca wydeptywane porastają zbiorowiska dywanowe z babką zwyczajną i życicą. Pod względem świata zwierzęcego występują tu gatunki typowe dla ludzkich siedlisk, jak wróbel zwyczajny i gołąb skalny, a ponadto kawki, sroki, kosy, gawrony i szpaki. Na ogródkach działkowych, cmentarzach i w urządzonej zieleni miejskiej występują najczęściej sikory, sójki, szpaki, zięby i kosy.

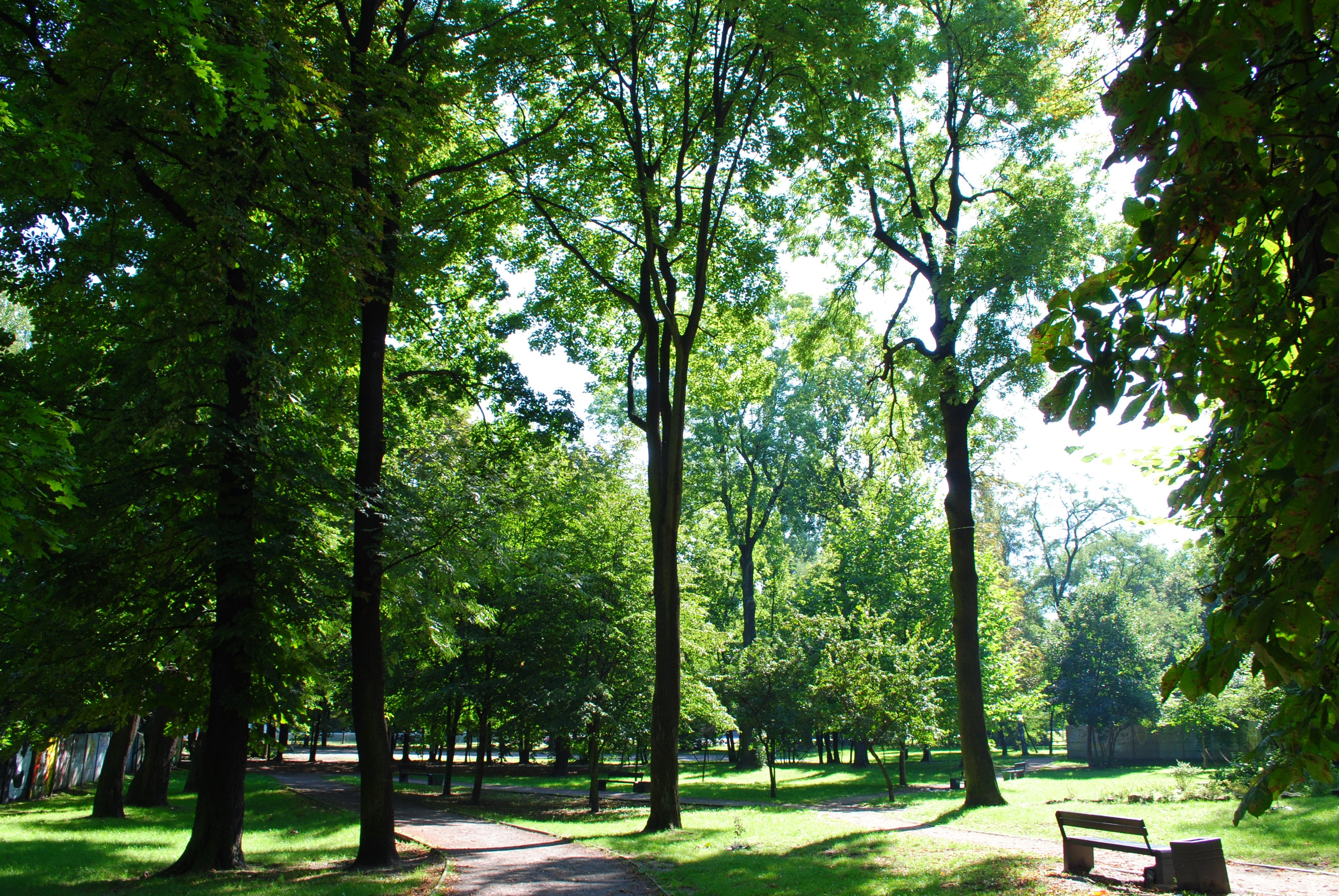
Park w Dąbrówce od strony ulicy Strzelców Bytomskich

W Dąbrówce Małej nie ma żadnych powierzchniowych form ochrony przyrody i pomników przyrody. Występuje tu natomiast obszar o podwyższonej wartości przyrodniczej. Jest to dolina Brynicy na obszarze 25,0 ha, która stanowi tereny otwarte będące częścią zdegradowanego korytarza ekologicznego Brynicy. Na obszarach zielni urządzonej występują również drzewa i aleje pomnikowe. Wśród nich, w Dąbrówce Małej przy starym folwarku występuje aleja 28 kasztanowców o obwodach pni sięgających 300 cm.
Występują tu następujące obszary zieleni urządzonej:
- Plac Żołnierzy Września – plac w kwartale ulic: Milowickiej, Hallera i Strzelców Bytomskich; na placu znajduje się pomnik oraz plac zabaw[9],
- Park w Dąbrówce – park w rejonie skrzyżowania ulic Strzelców Bytomskich i Pod Młynem[49],
- Park Zielony Zakątek – park w rejonie ulic J. Biniszkiewicza i H. Le Ronda; wyposażony m.in. w skate park, plac zabaw i siłownię[50][51].

Ogrody działkowe na terenie Dąbrówki Małej podlegają pod Śląski Okręgowy Zarząd Polskiego Związku Działkowców, Delegatura Katowice. Są tu zlokalizowane następujące ogrody:
| Nazwa ogrodów     | Lokalizacja              | Powierzchnia (ha) | Liczba działek (2007) |
| ----------------- | ------------------------ | ----------------- | --------------------- |
| Bratek, Kolonia 1 | ul. J. Hallera           | 0,98              | 35                    |
| Bratek, Kolonia 2 | ul. Strzelców Bytomskich | 3,26              | 80                    |
| Stokrotka         | ul. Strzelców Bytomskich | 1,94              | 50                    |

## Historia

### Początki
Powstanie Dąbrówki Małej, położonej wówczas w księstwie siewierskim, nad Brynicą, datuje się na XIV wiek. Najstarszą wzmianką o wsi jest zapis w dokumencie z 13 października 1340 roku, w którym Piotr z Paniów oddał swoje majątki, czyli osady Milowice i Dąbrówkę Małą „na własność Zakładowi Św. Wincentego”. Dokument został wystawiony przez księcia bytomskiego Władysława, który potwierdzał darowiznę Piotra z Paniów. Wieś była wzmiankowana w 1576 roku w piśmie Mikołaja Salomona jako obszar w granicach wsi Milejowice (obecnie Milowice – dzielnica Sosnowca). W XVI wieku stanowiła folwark będący własnością opactwa św. Jakuba we Wrocławiu. 16 lipca 1667 roku kupił ją podczaszy dobrzyński – Jakub z Czarnocina Czarnkowski zwany Celarym (stąd też na starych mapach wieś pojawiała się jako Celary-Dąbrówka). Do końca XVII wieku Dąbrówka Mała należała do parafii św. Stanisława w Czeladzi, następnie, do czasu wybudowania obecnego kościoła parafialnego w 1912 roku, do parafii w Bogucicach.
Jako część Śląska Dąbrówka Mała w 1742 roku weszła w skład Królestwa Prus, a od 1815 roku znajdowała się w granicach prowincji śląskiej – w powiecie bytomskim (niem.: Landkreis Beuthen-Tarnowitz), rejencji opolskiej. W 1783 roku mieszkały tu 73 osoby. W XVIII wieku pod Dąbrówką Małą powstał jej przysiółek – Pod Młynem. Nazwa wzięła się od działającego w nim młyna nad Brynicą, którego właścicielką w 1714 roku była Katarzyna Młynarzanka. Od 1742 do 1795 roku wieś leżała bezpośrednio na granicy Prus i Polski (do 1790 roku tożsamej na tym odcinku z granicą Prus z biskupim księstwem siewierskim wzdłuż Brynicy).

### XIX wiek

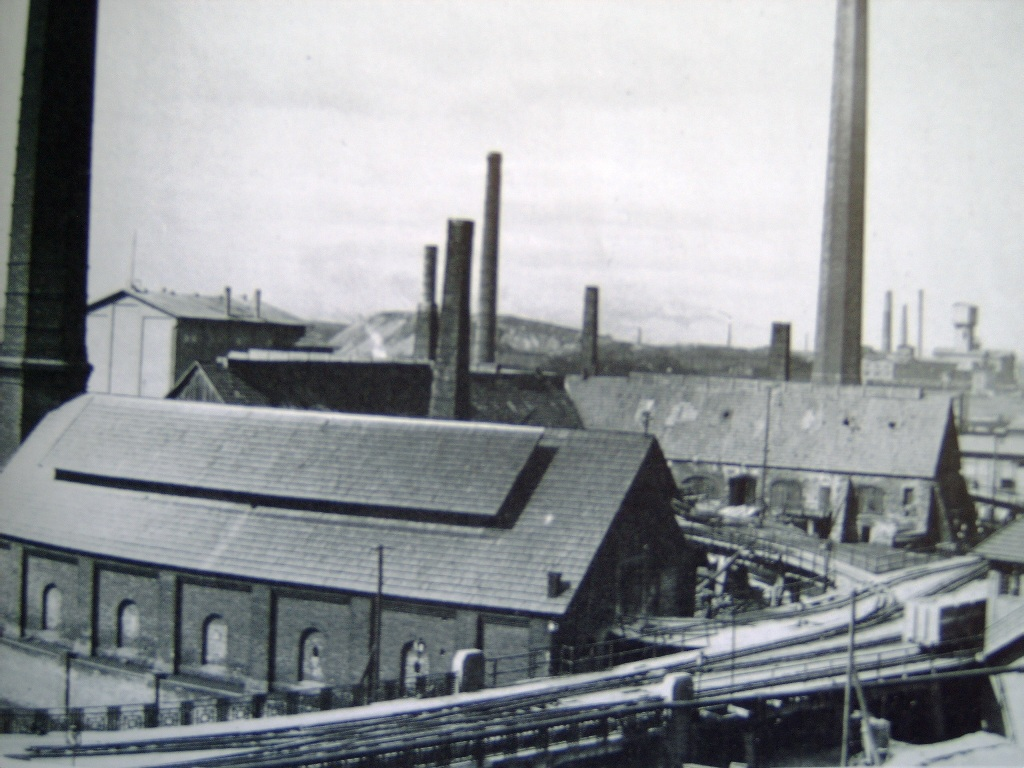
Huta cynku „Paul” w Burowcu na fotografii z 1900 roku

W XIX wieku Dąbrówka Mała była własnością Mieroszewskich (zakupiona od Jana Kamieńskiego w 1824 roku), następnie Wincklerów. Na charakter wsi zaczęło wpływać lokalizowane tutaj górnictwo węgla kamiennego i hutnictwo. W 1844 roku węgiel wydobywano z pól „Norma” i „Georg”, należących do pierwszej kopalni „Georg” – szybami „Norma”, „Maschinenschacht”, „Glückschacht” i „Pachalyschacht”. W latach 1844–1885 w rejonie Pniaków wydobycie prowadziła kopalnia „Gute Zuflucht”, z której w 1873 roku wydobyto 24 tys. ton węgla. W 1845 roku Dąbrówka była już dużą wsią liczącą 654 mieszkańców. Dzięki przemysłowi górniczemu i hutniczemu następował jej gwałtowny rozwój. W okresie od połowy XIX wieku do początku II wojny światowej działały oprócz kopalni „Georg” (1844–1928, od 1922 roku pod polską nazwą „Jerzy”) również kopalnia „Abendstern” (od 1922 roku pod nazwą „Jutrzenka”), huta cynku „Paul” (1861–1928, od 1922 roku pod nazwą „Paweł”) oraz huta srebra i ołowiu „Walhter-Croneck” (1864–1939). W 1854 roku uruchomiono fabrykę bieli cynkowej „Germania”. W 1869 roku pogłębiono szyby kopalni „Morgenstern” (wydobycie wstrzymano w 1885 roku, a w 1905 roku połączono z kopalnią „Georg”).

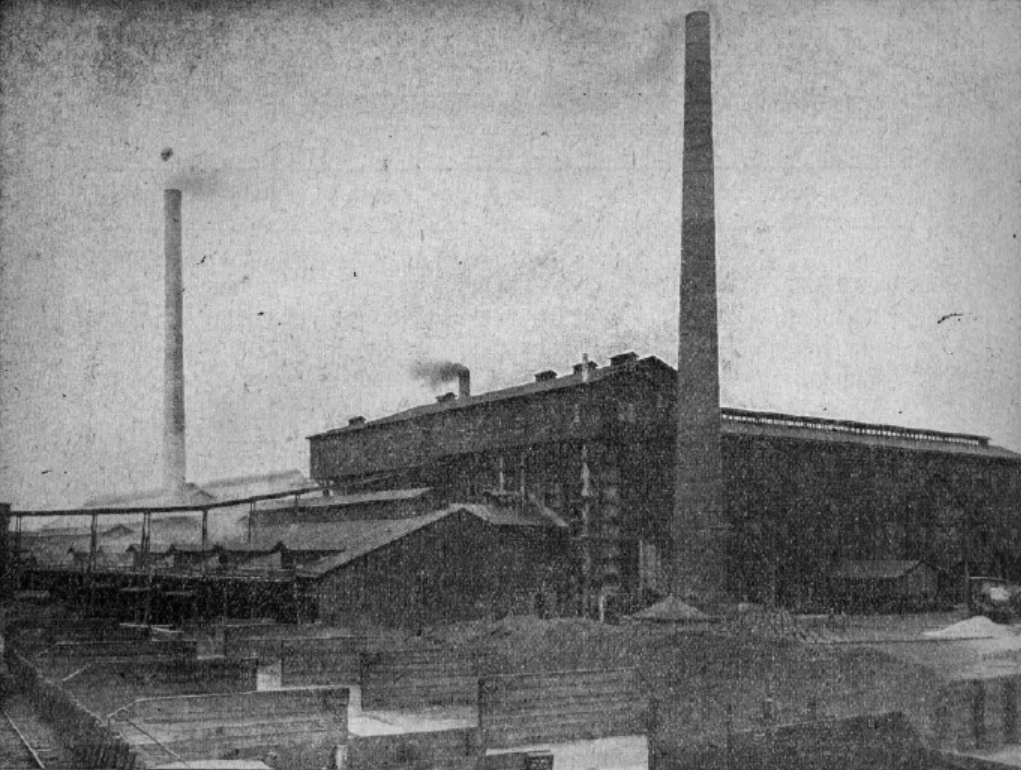
Huta ołowiu „Walther Croneck” w Burowcu na fotografii z międzywojnia

W 1861 roku Dąbrówka Mała liczyła już 2 171 mieszkańców, jednak w 1873 – wskutek wyłączenia z gminy Burowca i obszaru dworskiego – liczba ta spadła do 1 590 osób. W 1894 roku Burowiec znów jednak wszedł w skład gminy Dąbrówka Mała. W 1873 roku gmina została włączona w skład nowo utworzonego katowickiego powiatu ziemskiego (niem.: Landkreis Kattowitz). Należała do okręgu sądu rejonowego w Mysłowicach i dysponowała własną pocztą, powstałą w 1894 roku.
W latach 1848–1877, w wyniku eksploatacji kopalń, na terenie Dąbrówki Małej, Wełnowca, Józefowa, Dębu i Katowic wyschły 4 źródła i 60 studni. W 1896 roku zaczęto eksploatować nowe źródło wody w rejonie kopalni rudy cynku i ołowiu „Rozalia”. Z zasobów wodnych tego wodociągu korzystały Katowice i sąsiednie miasta oraz gminy. Dnia 6 października 1895 roku założono Ochotniczą Straż Pożarną.
Na początku XX wieku wzniesiono ratusz i neobarokowy kościół pw. św. Antoniego, którego głównym inicjatorem budowy był proboszcz parafii w Bogucicach – ksiądz Ludwik Skowronek. W 1913 roku poświęcono teren pod nowy cmentarz parafialny.

### Powstania śląskie i plebiscyt
W latach 1919–1921 mieszkańcy Dąbrówki Małej wzięli czynny udział w powstaniach śląskich (jest im poświęcona tablica pamiątkowa w kościele parafialnym), a później w plebiscycie (63% biorących w udział w głosowaniu z gminy Dąbrówka Mała głosowało za przynależnością do Polski). Dnia 18 sierpnia 1919 roku osada została zdobyta przez grupę powstańców, którą dowodził Jan Żychoń (oddział wycofywał się z Ochojca). 20 sierpnia 1919 roku we wsi zjednoczyły się grupy bojowe Dąbrówki Małej i Bogucic. Tego samego dnia oddziały te zaatakowały niemieckie samoloty zwiadowcze (jeden z nich został zestrzelony i zniszczony). Dzień później powstańcy pod naporem Grenzschutzu musieli się wycofać w kierunku Sosnowca i Mysłowic. W 1920 roku w Dąbrówce Małej mieściło się dowództwo II powstania śląskiego. Od 6 maja 1921 roku w budynku probostwa rezydował m.in. Wojciech Korfanty (w dniach 7–9 maja prowadził tu rokowania w sprawie rozejmu ze stroną niemiecką, które nie doszły do skutku).

### Lata międzywojenne i II wojna światowa

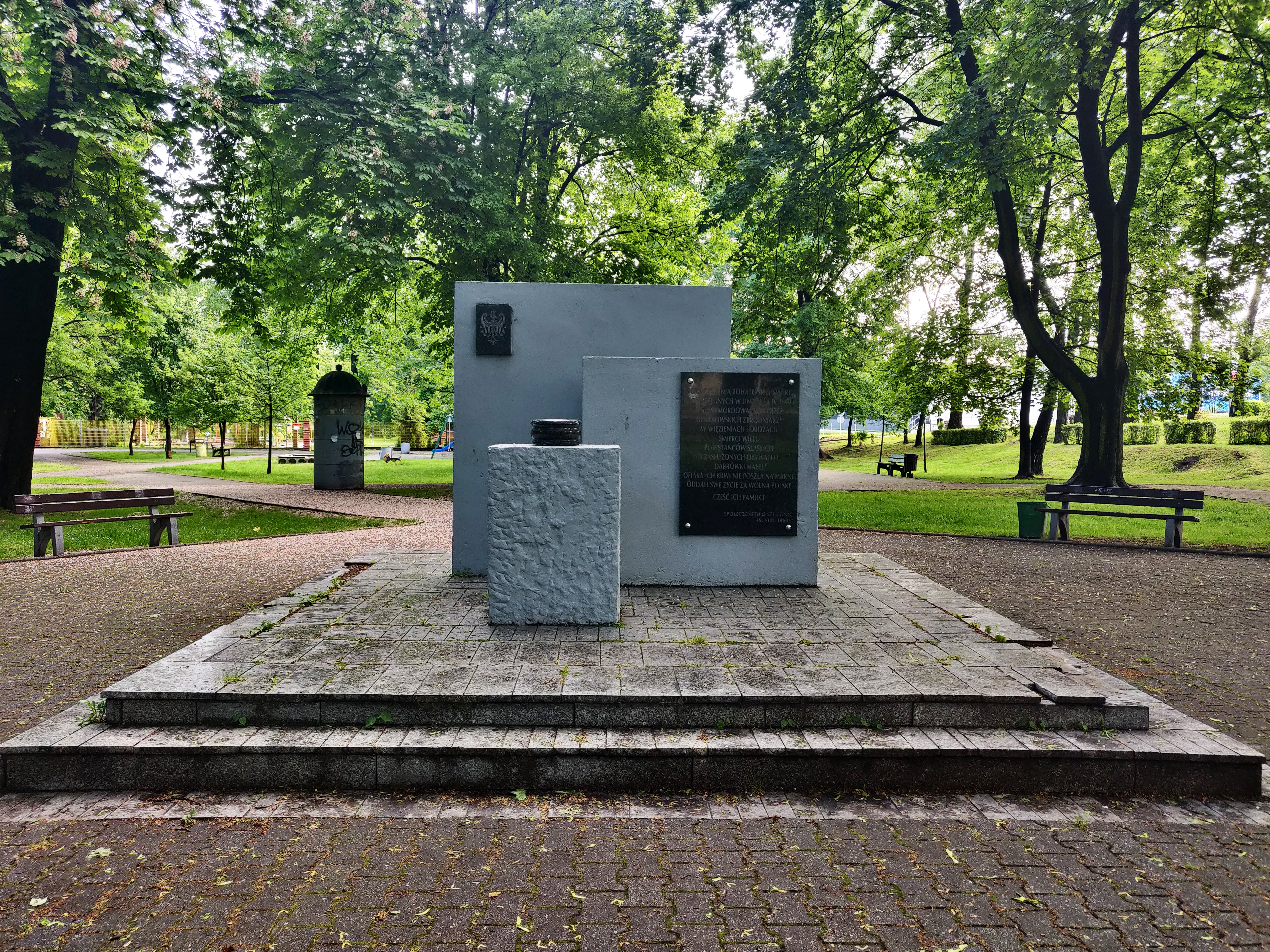
Pomnik upamiętniający byłych powstańców śląskich i zasłużonych obywateli poległych w czasie II wojny światowej, znajdujący się na Placu Żołnierzy Września

W dniu 25 stycznia 1920 roku w Dąbrówce Małej zawiązało się gniazdo Polskiego Towarzystwa Gimnastycznego „Sokół” na Śląsku, które w tamtym roku liczyło 55 członków. W latach 1922–1939 miejscowość znajdowała się w granicach powiatu katowickiego w województwie śląskim. W 1924 roku powtórnie włączono w granice gminy obszar dworski Dąbrówka Mała oraz otwarto kopalnię „Polska” (od 1937 roku – „Dąbrówka Śląska”). W 1926 roku miejscowość liczyła 9 500, a w 1936 roku – 10 150 mieszkańców. W 1928 roku zamknięto kopalnię „Jerzy”, w związku z czym odbyły się liczne protesty społeczne. W okresie międzywojennym ze składek pieniężnych parafian Dąbrówki wybudowano kino „Capitol”. W latach 30. XX wieku na terenach piaskowni odkryto szczątki zwierząt dyluwialnych (do 1939 roku w zbiorach Muzeum Śląskiego).
W czasie II wojny światowej w Dąbrówce Małej znajdował się niemiecki Polenlager Nr 4 Eichenau. W dniach 3–4 kwietnia 1940 roku, w ramach odwetu za zamordowanie miejscowego komendanta policji, niemieccy okupanci zastrzelili 40 zakładników (przy hałdzie dawnej kopalni „Jerzy”).

### Lata powojenne

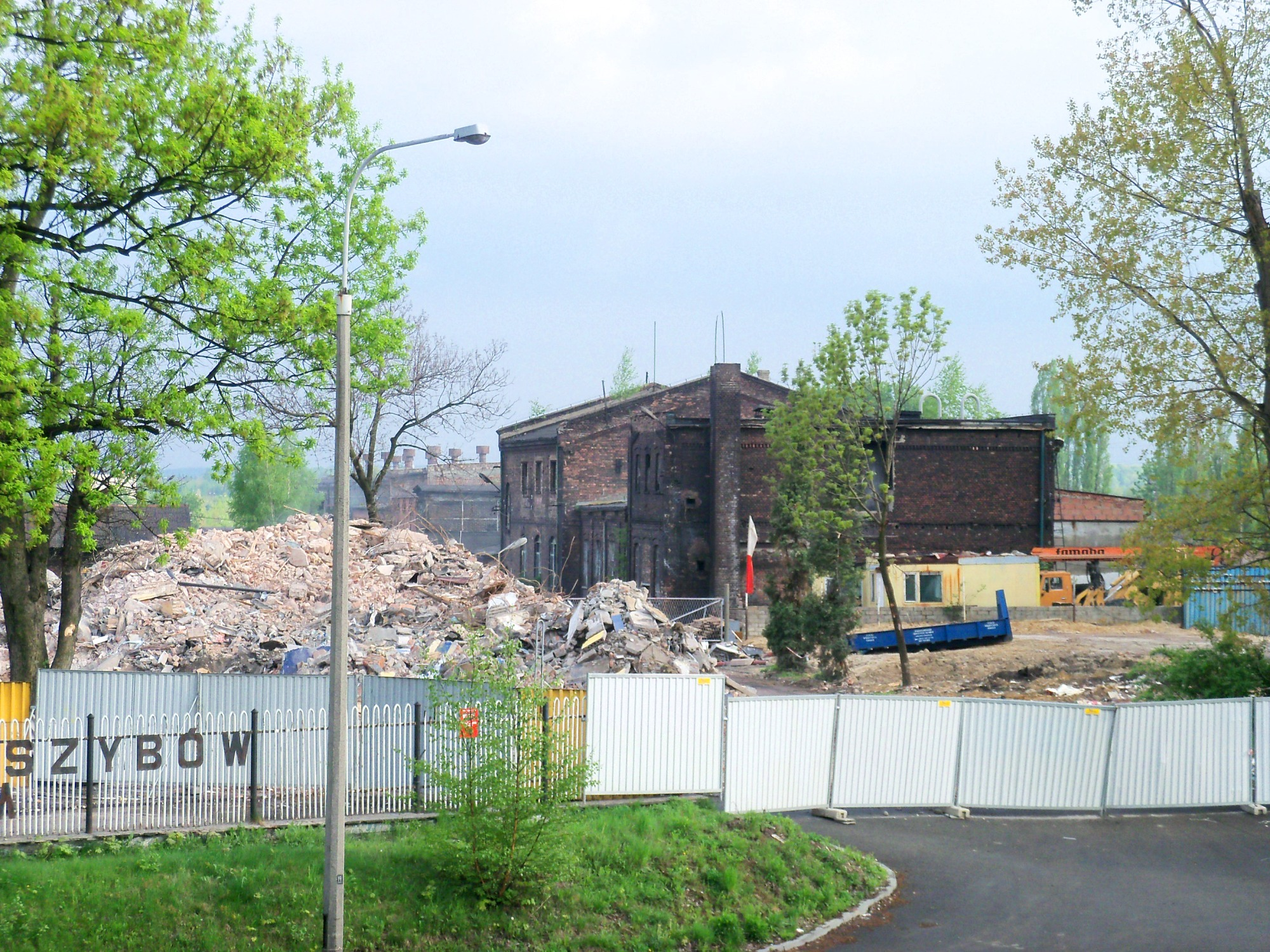
Zabudowa dawnej kopalni „Jerzy” w trakcie wyburzania w 2011 roku

Po II wojnie światowej, jeszcze w marcu 1946 roku wysunięto projekt przyłączenia Michałkowic, Bańgowa, Przełajki i Dąbrówki Małej do Siemianowic Śląskich i utworzenia siemianowickiego powiatu miejskiego (grodzkiego). Projekt ten jednakże nie został zrealizowany ze względu na sprzeciw gminy i starosty powiatu katowickiego. Do 1951 roku miejscowość była siedzibą gminy Dąbrówka Mała, po czym została przyłączona do Szopienic, a 31 grudnia 1959 roku wraz z Szopienicami – do Katowic.
Pomiędzy 1950 a 1956 rokiem powstała aleja W. Roździeńskiego, która początkowo była dwukierunkowa i jednojezdniowa. Została ona poszerzona w latach 1963–1965. Seria zabójstw o oddźwięku ogólnopolskim, przypisywana Zdzisławowi Marchwickiemu, mająca miejsce w latach 1964–1970, została zapoczątkowana w dniu 7 listopada 1964 roku w Dąbrówce Małej zabójstwem Anny Mycek. W 1965 roku wybudowano bloki w rejonie ulicy gen. J. Hallera i alei W. Roździeńskiego (osiedle Przedwiośnie; obecnie na terenie Szopienic-Burowca). Pomiędzy 1978 a 1983 roku powstało bezkolizyjne skrzyżowanie alei W. Roździeńskiego z ulicą gen. J. Hallera. Pod koniec lat 80. XX wieku powstało miejskie schronisko dla bezdomnych zwierząt.
Od 1 stycznia 1992 roku Dąbrówka Mała jest 14. jednostką pomocniczą miasta Katowice. W setną rocznicę powstania Ochotniczej Straży Pożarnej Dąbrówka Mała – 7 października 1995 roku – nadano i przekazano jej nowy sztandar. W 1997 roku dzielnica liczyła 5900 mieszkańców. W 2011 roku zabudowania dawnej kopalni „Jerzy” przy alei W. Roździeńskiego 214 w Szopienicach-Burowcu zostały całkowicie wyburzone.

## Demografia
| Wiek/ l. ludności    | 0-18 lat | 18-60/65 lat | powyżej 60/65 lat | Razem |
| -------------------- | -------- | ------------ | ----------------- | ----- |
| Ogółem               | 987      | 3 379        | 897               | 5 263 |
| kobiety              | 514      | 1 613        | 606               | 2 733 |
| mężczyźni            | 473      | 1 766        | 291               | 2 530 |
| Wskaźnik feminizacji | 109      | 91           | 208               | 108   |

Od XVI wieku (wzmiankowana wtedy jako jeszcze niezamieszkana ziemia w granicach wsi Milejowice – dzisiejsze Milowice) ludność osady systematycznie wzrastała. Pierwsze dane o jej liczbie pochodzą z 1783 roku – 73 osoby. Od połowy XIX wieku nastąpił wzrost mieszkańców wsi: w 1845 roku do 654 osób. Dziesięć lat później liczba ludności podwoiła się – 1 321 osoby. W 1861 roku wynosiła ona już 2 171 mieszkańców. Największy przyrost nastąpił na przełomie XIX i XX wieku. Był związany z lokalizowaniem tu kolejnych kopalń i hut. Na mieszkańców składali się głównie robotnicy tych zakładów i ich rodziny. W 1890 roku miejscowość liczyła 5 062 osób. Na początku wieku XX, w latach 1905 i 1910, liczba mieszkańców wynosiła odpowiednio 7 311 i 8 431. W okresie II RP nadal utrzymywała się tendencja do wzrostu demograficznego Dąbrówki Małej. Tak, w 1926 roku liczba ta wynosiła 9 500, w 1936 roku – 10 150, do 1939 roku nieznacznie spadła – do 9 832 osoby.
Po II wojnie światowej – w 1946 roku – obecna dzielnica liczyła 9 107 mieszkańców, w 1951 zaś 10 061 osób. W drugiej połowie XX wieku nastąpił spadek liczby mieszkańców Dąbrówki Małej o około 42% (spowodowany głównie odłączeniem Burowca od Dąbrówki, które zaczęto wliczać do Szopienic). W 1988 roku na terenie dzielnicy Dąbrówka Mała mieszkało 6 249 osób, z czego dominowały grupy osób w wieku 15-29 i 30-44. Tendencja spadkowa utrzymała się na początku XXI wieku. W 2005 roku dzielnica liczyła już 5 500 mieszkańców, w 2007 roku – 5 411. W tamtym roku liczba mieszkańców w wieku 15-29 oraz 45-59 była na wyrównanym poziomie. Najmniej zaś było osób w wieku do 14 lat. W 2015 roku w Dąbrówce Małej mieszkały 5 263 osoby.
Struktura wiekowo-płciowa mieszkańców w 2015 roku przedstawiona jest w tabeli obok, natomiast szczegółowe dane dotyczące liczby ludności w poszczególnych latach przedstawia poniższy wykres:
Źródła danych: 1783; 1845; 1855; 1861; 1890; 1905; 1910; 1926; 1936; 1939; 1946; 1951; 1988; 2005; 2010; 2015; 2019
Prognozy ludnościowe opracowane w 2007 roku szacowały populację Dąbrówki Małej w wariancie pesymistycznym w 2010 roku na poziomie 5 244 osoby (99,5% stanu z 2007 roku), w 2020 roku 5 076 osób (98,5%) i w 2030 roku 4 663 osób (88,5%). W wariancie optymistycznym oszacowano liczbę mieszkańców w 2010 roku na 5 251 osób (99,7% stanu z 2007 roku), w 2020 roku na 5 153 osób (97,8%) i w 2030 roku na 4 828 osoby (91,6%). Przy uwzględnieniu prognozy pomigracyjnej ludności faktycznie zamieszkałej w Dąbrówce Małej, na 2020 prognozowano 5 627 osób (w tym 5 484 stałych mieszkańców), a na 2030 rok prognozuje się 5 577 mieszkańców (w tym 5 434 stałych mieszkańców).

## Polityka i administracja

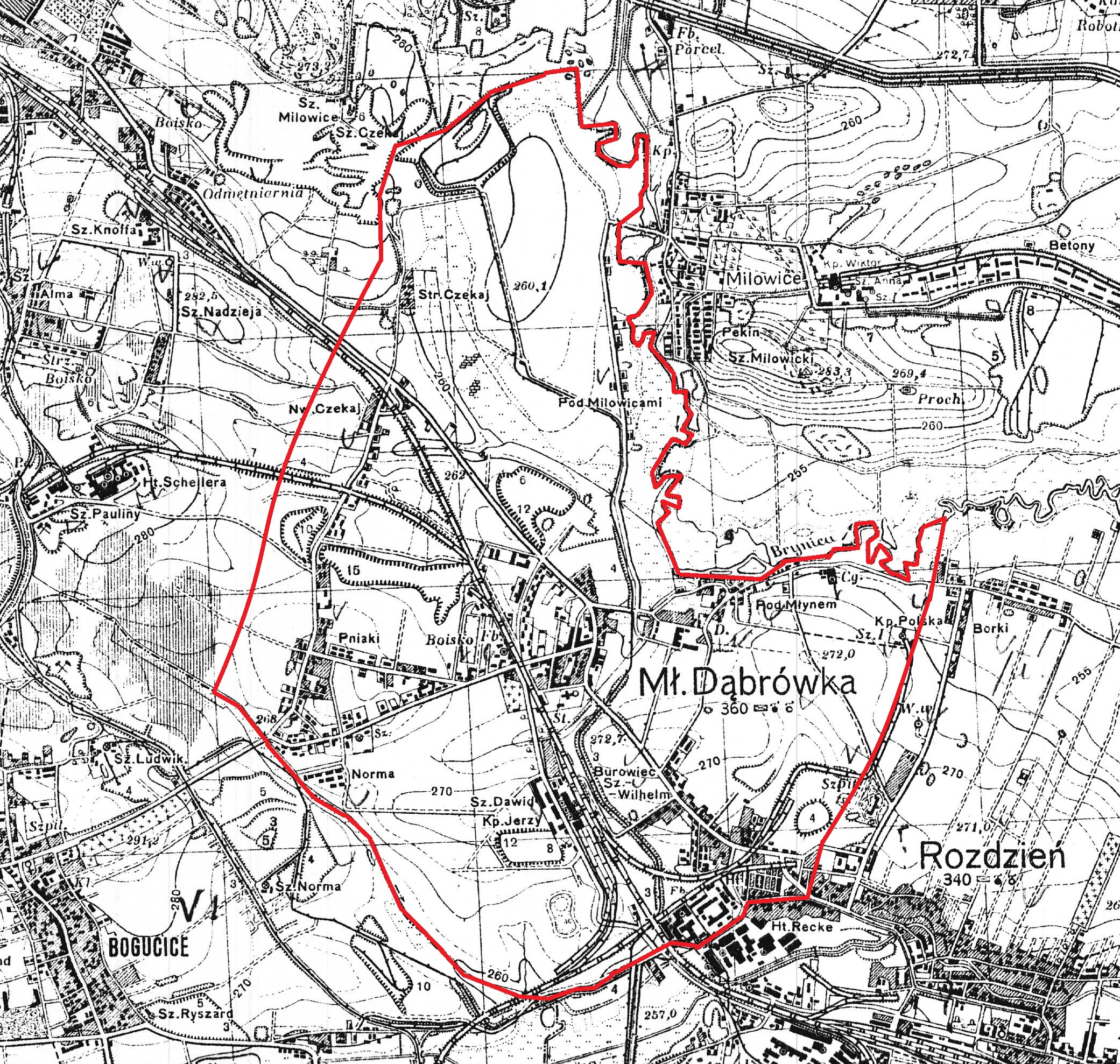
Granice dawnej gminy Dąbrówka Mała na mapie z 1933 roku

Dąbrówka Mała u początków jej powstania w XV wieku była wsią w księstwie siewierskim. W ciągu kilkusetleci miała ona różnych właścicieli. W 1839 roku obszar dworski i gmina Dąbrówka Mała przechodzi w dzierżawę do Marii Wincklerowej, a później do rodziny Thiele-Wincklerów. Na początku XX wieku, w 1907 roku oddano do użytku budynek ratusza gminy Dąbrówka Mała, znajdujący się obecnie przy ulicy gen. H. Le Ronda 16. Wówczas w skład gminy wiejskiej wchodziły również m.in. osady i kolonie: Pniaki, Stary i Nowy Czekaj, Norma i Burowiec (ostatnia z tych osad znajduje się obecnie na obszarze dzielnicy Szopienice-Burowiec). Po powstaniach śląskich gminę Dąbrówka Mała włączono do Polski i była częścią autonomicznego województwa śląskiego. W 1951 roku w związku z likwidacją powiatu katowickiego Dąbrówkę Małą włączono do powiatu miejskiego Szopienice, a 31 grudnia 1959 roku stała się dzielnicą Katowic.

W dniu 1 stycznia 1992 roku w Katowicach utworzono 22 Pomocnicze Jednostki Samorządowe, w tym jednostkę Dąbrówka Mała. Rada Miejska Katowic 29 września 1997 roku uchwaliła nowy podział na jednostki pomocnicze samorządu na terenie miasta, uznając Dąbrówkę Małą za 14. jednostkę pomocniczą, wytyczając równocześnie jej dokładne granice.

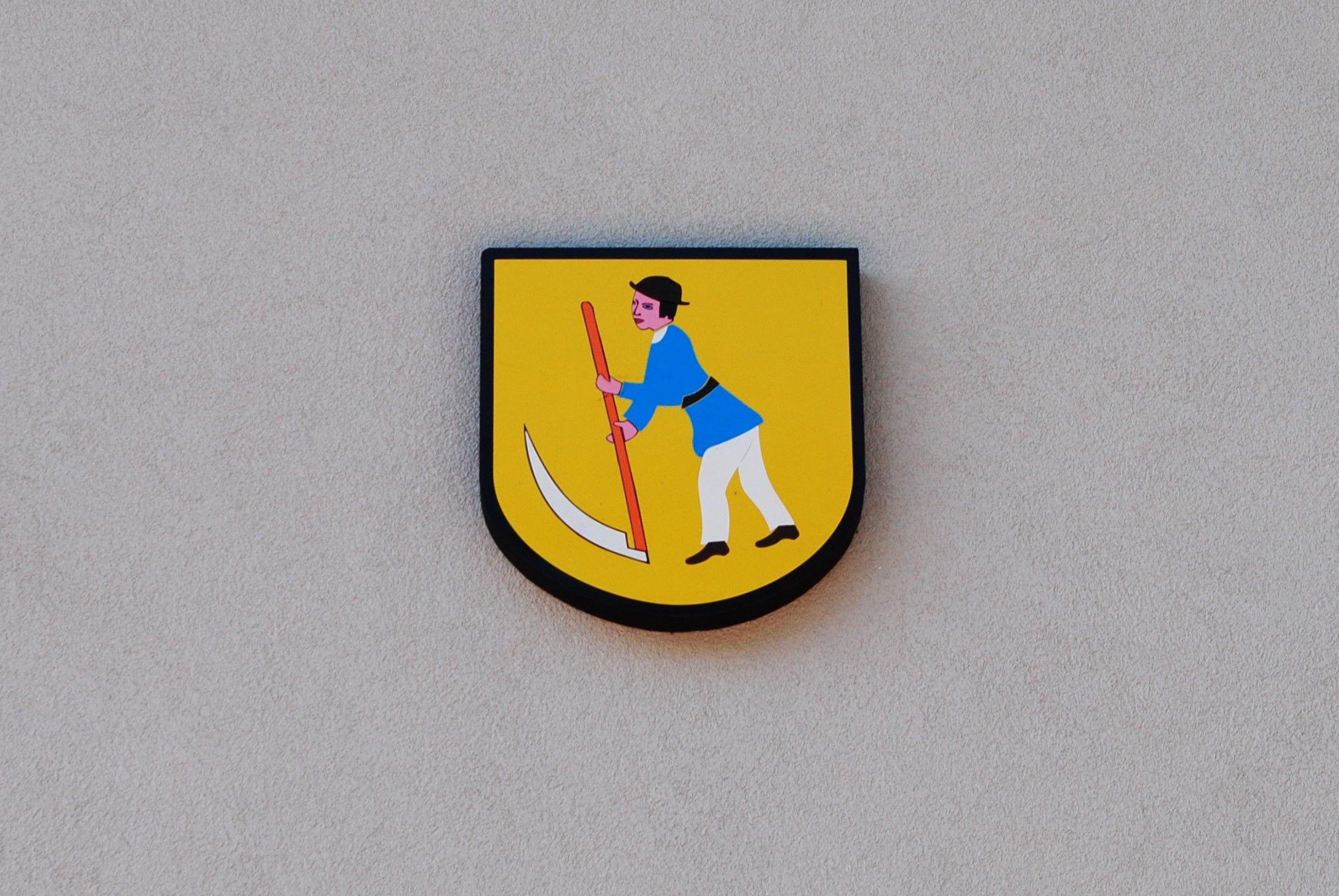
Herb dawnej gminy Dąbrówka Mała na remizie OSP przy ulicy Strzelców Bytomskich

W wyborach do rady miasta Dąbrówka Mała należy do okręgu nr 2 (Dąbrówka Mała, Szopienice-Burowiec, Janów-Nikiszowiec, Giszowiec i Murcki). W latach 2018–2023 okręg ten miał 5 przedstawicieli w Radzie Miasta.
W dniu 1 marca 2015 roku odbyły się po raz pierwszy w historii wybory do Rady Jednostki Pomocniczej nr 14 Dąbrówka Mała. Wybrano 15 radnych na czteroletnią kadencję, a pierwsza sesja rady odbyła się 15 kwietnia 2015 roku. Wybrano wówczas zarząd jednostki. Frekwencja w wyborach wyniosła 12,38% (uprawnionych do głosowania było 4 298 osób; zagłosowało 532 osób). Obecna Rada Dzielnicy nr 14 Dąbrówka Mała ma swoją siedzibę w budynku szkolnym przy ulicy Techników 5.

### Symbol napieczętny
Pierwsze wyobrażenie Dąbrówki Małej pochodzi z inwentarza parafii boguckiej z 26 marca 1816 roku. W nim pieczęcie miejscowości należących do parafii odcisnęli jej sołtysi. Pieczęć sołtysa Dąbrówki Małej przedstawiała chłopa w kapeluszu z kosą (tzw. kosiarz) na złotym tle. W godle umieszczonej w pieczęci z 1816 roku kosiarz posiada kapelusz, lecz na później użytkowanych pieczęciach już go on nie posiada. Pieczęcie gminne zostały wycofane z użytku 20 marca 1950 roku.

## Gospodarka

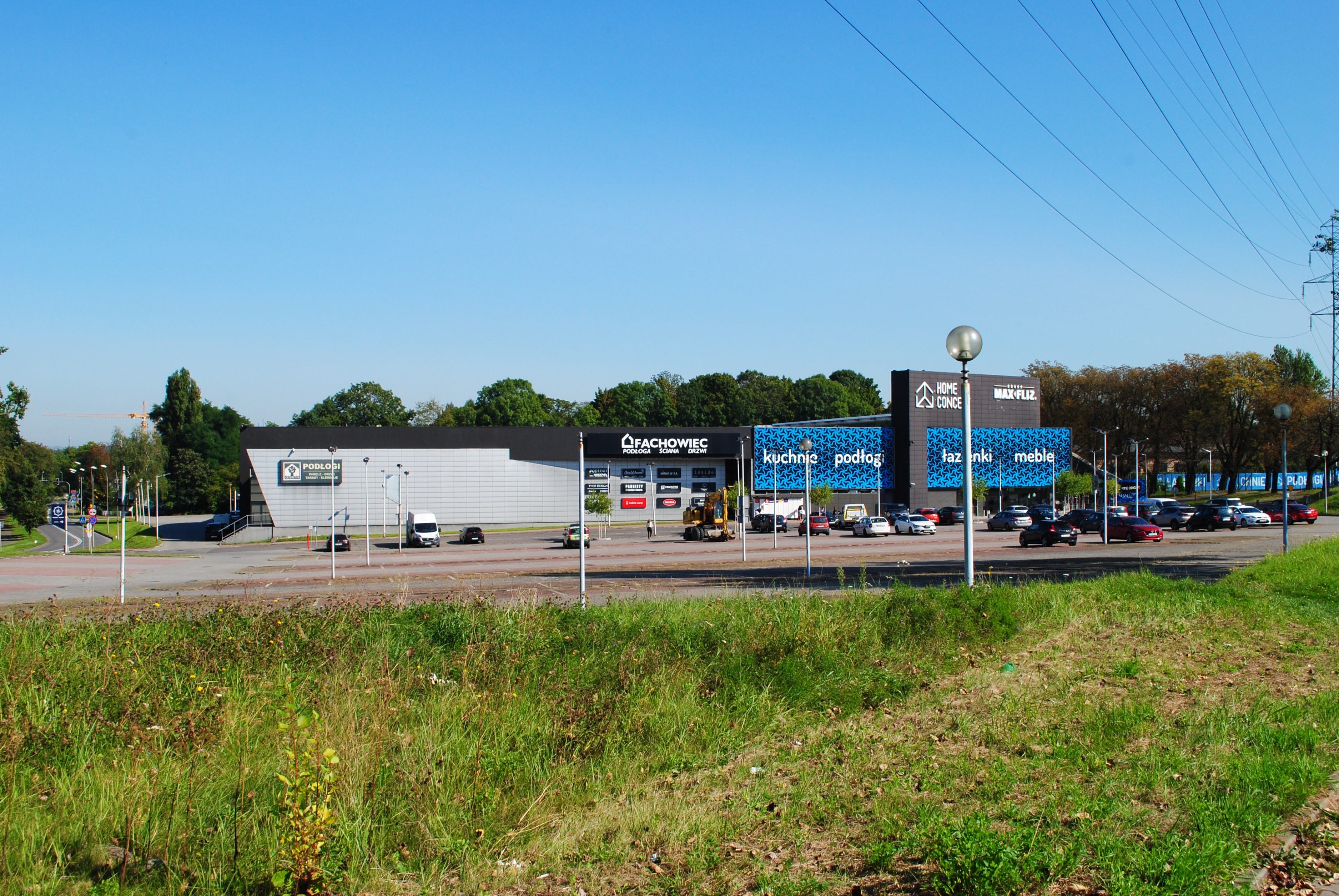
Galeria wnętrz Home Concept

Do czasów II wojny światowej dzielnica miała charakter typowo przemysłowy (huty i liczne kopalnie, zamknięte przed II wojną światową). Współcześnie nie funkcjonuje tu żadna kopalnia, natomiast dobrze rozwinięta jest natomiast funkcja handlowo-usługowa. Około 50% terenów dzielnicy to obszary przemysłowe i poprzemysłowe. Tereny produkcyjno-usługowe zajmowały w 2007 roku powierzchnię 25,0 ha, natomiast tereny usług 35,8 ha.

Według stanu z 31 grudnia 2013 roku w dzielnicy było zarejestrowanych 641 podmiotów gospodarczych w systemie REGON, co stanowiło 1,4% wszystkich podmiotów w Katowicach, z czego mikroprzedsiębiorstw było 591 (110 przedsiębiorstw na 1 000 mieszkańców dzielnicy). W 2013 roku w Dąbrówce Małej było zarejestrowanych 210 osób bezrobotnych – pod względem udziału bezrobotnych w dzielnicy do liczby mieszkańców Dąbrówka Mała miała wówczas 5. najwyższy wynik na 22 dzielnice (za Szopienicami-Burowcem, Załężem, Śródmieściem i Dębem).

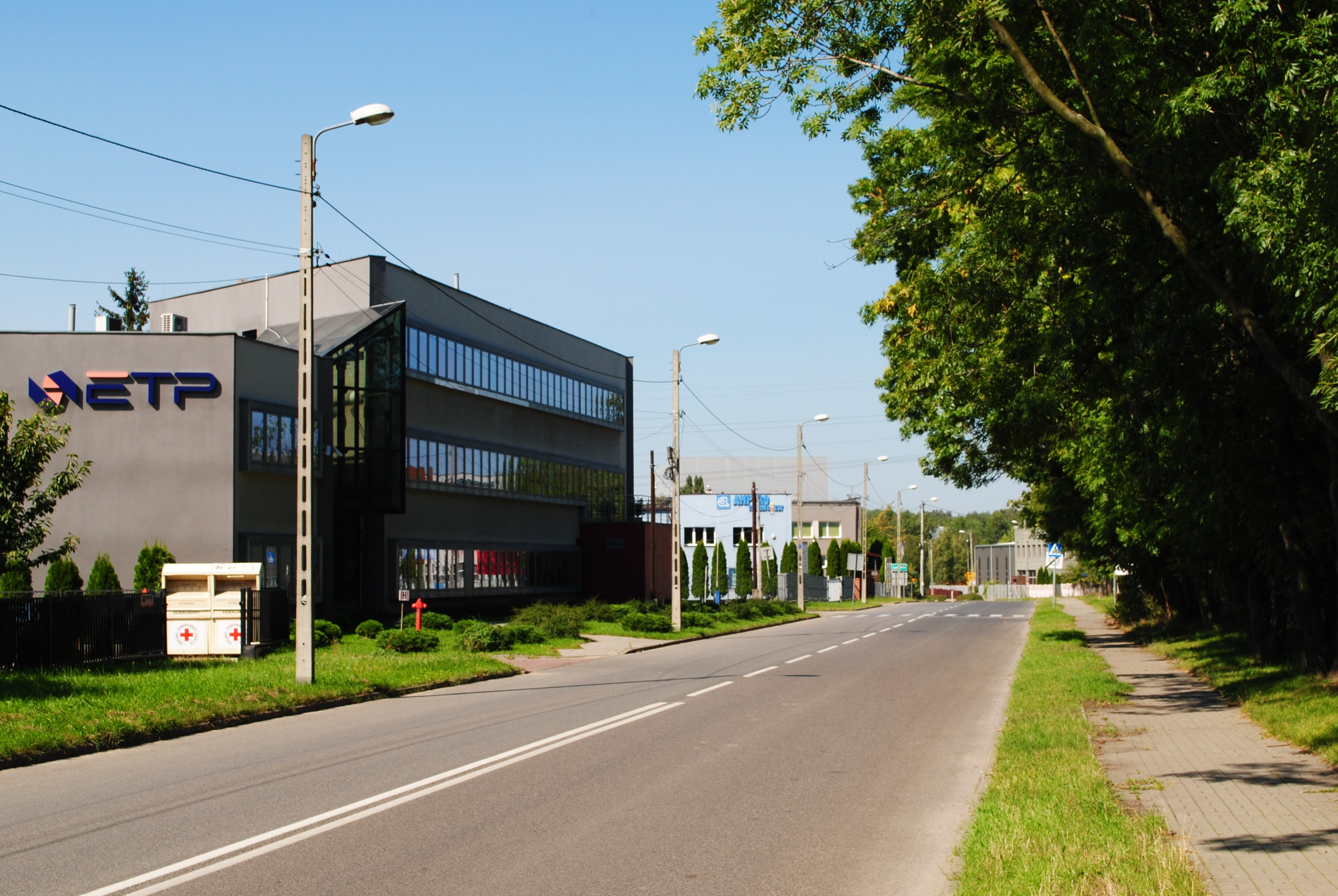
Budynki przemysłowo-usługowe przy ulicy Budowlanej

Dąbrówka Mała z uwagi na dogodne położenie komunikacyjne jest miejscem koncentracji przedsiębiorstw handlowych różnych branż, zwłaszcza branży meblarskiej i wyposażenia domu. Przy północnej stronie alei Roździeńskiego, która leży administracyjnie na terenie Dąbrówki Małej, wg stanu z września 2020 roku z większych przedsiębiorstw i sklepów znajduje się: HOMEPARK Rawa (al. W. Roździeńskiego 97; centrum posiadające sklepy z ofertą mebli i wyposażenia domu), IKEA Katowice (al. W. Roździeńskiego 95), Salon Firmowy Komandor Katowice (ul. gen. J. Hallera 70), Galeria Wnętrz Home Concept (al. W. Roździeńskiego 191; centrum skupiające salony wyposażenia wnętrz), Nowy Roździeń (al. W. Roździeńskiego 199; centrum wyposażenia wnętrz) oraz kompleks sklepów przy alei W. Roździeńskiego 201 i 203 (dawny Nowosam-Roździeń, wzniesiony w 1978 roku). 

Pozostałe miejsca w Dąbrówce Małej, w którym koncentruje się działalność gospodarcza, to m.in. ulice Siemianowicka i Budowlana (przy granicy z Siemianowicami Śląskimi), przy których znajdują się serwisy i sklepy z częściami motoryzacyjnymi, firmy budowlane, hurtownie, a także firmy przemysłu maszynowego. Drugi obszar to rejon ulic Milowickiej i Pod Młynem z koncentracją usług i sklepów różnych branż. Przy ulicy Siemianowickiej 52d znajduje się siedziba przedsiębiorstwa budowy dróg oraz producenta mas bitumicznych Drogopol.

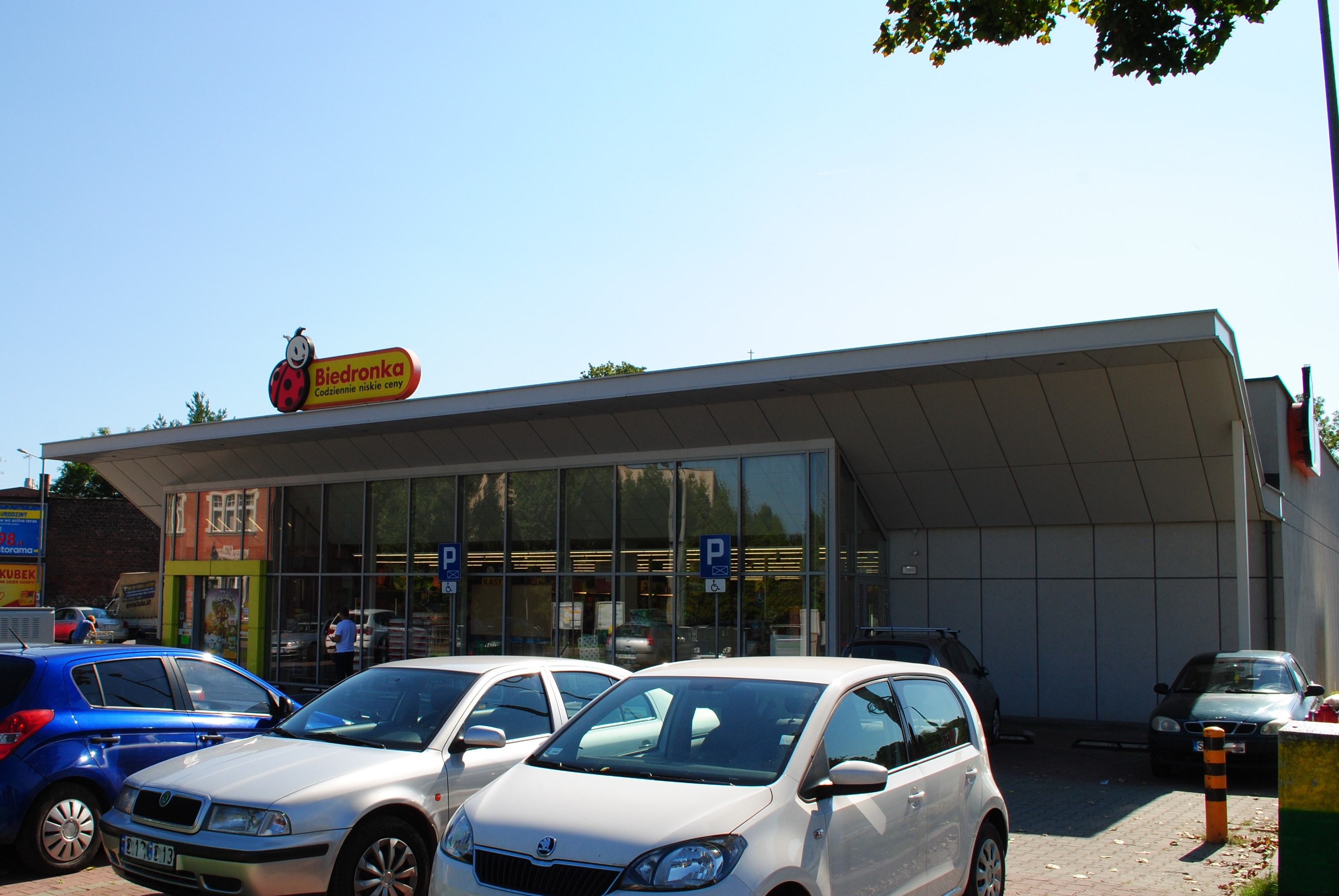
Sklep Biedronka przy ul. Le Ronda

W rejonie całej dzielnicy występują punkty handlowe z różnych branż, w tym jedyny na terenie Dąbrówki Małej supermarket sieci Biedronka (ul. gen. H. Le Ronda 13), wybudowany w 2008 roku. W Dąbrówce Małej wykształciło się jedno lokalne centrum usługowo-handlowe, w rejonie skrzyżowania ulic w obrębie dawnej, silnie przekształconej wsi. Jest to rejon ulic: Strzelców Bytomskich (odcinek od ulicy Pod Młynem do ulicy gen. J. Hallera), gen. J. Hallera, gen. H. Le Ronda (od ulicy J. Grzegorzka do skrzyżowania z ulicą Strzelców Bytomskich), a także aleja Niepodległości i plac Żołnierzy Września.
Na terenie Dąbrówki Małej, wg faktycznego użytkowania terenu, nie występują obszary uprawy roli. Na podstawie systematycznych badań prowadzonych od 1983 roku przez Instytut Ekologii Terenów Uprzemysłowionych oraz Ośrodek Badań i Kontroli Środowiska dokonano oceny lokalizacji terenów rolniczych według kryterium zanieczyszczenia środowiska. Dąbrówka Mała znalazła się w kategoriach: B (niekorzystna) i C (wybitnie niekorzystna), co wskazuje na konieczność zaprzestania produkcji żywności.

## Infrastruktura techniczna

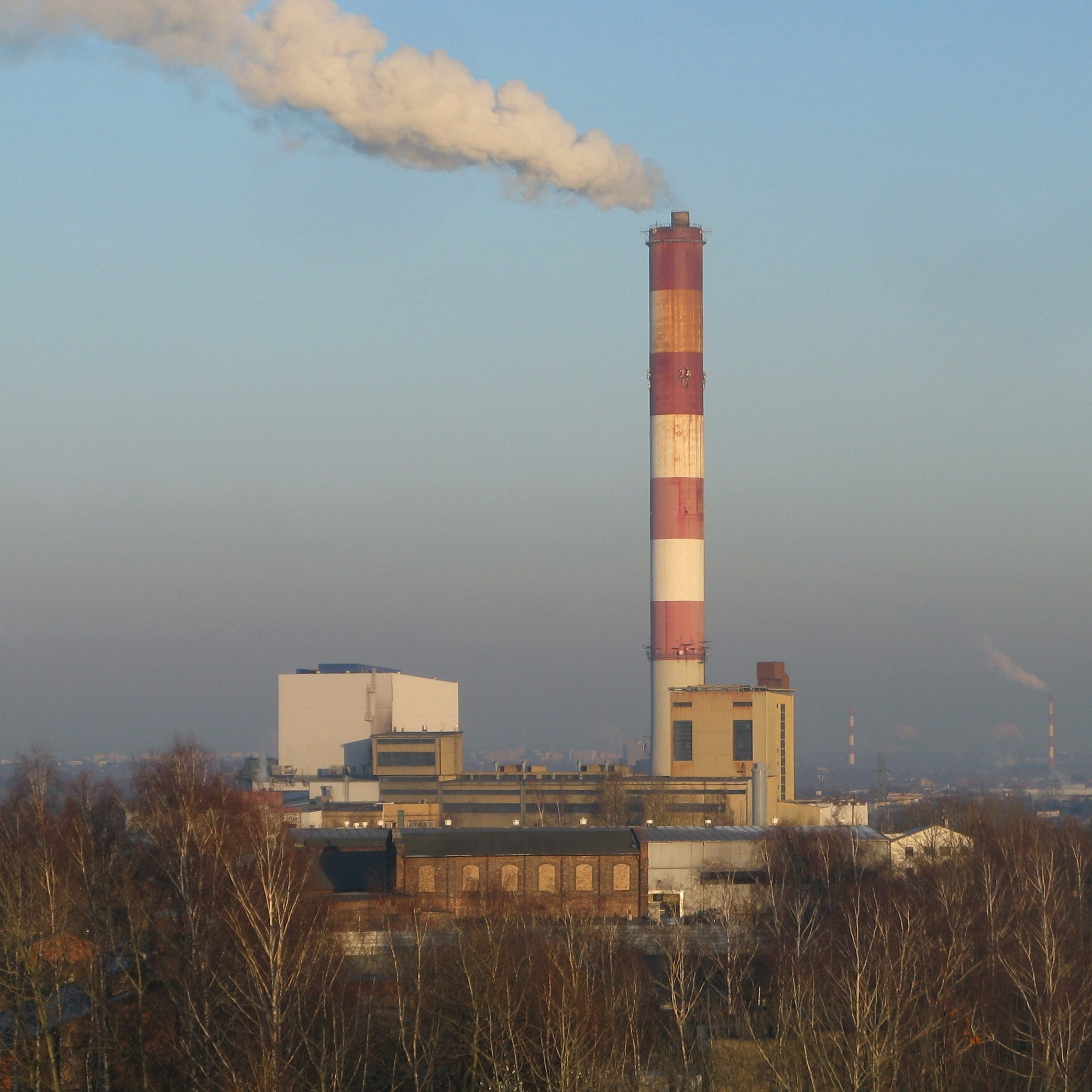
Zakład Wytwarzania Katowice spółki Tauron Ciepło (dawniej Elektrociepłownia Katowice) na granicy Dąbrówki Małej i Siemianowic Śląskich

Na terenie dzielnicy nie ma ujęć wody pitnej – Dąbrówka Mała, jaki całe Katowice korzystają z ujęć powierzchniowych ze zbiorników: Goczałkowickiego na Wiśle, Czanieckiego na Sole i ujęć wody w Dziećkowicach, Maczkach i Kozłowej Górze. Woda ze stacji uzdatniania wody jest rozprowadzana poprzez wodociągi magistralne oraz rozdzielcze. Przez teren dzielnicy przechodzą sieci wodociągowe magistralne, będące pod zarządem Górnośląskiego Przedsiębiorstwa Wodociągów. Znajdują się tutaj dwa ciągi: jeden z nich biegnie równolegle do alei W. Roździeńskiego, natomiast drugi ciągnie się w rejonie Zakładu Wytwarzania Katowice (800/315 Dąbrówka Mała – Siemianowice). Miejska sieć wodociągowa w Dąbrówce Małej jest zarządzana przez Oddział Eksploatacji Sieci Wodociągowej – Centrum spółki Katowickie Wodociągi.
W północnej części dzielnicy znajduje się Gminny Punkt Zbiórki Odpadów MPGK oraz mechaniczno-biologiczno-chemiczna Oczyszczalnia Ścieków „Dąbrówka Mała-Centrum” (ul. Milowicka 9), której właścicielem są Katowickie Wodociągi. Oczyszczalnia obsługuje miasta: Siemianowice Śląskie, Czeladź, część Będzina oraz Milowice (dzielnica Sosnowca). W ciągu doby oczyszczalnia może przyjąć maksymalnie 80 tys. m³ ścieków, a średnio oczyszcza 20 tys. m³ ścieków na dobę. Po oczyszczaniu wody odprowadzane są one do Brynicy.
Na granicy Dąbrówki Małej i Siemianowic Śląskich, przy ulicy Siemianowickiej 60 znajduje się Zakład Wytwarzania Katowice spółki Tauron Ciepło (dawna Elektrociepłownia Katowice). Posiada on zainstalowaną moc elektryczną 135 MWe i zainstalowaną moc cieplną – 459,4 MWt. Obsługuje ona miasta: Katowice, Siemianowice Śląskie, Sosnowiec i Czeladź. W 2011 roku było w niej zatrudnionych 286 pracowników. Dnia 7 czerwca 2002 roku dawnej Elektrociepłowni Katowice została przyznana nagroda Polskiej Izby Ekologii Ekolaury 2002 w kategorii „Ochrona powietrza” za produkcję energii elektrycznej i cieplnej w skojarzeniu – blok BCF-100.
Przy ulicy Milowickiej zlokalizowana jest baza Miejskiego Zarządu Ulic i Mostów. Jednym z głównych zadań bazy jest kruszenie na bieżąco składowanego w niej gruzu betonowego i bitumicznego, pochodzącego z rozbiórek nawierzchni ulic.

## Transport

### Transport drogowy

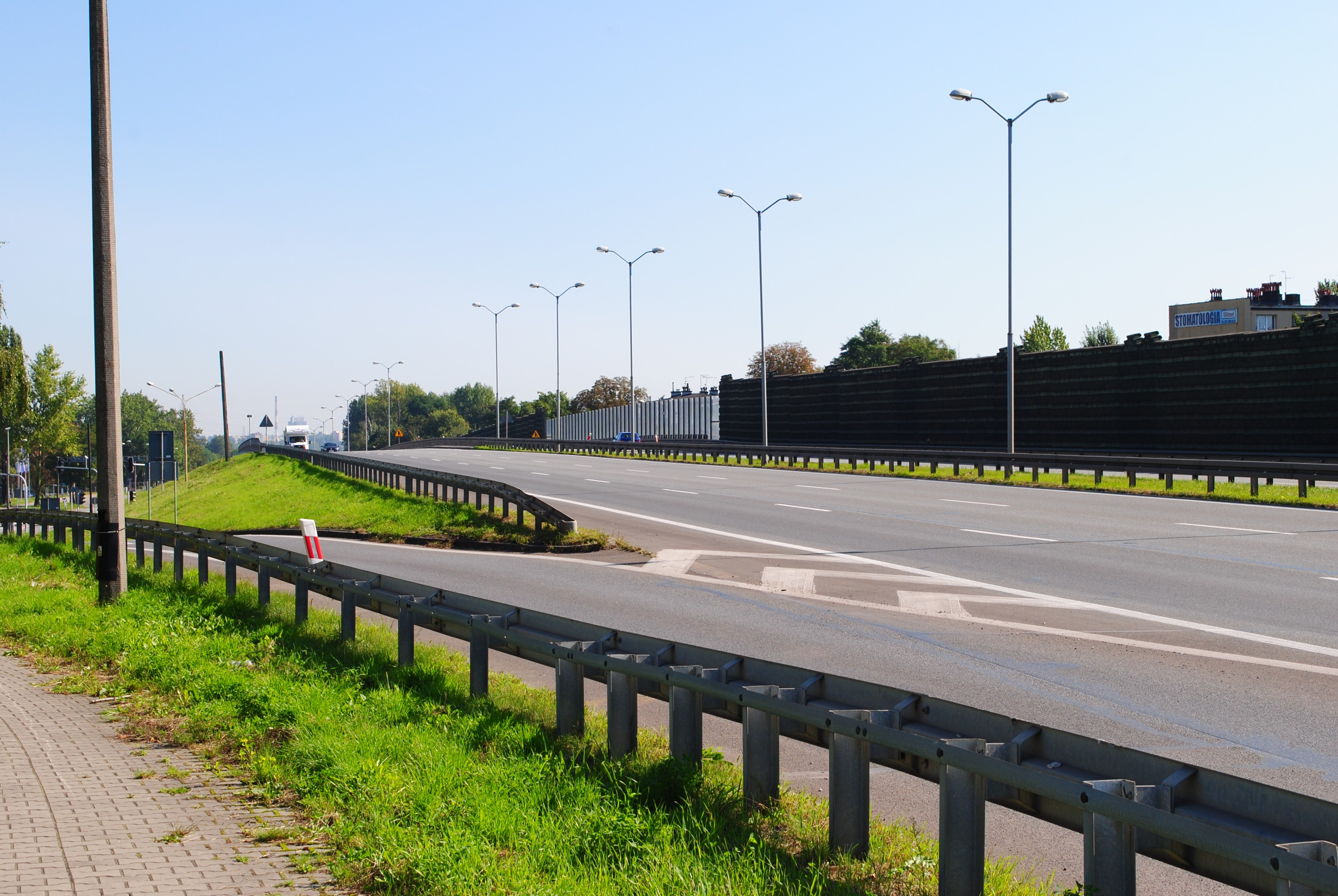
Aleja W. Roździeńskiego na wysokości linii kolejowej (widok w kierunku Sosnowca)

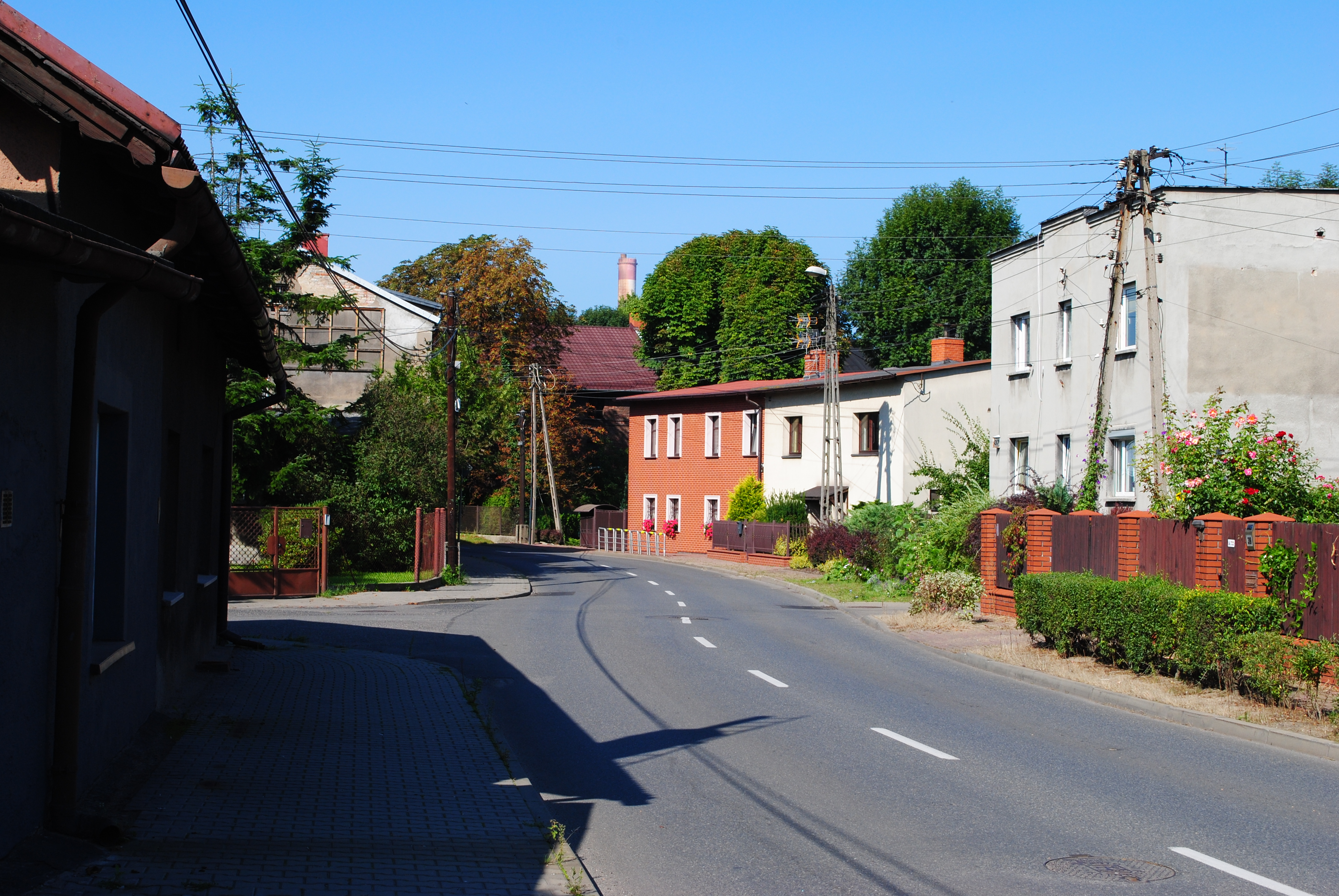
Fragment ulicy Pod Młynem

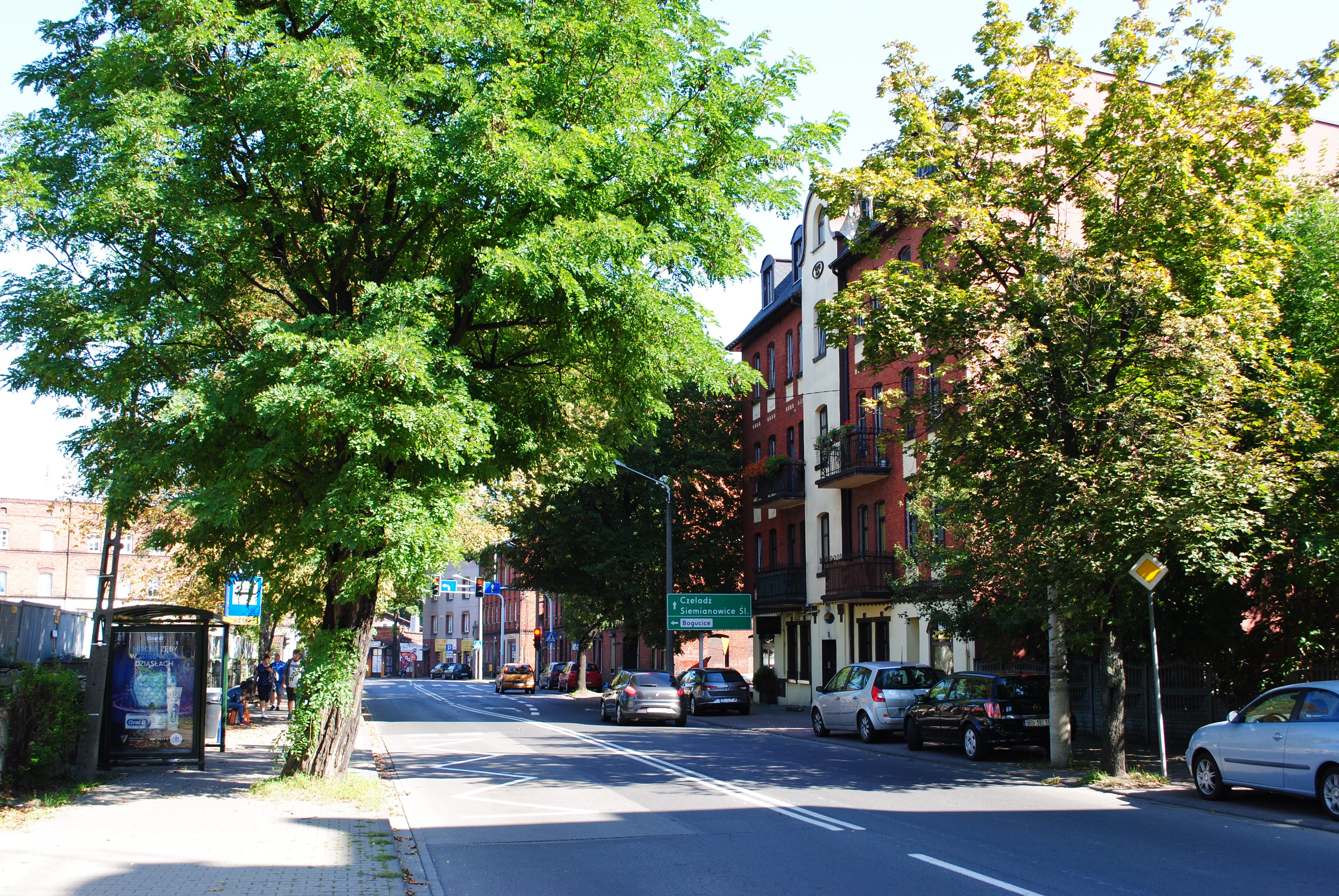
Fragment ulicy Strzelców Bytomskich na wysokości budynku nr 1

Sieć drogowa Dąbrówki Małej jest nieregularna. Składa się ona z sieci dróg głównych, zbiorczych oraz lokalnych. Przed Dąbrówkę Małą przechodzi jedna droga o zasięgu krajowym:
- Droga ekspresowa S86 (al. Roździeńskiego) – droga ekspresowa od węzła z ulicą Murckowską do Sosnowca. Droga ta stanowi kontynuację drogi krajowej nr 86 i posiada powiązanie z autostradą A4 w kierunku południowym wzdłuż ulicy Murckowskiej. Zapewnia ona także powiązanie Dąbrówki Małej z drogą ekspresową S1 w Tychach w kierunku południowym, a także z Sosnowcem, Będzinem oraz portem lotniczym Katowice-Pyrzowice w kierunku północnym. Posiada bezkolizyjne jezdnie o ruchu jednokierunkowym, dostępne jedynie w węzłach (w Dąbrówce Małej z ulicami: Szwedzką, ks. J. Popiełuszki, gen. J. Hallera i Pod Młynem[9]). Jej funkcją wewnętrzną jest umożliwienie szybkich połączeń odległych rejonów miasta lub zespołu miast Górnośląsko-Zagłębiowskiej Metropolii[142].

W wewnętrznych powiązaniach dzielnicy z resztą miasta, a także z drogami ruchu przyspieszonymi najważniejszą rolę odgrywają ulice główne (droga klasy G), lecz ze względu na brak odpowiednich parametrów technicznych, zaliczane są do dróg zbiorczych (droga klasy Z). Są to następujące drogi: 
- Ulica gen. Józefa Hallera (w kierunku południowym łączy się na węźle z al. Roździeńskiego i dalej na południe zapewnia połączenie z Szopienicami-Burowcem)[9],
- Ulica gen. Henryka Le Ronda (dawna droga wiejska; w kierunku zachodnim łączy Dąbrówkę Małą z Bogucicami)[144],
- Ulica Milowicka (na północ kieruje się w stronę Sosnowca[142] i Czeladzi[9]),
- Ulica Pod Młynem (droga wewnątrz Dąbrówki Małej; łączy ulicę Strzelców Bytomskich z aleją Roździeńskiego, a także zapewnia połączenie z Borkami w Szopienicach-Burowcu)[9],
- Ulica Strzelców Bytomskich (na północ łączy dzielnicę z Sadzawkami w dzielnicy Centrum[9] w Siemianowicach Śląskich wzdłuż ulicy Mysłowickiej)[142].

Pozostałe ulice Dąbrówki Małej to drogi lokalne i dojazdowe, które tworzą powiązania między poszczególnymi jednostkami strukturalnymi w dzielnicy, a także stanowią wewnętrzną obsługę osiedli i innych obiektów. Do ważniejszych tego typu ulic zalicza się aleję Niepodległości (jest to droga dojazdowa).
W sierpniu 2024 roku zostało oddane do użytku rondo przy zbiegu ulic Strzelców Bytomskich i Pod Młynem, które znacząco poprawiło komfort, płynność i bezpieczeństwo ruchu osób poruszających się pomiędzy Katowicami, Sosnowcem, Siemianowicami Śląskimi i Czeladzią, ale także dla pieszych.
Aleja Walentego Roździeńskiego jest jedną z dróg o największym natężeniu ruchu samochodowego w Katowicach. Według badań przeprowadzonych we wrześniu 2007 roku, w popołudniowych godzinach szczytu przy wlocie do Katowic tę drogę przemierzało 6114 pojazdów (w tym 84,9% osobowych i 8,1% dostawczych), natomiast średni ruch przez ulicę Strzelców Bytomskich wynosił wówczas 937 pojazdów (84,6% osobowych i 9,2% dostawczych) a przez ulicę Milowicką 687 pojazdów (88,1% osobowych i 7,4 dostawczych). Ulica gen. H. Le Ronda w 2007 roku była wskazana jako jedna z ulic, w której wyczerpywała się przepustowość.

### Transport kolejowy

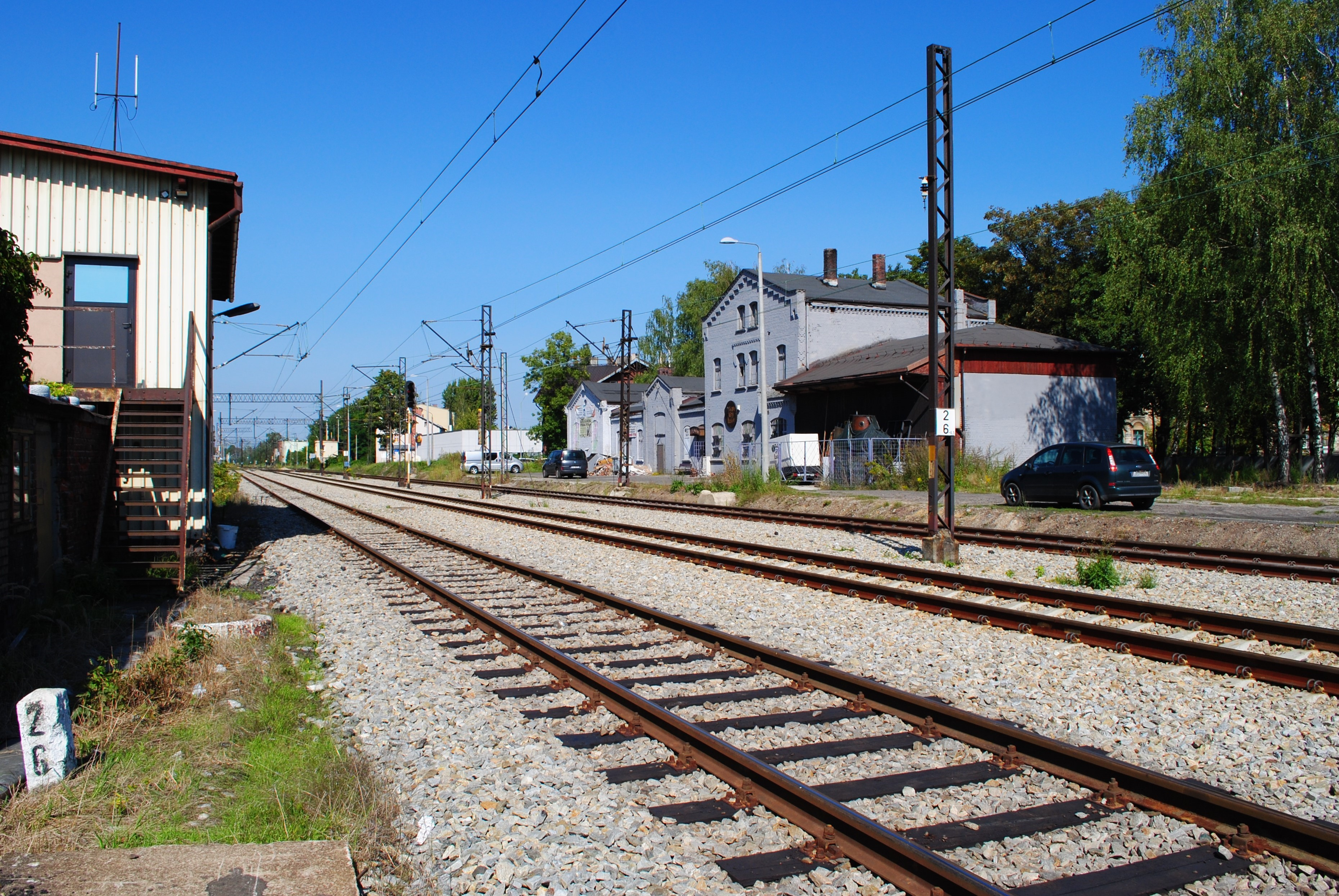
Stacja techniczna Katowice Dąbrówka Mała

Sieć kolejowa na terenie Dąbrówki Małej na przestrzeni czasu ulegała dużym zmianom. Pierwsza sieć kolejowa na terenie Dąbrówki Małej wybudowała Kolej Górnośląska, która oddała do użytku 1 listopada 1861 roku bocznicę z Katowic do kopalni „Jerzy”.
Dąbrówka Mała zyskała następne połączenie kolejowe również za sprawą Towarzystwa Kolei Prawego Brzegu Odry, powstałego w 1868 roku. Towarzystwo to oddało do użytku linię na odcinku Bytom Zachodni – Chorzów – Siemianowice Śląskie – Dąbrówka Mała –  Szopienice Północne. Pierwsze pociągi na niej ruszyły 1 lutego 1870 roku. Linę tę niedługo później przedłużono do Pszczyny, przez co Dąbrówka Mała zyskała połączenia pasażerskie i towarowe z Wrocławiem przez Fossowskie w jedną stronę i do Pszczyny w drugą. Wraz z tą linią wybudowano stację kolejową, która do 1906 roku nosiła nazwę Georggrube (obecnie Katowice Dąbrówka Mała). Oddano również następne bocznice do użytku, w tym w 1870 roku między Wełnowcem a Dąbrówką Małą. Budynek dworca na stacji kolejowej został wybudowany w latach 90. XIX wieku, a w 1894 roku dobudowano poczekalnię i nastawnię.

Taki układ normalnotorowej sieci kolejowej utrzymał się do 1942 roku, kiedy to wybudowano drugi tor na głównej trasie kolejowej. Po II wojnie światowej przystąpiono do dalszej przebudowy sieci kolejowej. Do lat 60. XX wieku wzdłuż Brynicy i po przecięciu ulicy Milowickiej na północny zachód równoległe do ulicy Strzelców Bytomskich wybudowano linię Północnej Magistrali Piaskowej nr 201 wraz z łącznicami z Szybem Powietrznym II kopalni „Kleofas” przez Wełnowiec oraz z kopalnią „Katowice”. Pierwszy łącznik biegł przy elektrociepłowni, a drugi na terenie Dąbrówki Małej ciągnął się za obecnym sklepem IKEA. Oba łączniki zlikwidowano przed 2013 rokiem, a samą zaś główną magistralę piaskową do 16 sierpnia tego samego roku.

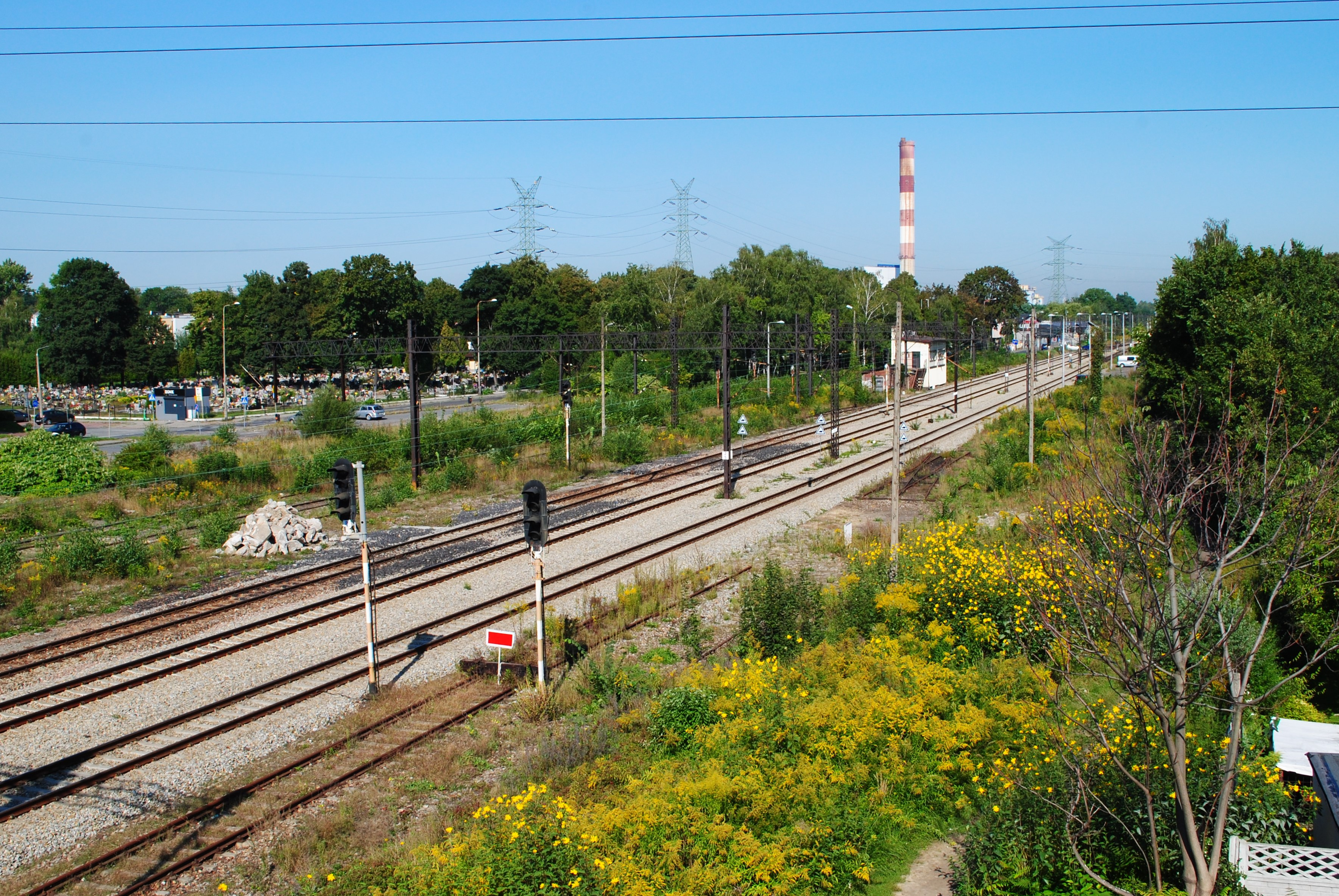
Linia kolejowa nr 161 widziana z wiaduktu alei W. Roździeńskiego

W latach powojennych przestały kursować pociągi pasażerskie przez Dąbrówkę Małą. Ruch pasażerski zawieszono 1 kwietnia 1968 roku. W 1976 roku rozebrano łącznik między Zawodziem a Dąbrówką Małą, 25 kwietnia 1990 zelektryfikowano główną linię kolejową.
Przez Dąbrówkę Małą biegła również trasa wąskotorowej kolejki piaskowej o rozstawie szyn 785 mm, która przez dzielnicę biegła równolegle do ulicy Milowickiej i dalej w kierunku Siemianowic Śląskich. Trasa kolei piaskowej łączyła piaskownię z kopalnią „Giesche” w Janowie (obecnie kopalnia „Wieczorek”). Spółka Giesche dnia 15 lipca 1924 roku złożyła wniosek o pozwolenie na budowę linii wąskotorowej. Jej budowę rozpoczęto po uzyskaniu 15 maja 1925 roku zezwolenia. Kolej oddano do użytku 15 maja 1928 roku, a tego samego roku ruszyło wydobycie w piaskowni, która znajdowała się nad Brynicą. Dwa lata później linię zelektryfikowano. W 1954 roku piaskownię ze względu na wyczerpanie złóż zamknięto, a wraz z nią rozebrano wąskotorową linię kolejową.
Obecnie jedyną czynną linią przechodzącą przez teren Dąbrówki Małej jest linia kolejowa nr 161, która jest w zarządzie PKP Polskich Linii Kolejowych. Odbywa się na niej jedynie ruch towarowy. Dawna stacja Katowice Dąbrówka Mała to obecnie stacja techniczna. Budynek dworca kolejowego został zaadaptowany na siedzibę Teatru Gry i Ludzie.

### Miejski transport zbiorowy

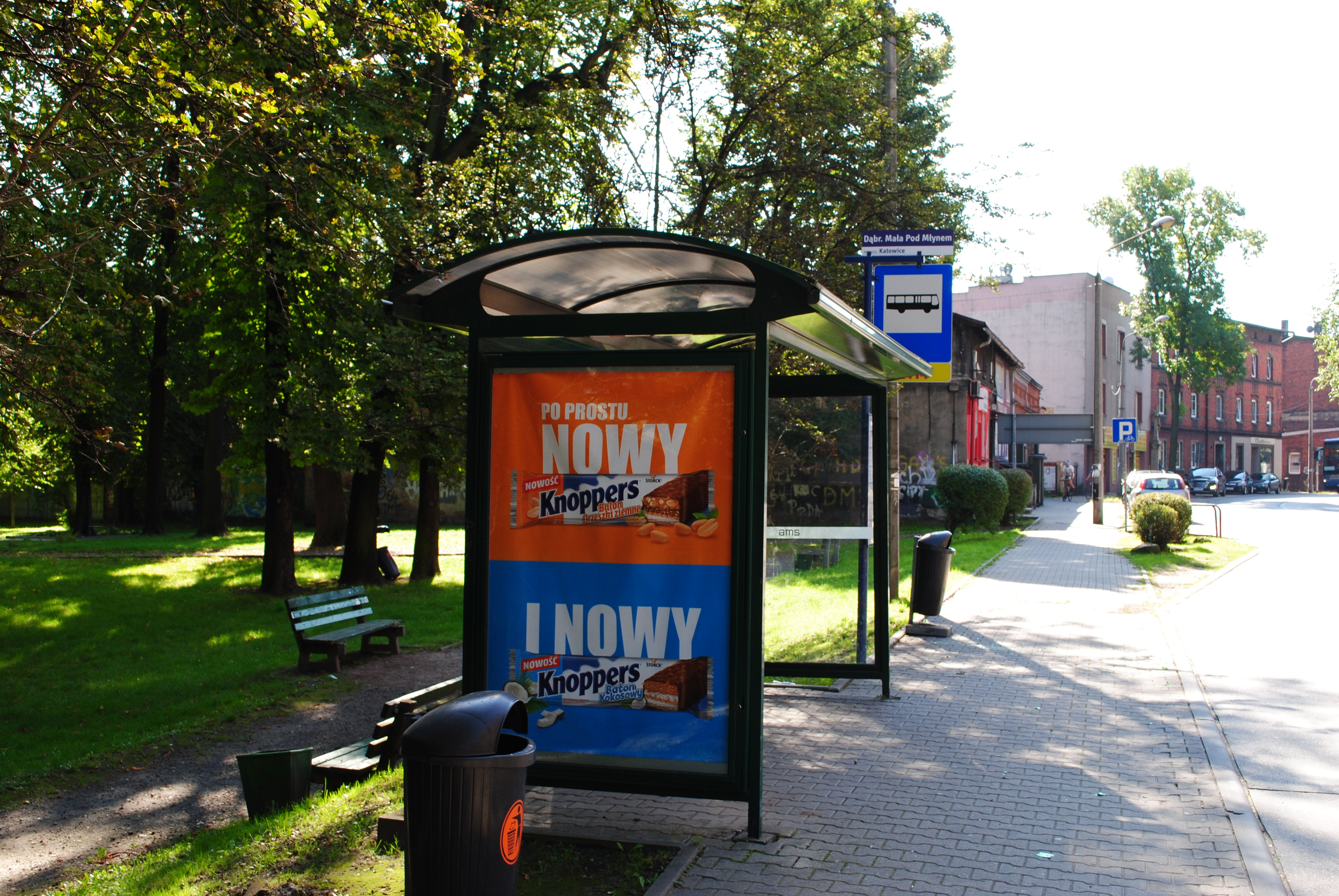
Przystanek autobusowy Dąbrówka Mała Pod Młynem na wysokości parku w Dąbrówce

Transport zbiorowy wewnątrz Dąbrówki Małej, a także do innych dzielnic Katowic oraz sąsiednich miast, zapewniają autobusy kursujące na zlecenie Zarządu Transportu Metropolitalnego. Kursują ona na wszystkich drogach głównych i zbiorczych w dzielnicy, zaś głównym ciągiem komunikacyjnym autobusów jest aleja W. Roździeńskiego. Wzdłuż niej, w granicach i w sąsiedztwie Dąbrówki Małej znajdują się cztery przystanki autobusowe: Dąbrówka Mała Centrum Handlowe, Dąbrówka Mała Skrzyżowanie, Dąbrówka Mała Nowosam [nż] i Dąbrówka Mała Pawilon Agata (w tym ostatnim tylko stanowisko w kierunku centrum Katowic). Spośród nich, z przystanku Dąbrówka Mała Skrzyżowanie, ze stanowiska w kierunku centrum Katowic, według stanu z września 2020 roku, odjeżdża 14 linii autobusowych, w tym jedna nocna, a w kierunku Sosnowca 16 linii, w tym jedna nocna. Z tego przystanku w ruchu pozamiejskim autobusy łączą Dąbrówkę Małą głównie z miastami Zagłębia Dąbrowskiego: (Będzin, Czeladź, Dąbrowa Górnicza i Sosnowiec), a także z Rudą Śląską (dzielnice Kochłowice i Halemba). W ruchu wewnątrzmiejskim autobusy łączą z tego przystanku Dąbrówkę Małą bezpośrednio m.in. ze Śródmieściem, Brynowem, Ligotą-Panewnikami, Bogucicami i Osiedlem Witosa. 

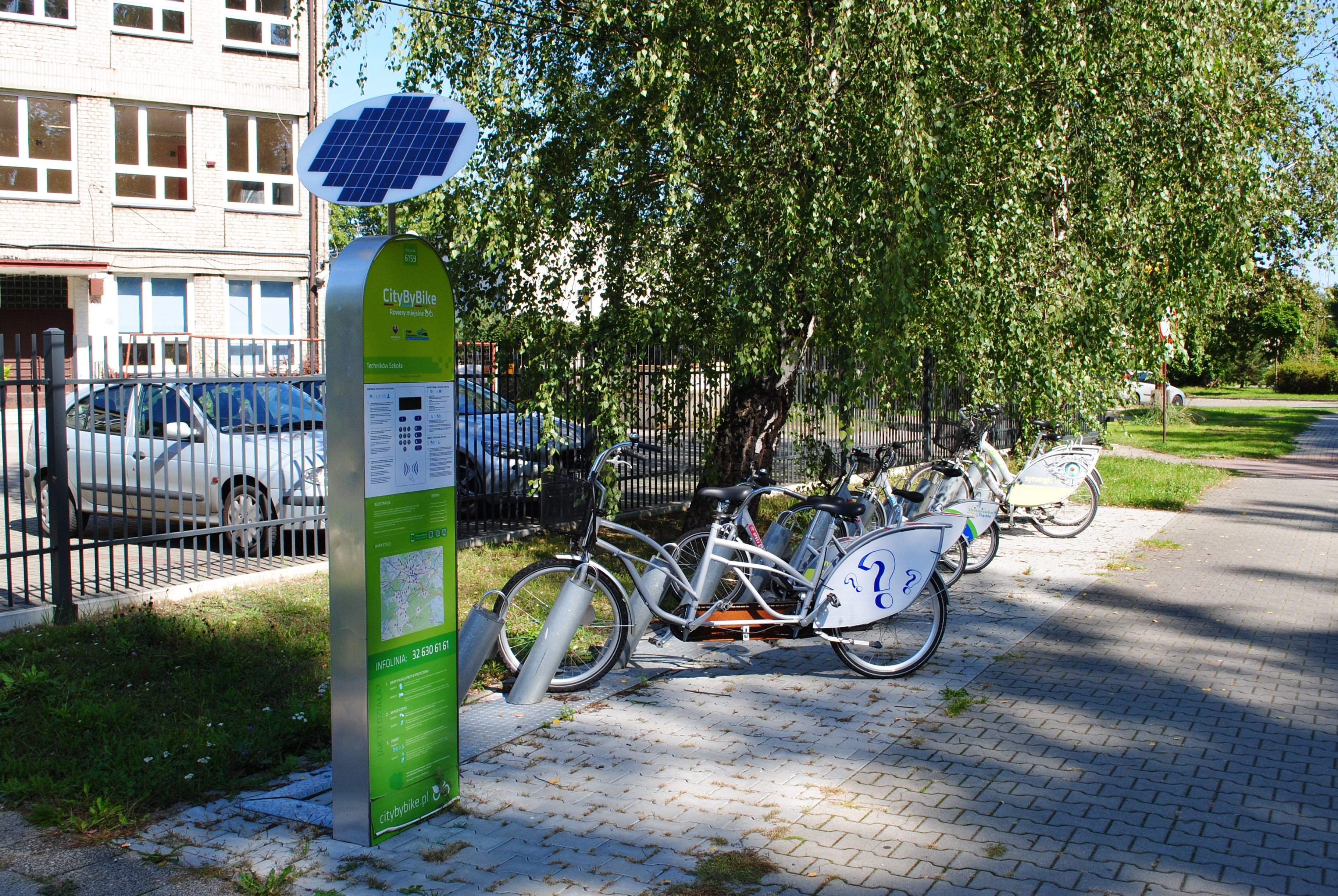
Stacja rowerów miejskich City by bike Techników przy ulicy Techników

Z przystanku zlokalizowanego w centrum Dąbrówki Małej – Dąbrówka Mała Ośrodek Zdrowia, odjeżdża 9 linii autobusowych, w tym 2 nocne. Łączą one bezpośrednio dzielnicę głównie w kierunkach wewnątrzmiejskich (m.in. Śródmieście, Bogucice, Brynów, Piotrowice, Dąb, Koszutka, Szopienice-Burowiec, Nikiszowiec, Giszowiec, osiedla: Tysiąclecia i Witosa, a także Panewniki), a w połączeniach pozamiejskimi z Będzinem, Czeladzią i Rudą Śląską. Przez Dąbrówkę Małą kursują ponadto linie w kierunku Siemianowic Śląskich kierujące się wzdłuż ulic: Budowlanej i Strzelców Bytomskich, a także pojedyncze linie do Chorzowa i Bytomia.
Do położonego w sąsiednich Szopienicach-Burowcu Centrum Handlowego Dąbrówka kursują trzy bezpłatne linie autobusowe Carrefour, z czego jedna przez Dąbrówkę Małą (linia Carrefour – Szopienice – Carrefour). Od 1 czerwca 2020 roku kursuje ona w godzinach otwarcia Centrum z częstotliwością 4 par połączeń dziennie.

### Infrastruktura rowerowa
W Dąbrówce Małej sieć ścieżek rowerowych jest słabo rozwinięta. Do 2020 roku jedyną wydzieloną ścieżką była asfaltowa trasa biegnąca równolegle do ulicy Techników, po jej południowej stronie. Znajduje się przy niej stacja rowerów miejskich Metrorower nr 27183. Według stanu z marca 2024 roku dwie stacje znajdowały się też przy ulicy gen. H. Le Ronda (nr 27178 i 27639). Wg docelowej sieci ścieżek rowerowych opublikowanej przez Urząd Miasta Katowice, ta trasa ma kierować się na wschód w kierunku ulicy ks. J. Popiełuszki, alei W. Roździeńskiego i ulicy gen. J. Hallera, a stamtąd dalej na południe do Szopienic-Burowca. Trasa ta ma mieć funkcję transportową. Przez dzielnicę nie biegnie też żadna turystyczna trasa rowerowa.

## Architektura

### Rozwój urbanistyczny
Szybki rozwój urbanistyczny Dąbrówki Małej następował w połowie XVIII i w XIX wieku. Wówczas to zabudowa Dąbrówki Małej koncentrowała się wzdłuż ulic: Pod Młynem, Siemianowickiej i Strzelców Bytomskich. Zabudowa powstawała wówczas również wzdłuż północnej strony ulicy H. Le Ronda na odcinku pomiędzy cmentarzem a ulicą Styczniową. Najstarsza istniejąca zabudowa zaczęła powstawać w połowie lat 50. XIX wieku. Najstarsze budynki w Dąbrówce Małej to m.in. domy przy ulicy Styczniowej 17, gen. H. Le Ronda 1 (z około 1840 roku), 8, 28 (z 1873 roku), 44, 63–65 (zabudowa dawnego szybu wentylacyjnego „Maria” z około 1905–1910 roku; rejon historycznej kolonii Georg), 69, 73 (oddane do użytku pod koniec XIX wieku), 82 (wybudowany około 1870 roku) i 92 (część zabudowy pochodzi z lat 1830–1840), Wiertniczej 1, Strzelców Bytomskich 33 i 44, Pod Młynem 2 (z 1879 roku) i P. Dytrycha 17, a także kompleks budynków wzdłuż ulicy J. Grzegorzka 5 i 10-28 z 1890 roku.

Wybrane budynki w Dąbrówce Małej powstałe do roku 1922
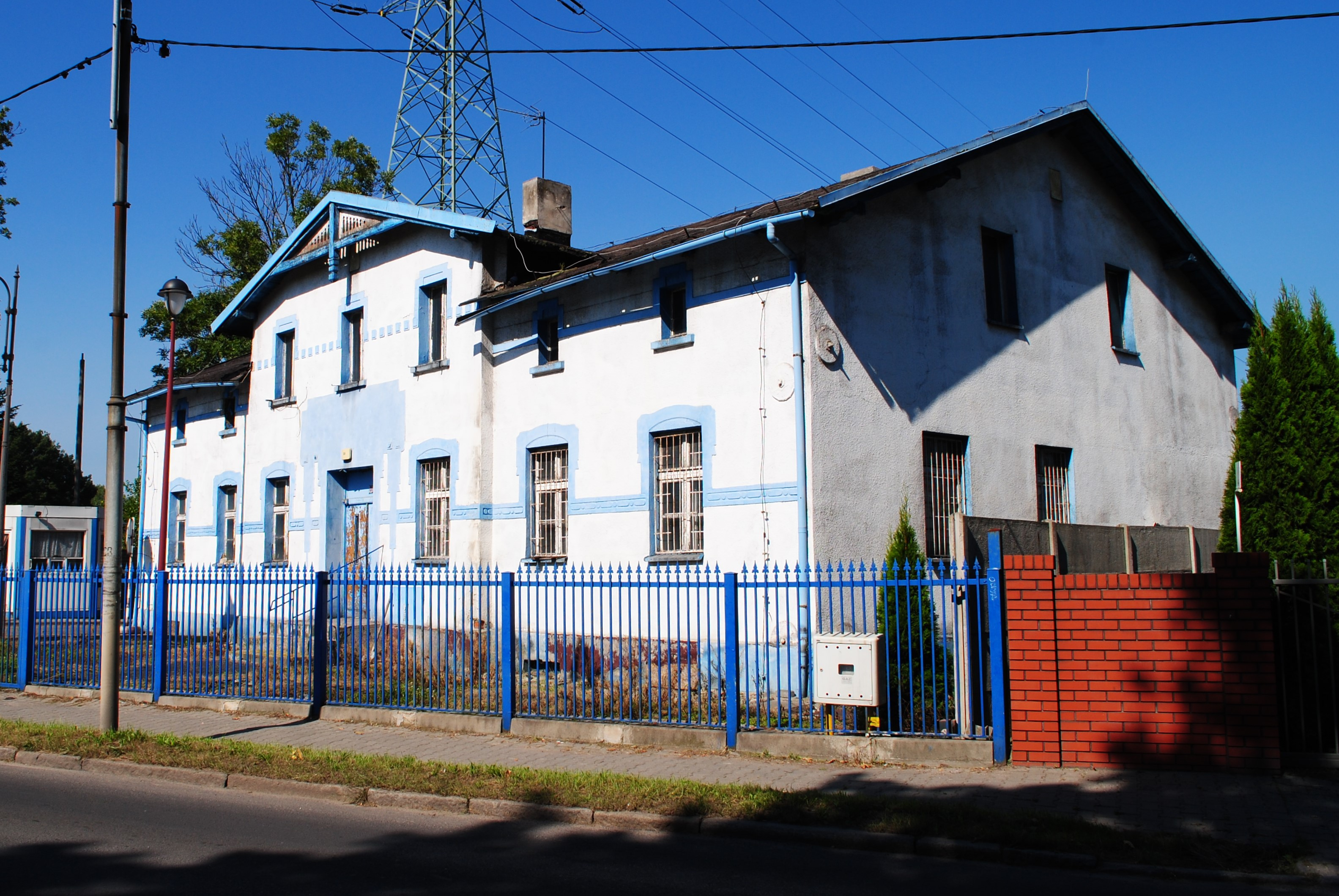
Dom przy ulicy gen. H. Le Ronda 28 powstały w 1873 roku
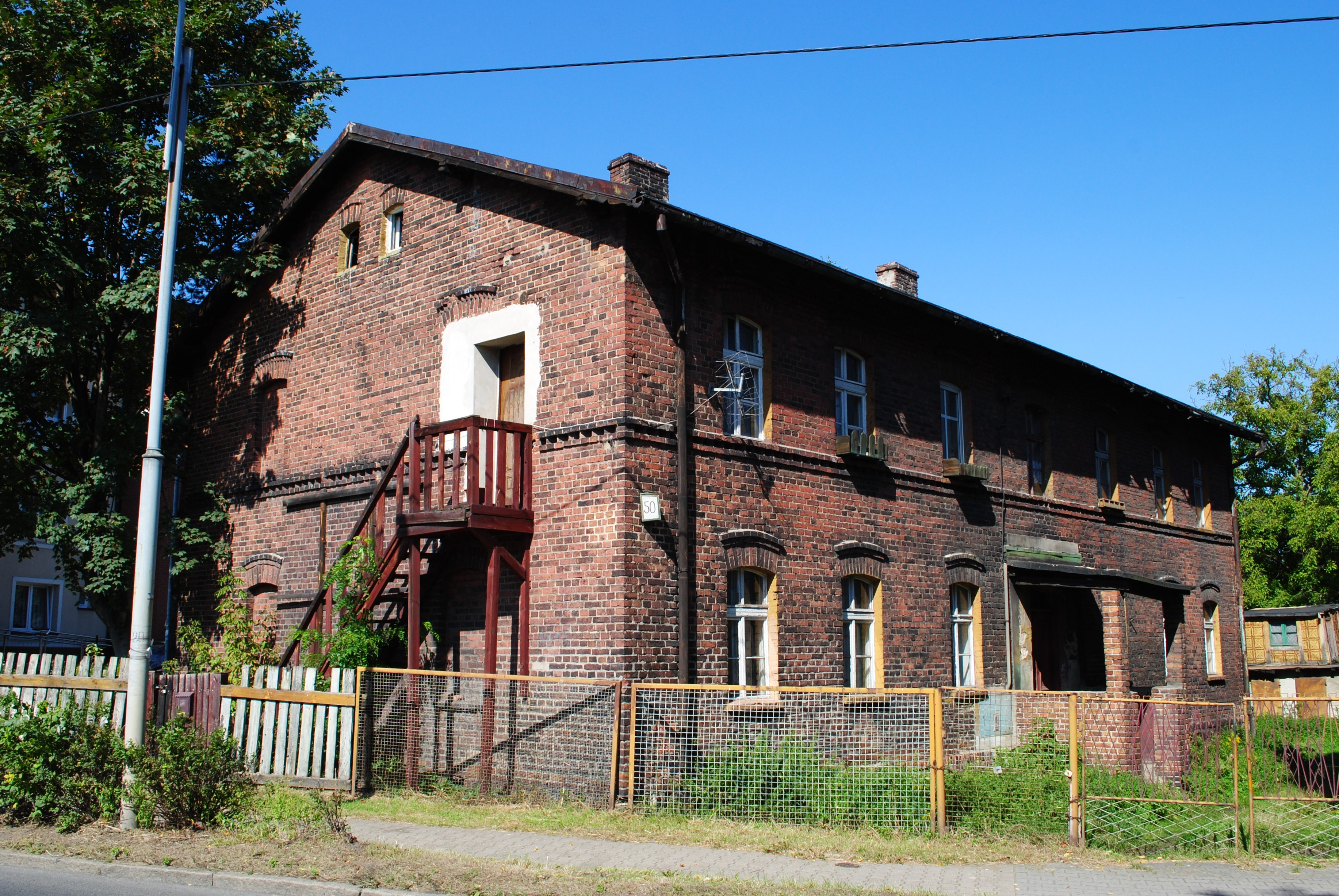
Familok przy ulicy H. Le Ronda 50
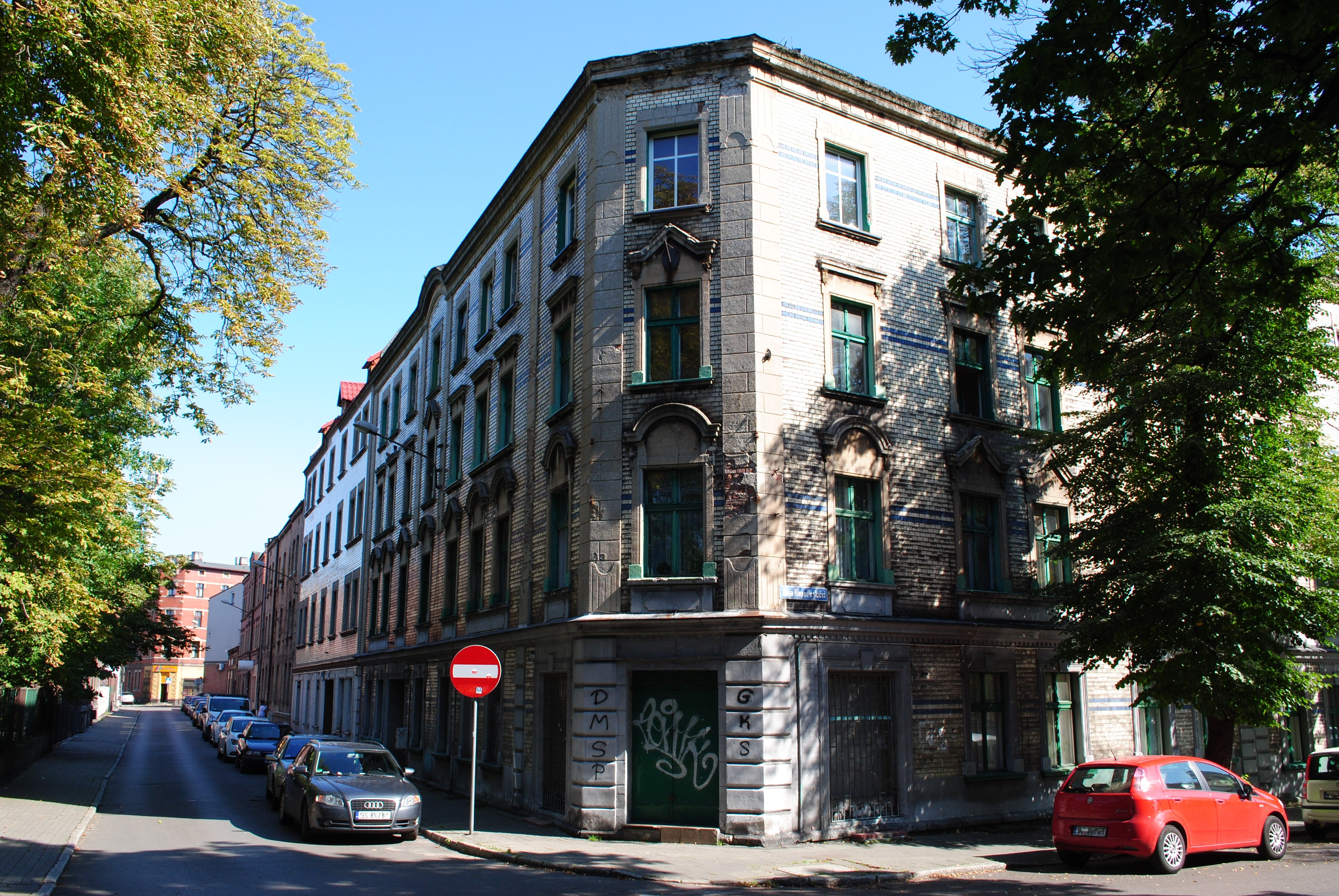
Kamienice na rogu ulicy Stacyjnej i alei Niepodległości
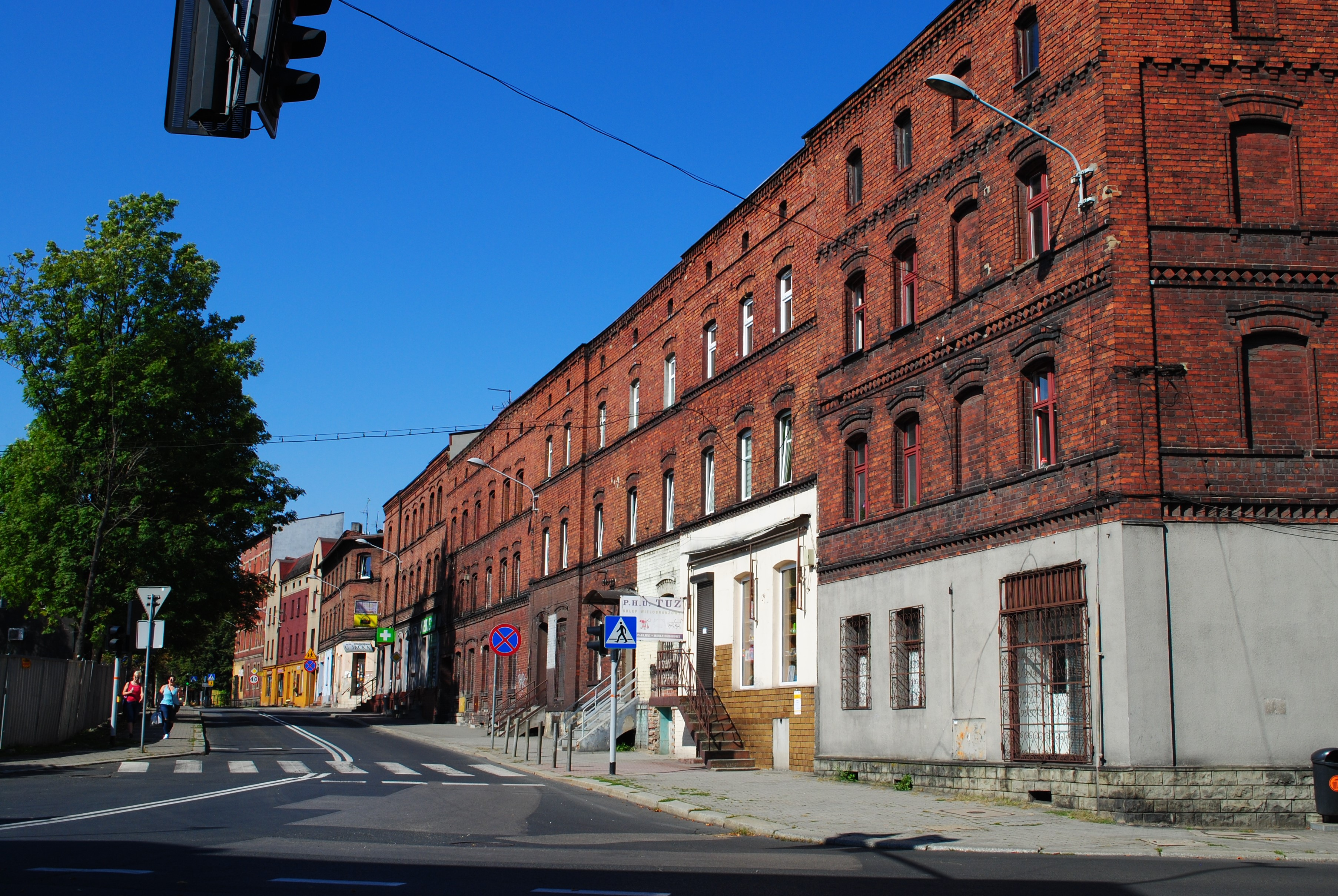
Kamienice przy ulicy gen. H. Le Ronda

Do czasu przyłączenia w 1922 roku Dąbrówki Małej do Polski powstała znaczna część zabudowy Dąbrówki Małej, koncentrująca się w rejonie ulicy gen. H. Le Ronda (zachodnia i wschodnia część), Strzelców Bytomskich, alei Niepodległości, Stacyjnej oraz w rejonie skrzyżowania ulic Pod Młynem i P. Dytrycha. Do tego czasu powstał też m.in. budynek ratusza, kościół, dworzec kolejowy oraz folwark. W latach międzywojennych poza pojedynczymi obiektami (w tym kamienicy przy ulicy Niepodległości 5, gdzie znajduje się poczta czy budynku przy ulicy Strzelców Bytomskich 1, 2 i 16) powstawało kilka kompleksów osiedli domów-bliźniaków i szeregowców. W tym czasie powstało w 1921 roku osiedle domów szeregowych w rejonie ulicy J. Grzegorzka 23, 25 i 27, w 1928 roku kolonia domów bliźniaczych przy ulicy Styczniowej, a w latach 20. i 30. XX wieku kompleks domów wzdłuż ulicy gen. H. Le Ronda 23–61.

Wybrane budynki w Dąbrówce Małej powstałe w latach międzywojennych
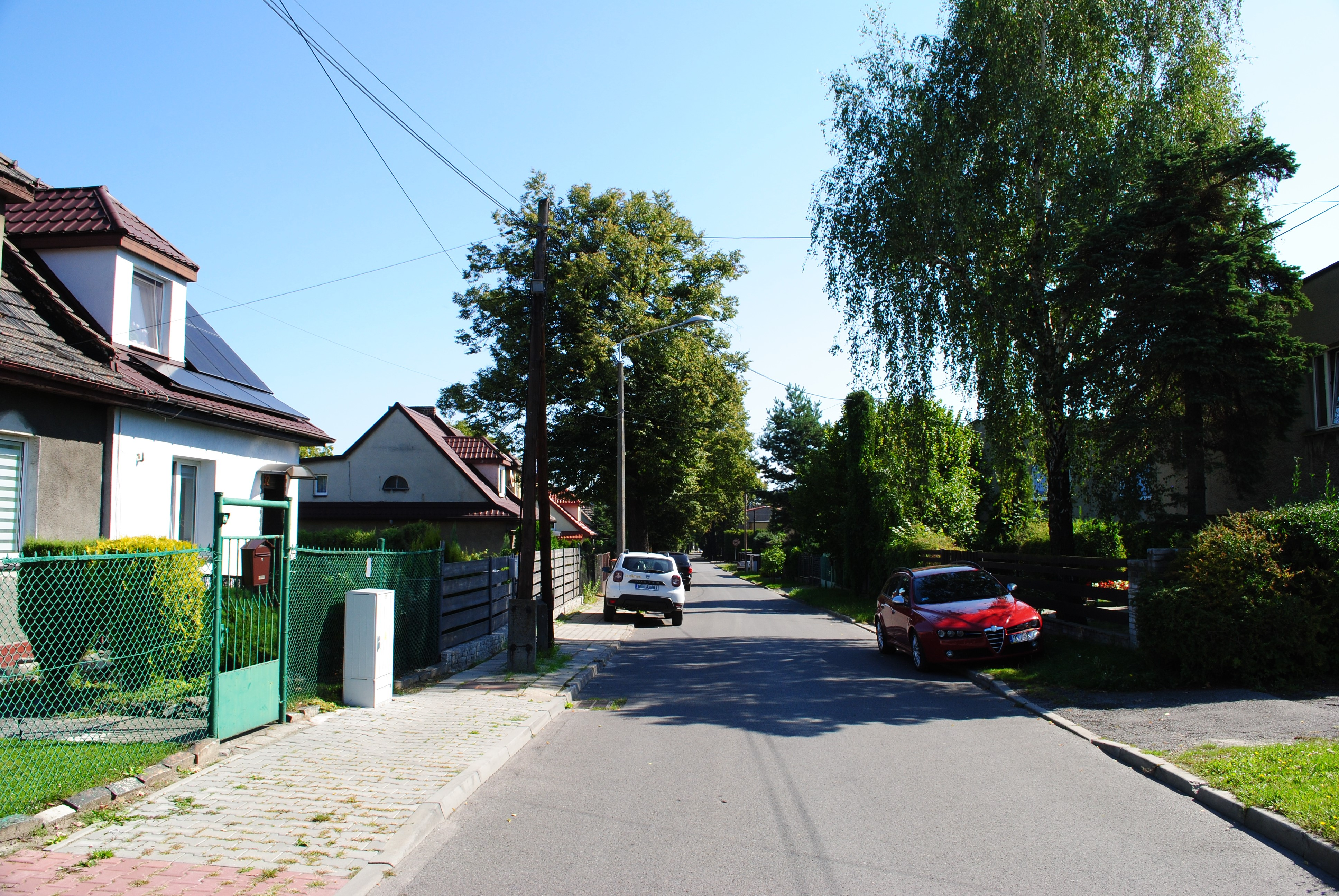
Fragment kolonii przy ulicy Styczniowej z lat 1925–1928
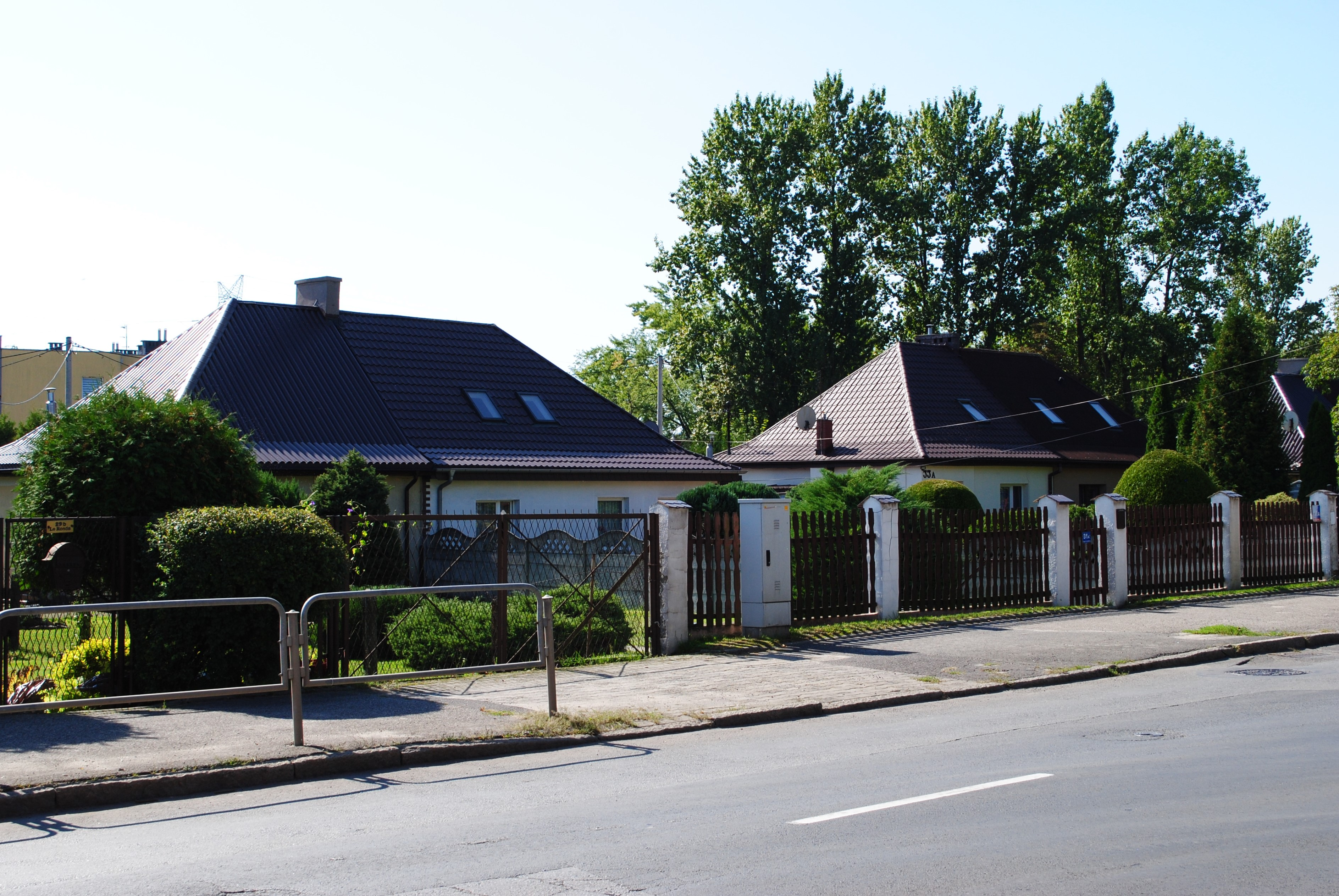
Fragment osiedla domów przy ulicy gen. H. Le Ronda 23-61
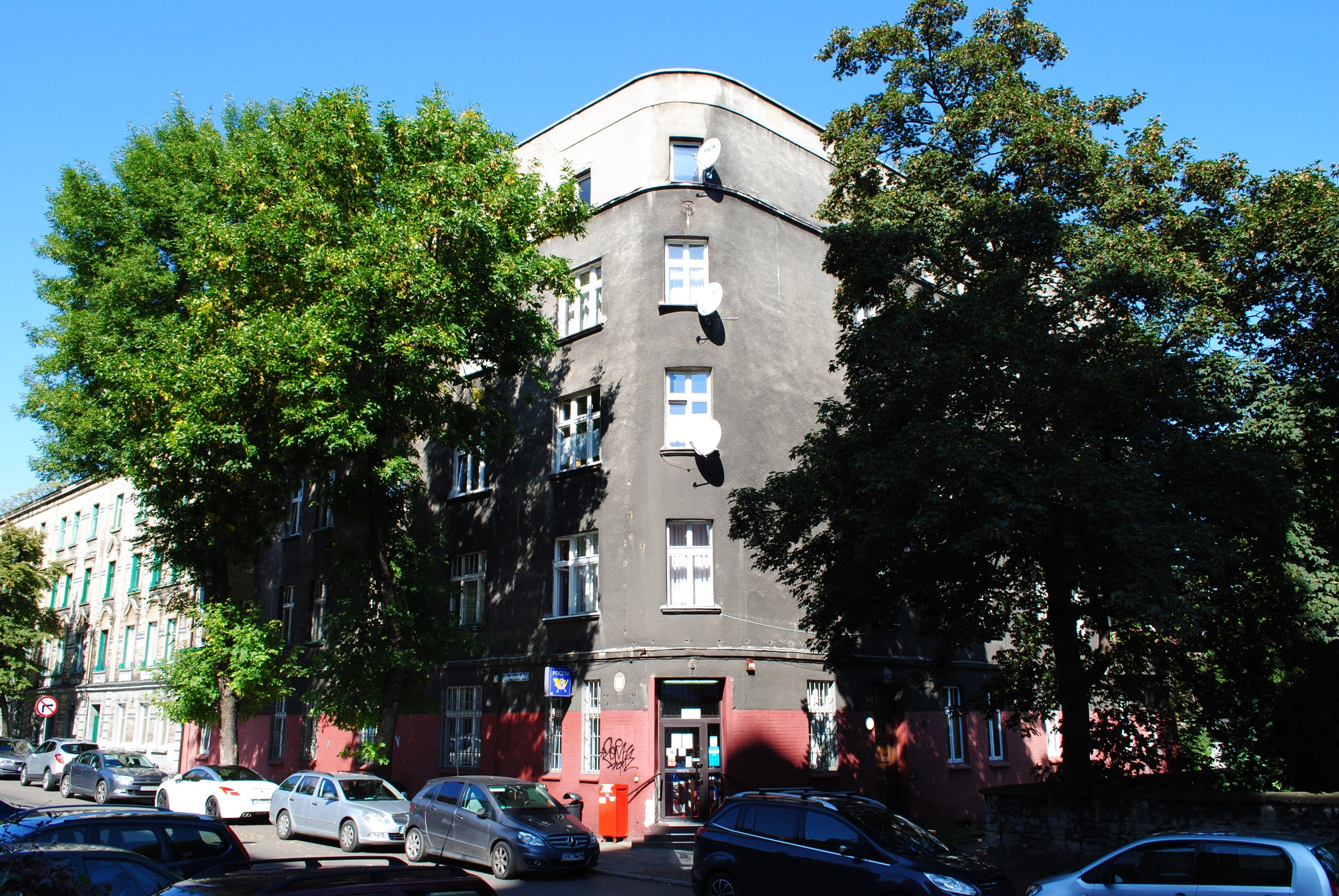
Kamienica położona przy alei Niepodległości 5 z 1931 roku

W latach 1945–1989 następowała dalsza rozbudowa dzielnicy. Powstawały zarówno indywidualne domy jednorodzinne, jak i też poszczególne kompleksy budynków, zwłaszcza od lat 70. XX wieku. W tamtym czasie powstało m.in. osiedle domów szeregowych przy ulicy J. Biniszkiewicza, bloki mieszkalne przy ulicy Wiertniczej, a także zespoły budynków szkolnych przy ulicy Techników. W 1978 roku wybudowano w rejonie ulic J. Grzegorzka i Strzelców Bytomskich osiedle mieszkaniowe im. ks. Konstantego Michalskiego, które tworzą 11-kondygnacyjne bloki z tzw. wielkiej płyty.
Po 1989 roku następowało dalsze dogęszczanie zabudowy Dąbrówki Małej. W 1994 roku oddano do użytku nowy kompleks szkoły przy ulicy J. Grzegorzka 4, w 1997 roku halę handlową przy alei W. Roździeńskiego 191, w 2000 roku sklep IKEA, a ponadto do tego czasu powstawały również inne pojedyncze budynki. W latach 2005–2007 oddano do użytku nowe bloki mieszkaniowe, których część przerobiono z dawnych internatów wybudowanych w 1969 roku w rejonie ulicy Techników. W tym samym rejonie, pod koniec 2008 roku oddano do użytku 4, zaś na początku 2012 roku jeszcze jeden dwupiętrowy blok mieszkalny. Wcześniej, bo w 2009 roku ukończono budowę osiedla 37 domów szeregowych przy ulicy Styczniowej 50–54. W maju 2014 roku rozebrano znajdujące się przy ulicy Strzelców Bytomskich 3, 5, 7 i 9 tzw. „Pańskie domy”, wybudowane w latach 80. XIX wieku. Udział powierzchni zabudowanej w powierzchni całej dzielnicy wynosił wg danych z 2007 roku 22%, średnia ważona liczby kondygnacji wynosiła wówczas 1,68.

Budynki powstałe w latach powojennych
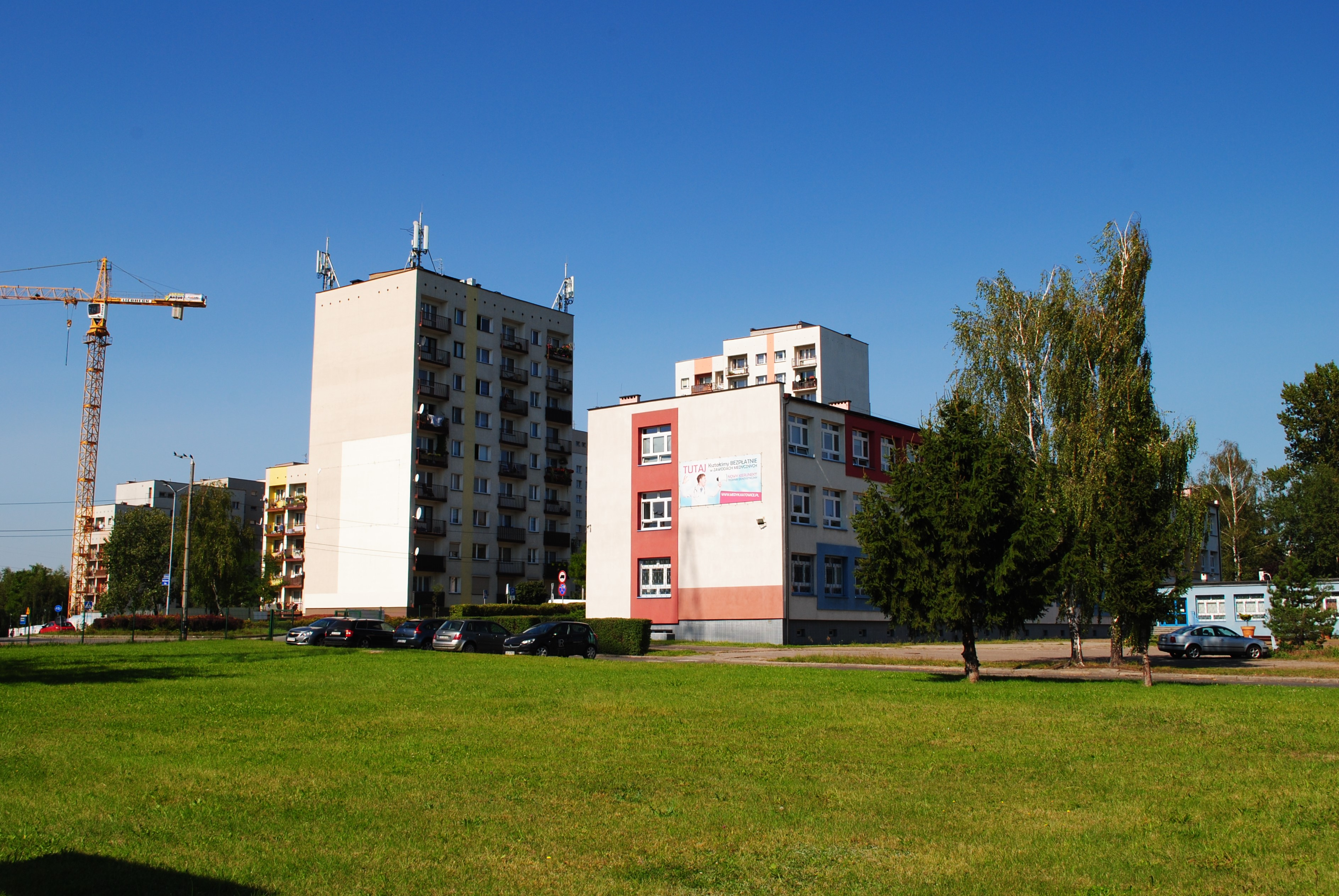
Budynki mieszkalne przy ulicy Wiertniczej – osiedle Norma
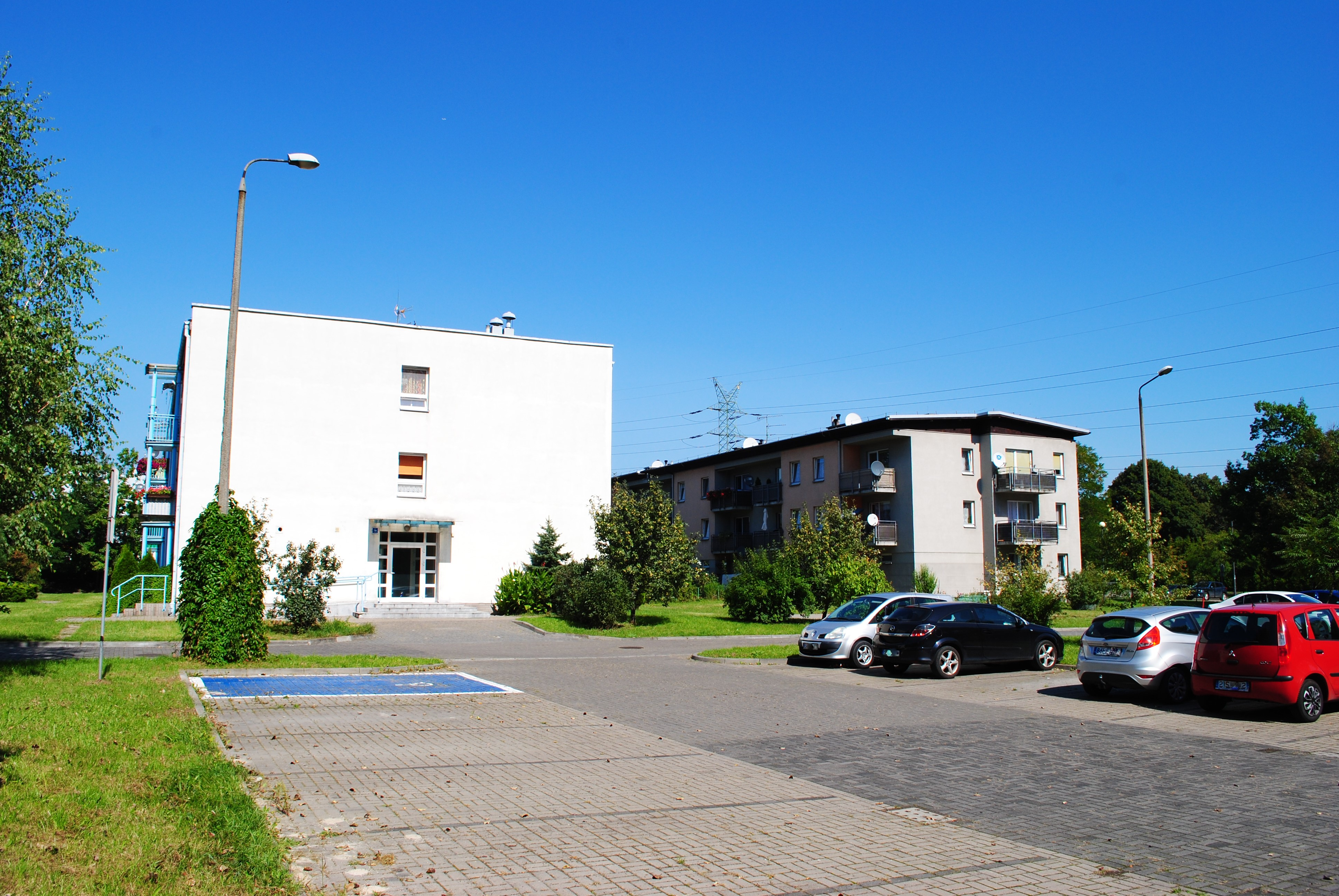
Budynki mieszkalne przy ulicy Techników 13–15
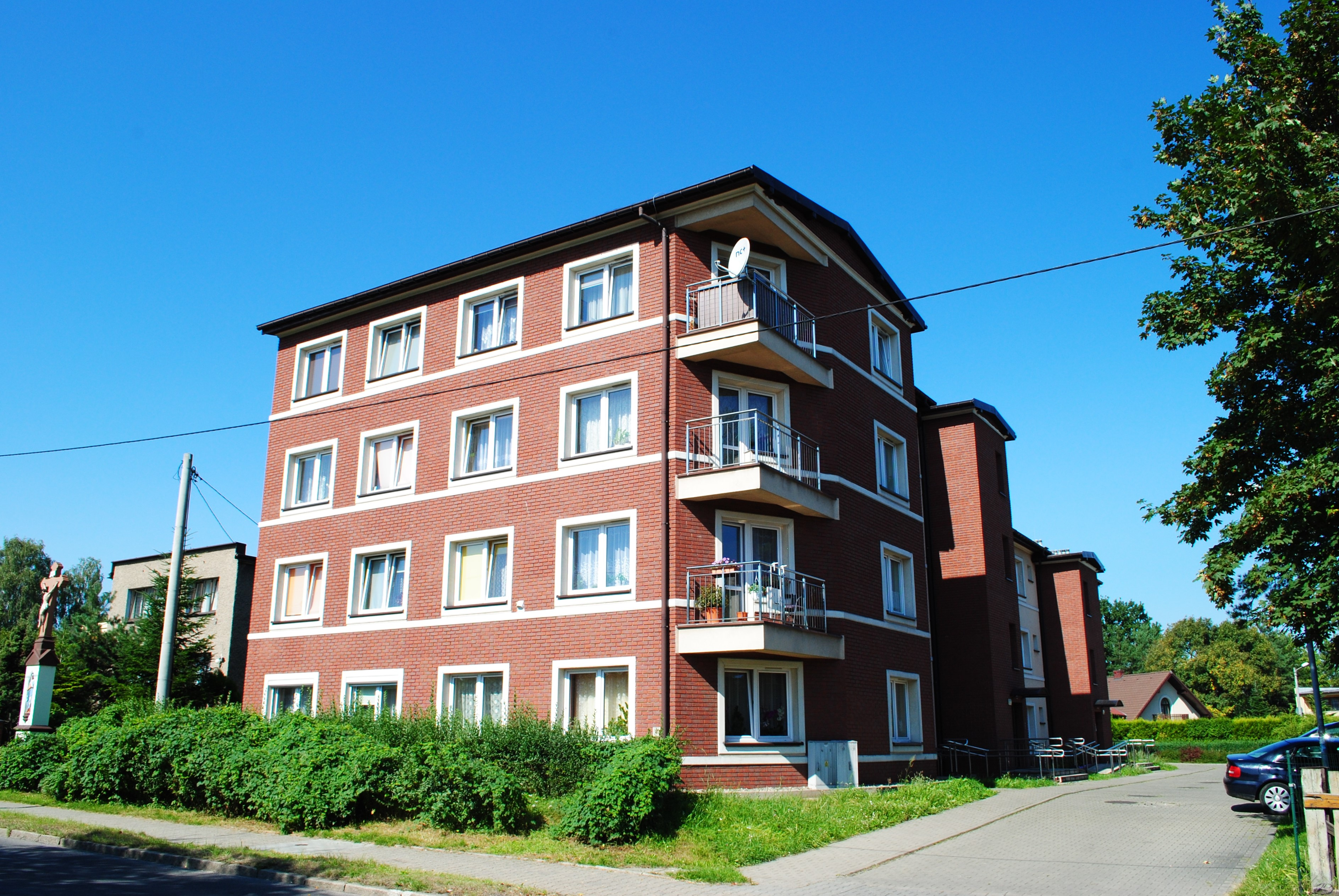
Budynek przy ulicy gen. H. Le Ronda 52 z 2012 roku

### Zabytki i obiekty historyczne

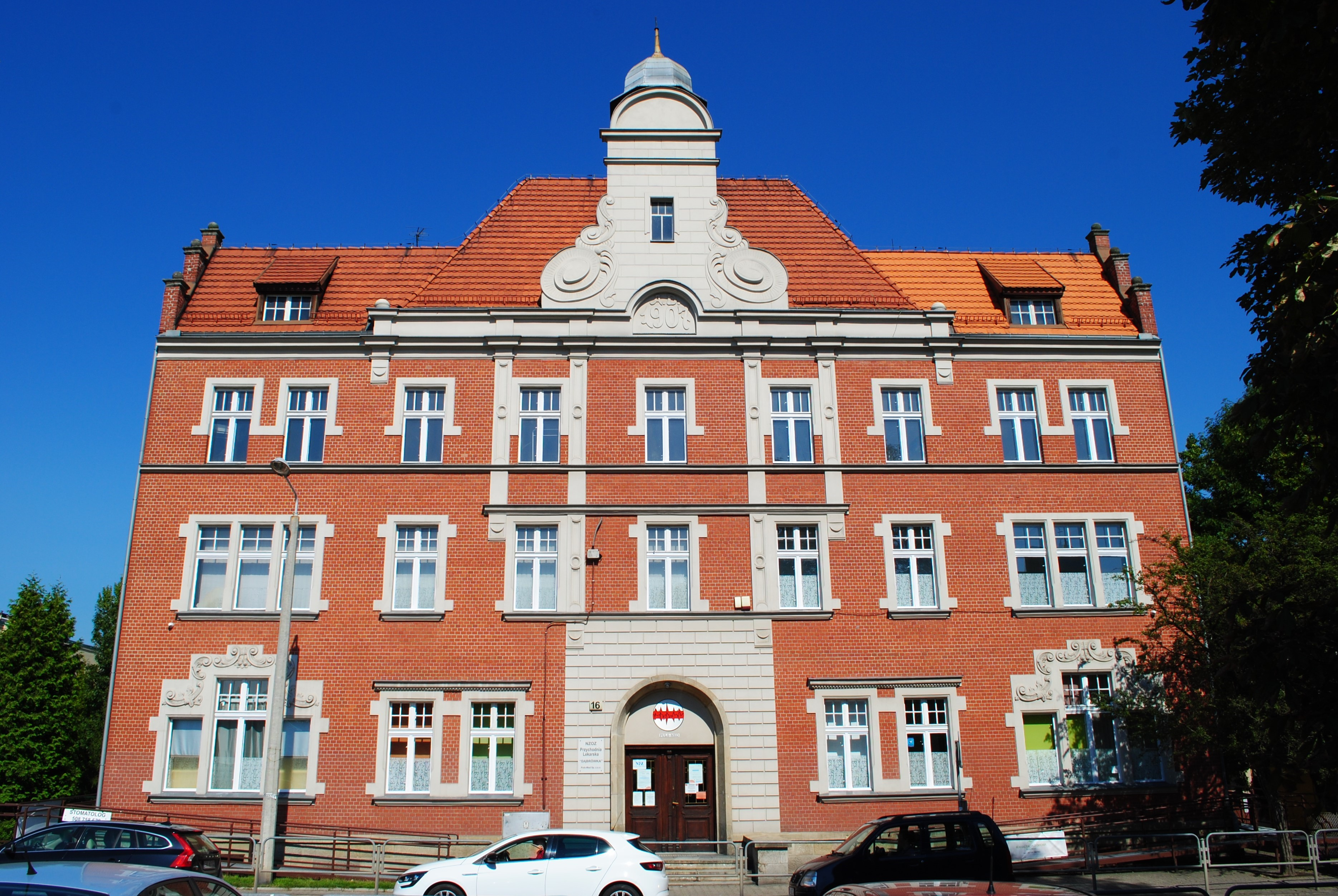
Dawny ratusz gminy Dąbrówka Mała przy ulicy gen. H. Le Ronda 16

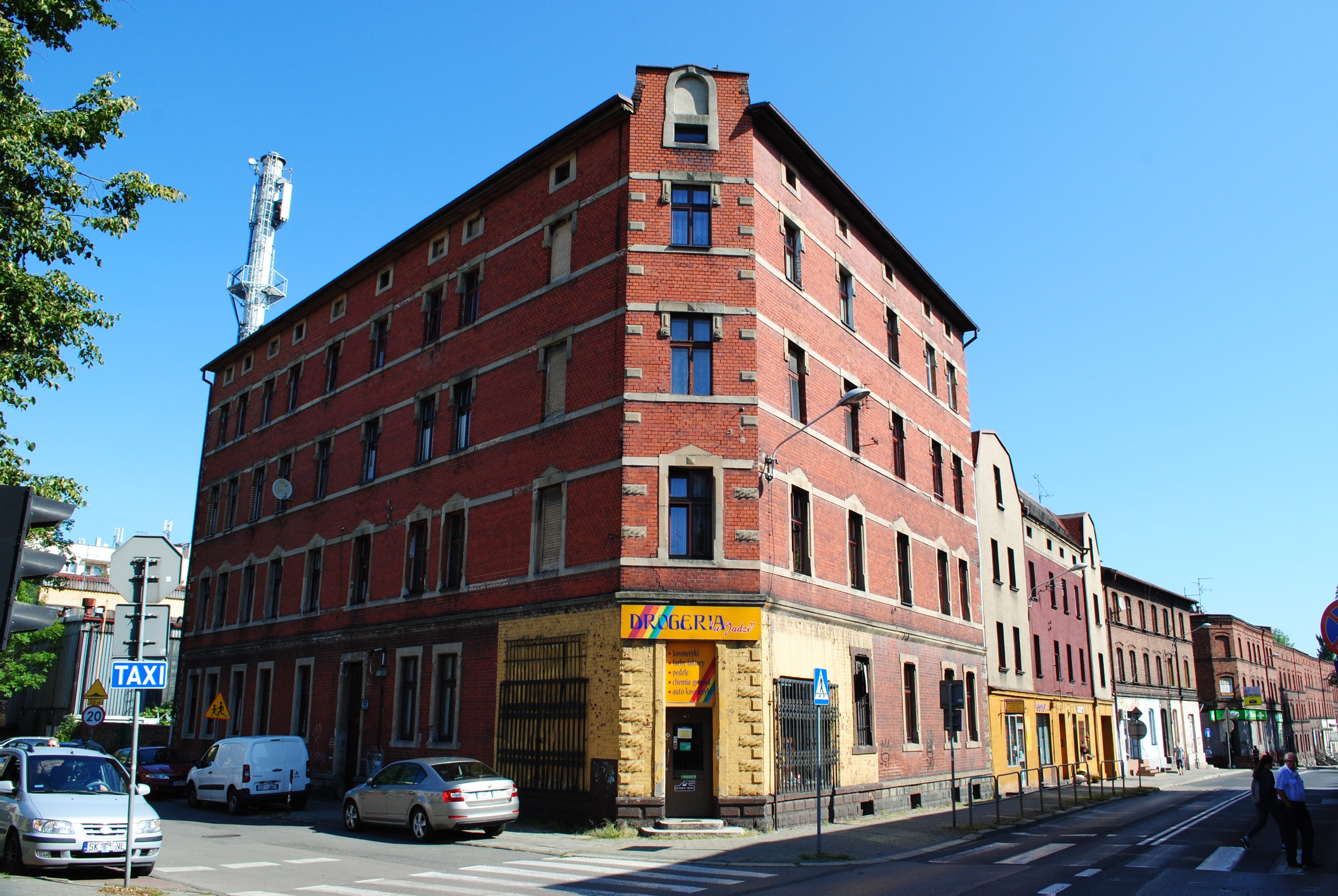
Kamienice przy ul. H. Le Ronda

Dąbrówka Mała należy do dzielnic wymagających ochrony i rewitalizacji historycznej struktury przestrzennej z istniejącymi obiektami i zespołami zabytkowymi oraz układami zielni prawnie chronionymi. Znajdują się tu stare kamienice (ulice: Stacyjna, gen. H. Le Ronda, Strzelców Bytomskich, aleja Niepodległości) oraz familoki (ulica Siemianowicka), budynek Ochotniczej Straży Pożarnej (dawna siedziba ZBoWiD-u), budynek starego dworca kolejowego (obecnie mieści się w nim Teatr Gry i Ludzie), budynek dawnej sceny „Capitol” czy budynek przedszkola w dawnym podworskim parku. W 1990 roku do Górnośląskiego Parku Etnograficznego w Chorzowie trafił drewniany gołębnik z XIX wieku, znajdujący się wcześniej w Dąbrówce Małej przy ulicy P. Dytrycha 12.
W Dąbrówce Małej znajdują się następujące obiekty wpisane do rejestru zabytków:
- Kościół św. Antoniego z Padwy – neobarokowy, zbudowany w latach 1907–1912 (A/531/2019 z 30 grudnia 1994 roku)[183],
- Dawny ratusz gminy Dąbrówka Mała z 1907 roku (obecnie ośrodek zdrowia; A/43/00 z 11 grudnia 2000 roku)[183],
- Założenie dawnego dworu z ostatniego dziesięciolecia XIX wieku – jeden z budynków pochodzący z roku 1853[184][185] (ul. Żyzna 1–2; A/1562/94 z 30 grudnia 1994 roku)[186][183],
- Budynek przedszkola przy ul. gen. Józefa Hallera 72, wzniesiony w 1937 roku (A/1234/23 z 28 lipca 2023 roku)[187].

### Pomniki i miejsca pamięci narodowej

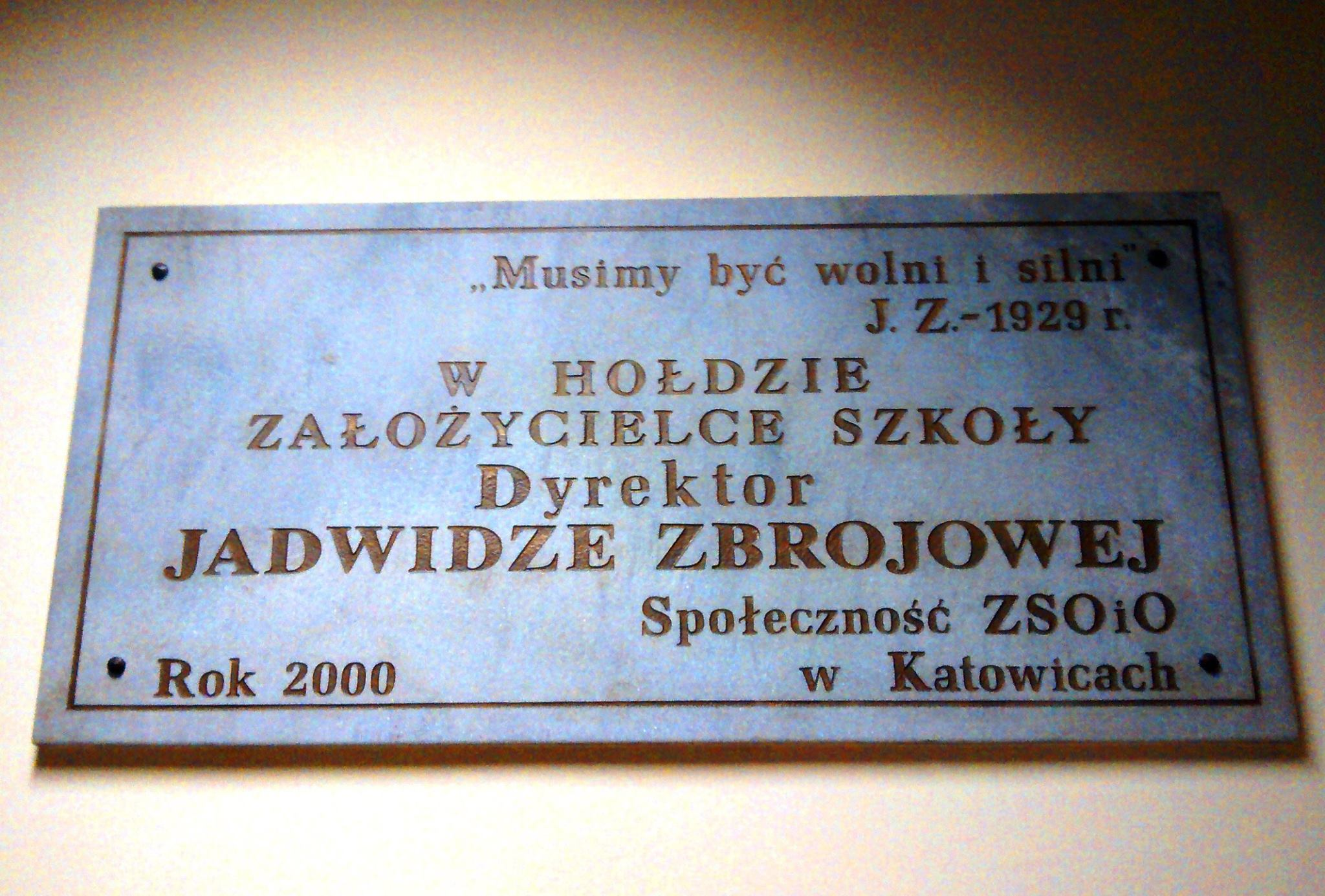
Tablica upamiętniająca Jadwigę Zbrojową

- Tablica upamiętniająca obywateli Dąbrówki Małej poległych w czasie I wojny światowej i walk o niepodległość Polski (w kościele św. Antoniego z Padwy)[188],
- Pomnik upamiętniający byłych powstańców śląskich i zasłużonych obywateli Dąbrówki Małej, którzy ponieśli śmierć w więzieniach i obozach śmierci w czasie II wojny światowej i zostali rozstrzelani w 1940 roku[188] (odsłonięty w 1960 roku w parku podworskim; obecnie pl. Żołnierzy Września)[71],
- Mogiła zbiorowa wojenna siedmiu nieznanych żołnierzy niemieckich poległych w czasie II wojny światowej, znajdująca się na cmentarzu parafialnym[188],
- Grób zbiorowy wojenny mieszkańców Dąbrówki Małej, poległych w czasie powstań śląskich i walk w czasie II wojny światowej, znajdujący się na cmentarzu parafialnym[189],
- Mogiła zbiorowa wojenna więźniów podobozu KL Auschwitz zamordowanych podczas transportu w styczniu 1945 roku, znajdująca się na cmentarzu parafialnym[188],
- Ściana pamięci poświęcona Zofii Kossak-Szczuckiej (znajduje się w budynku Zespołu Szkół Odzieżowych i Ogólnokształcących jej imienia)[188],
- Tablice znajdujące się w kościele parafialnym, upamiętniające księży proboszczów: Wawrzyńca Puchera, Maksymiliana Wojtasa, Stefana Kwiecińskiego[188],
- Tablica upamiętniająca Towarzystwo Śpiewu „Wanda” założone w 1912 roku (na ścianie kamienicy przy ul. gen. H. Le Ronda 56)[190],
- Tablica upamiętniająca księdza profesora Konstantego Michalskiego (na osiedlu jego imienia)[191],
- Tablica poświęcona założycielce pierwszej w Katowicach żeńskiej szkoły zawodowej dla dziewcząt z rodzin robotniczych – Jadwidze Zbrojowej (odsłonięta w 2001 roku w budynku Zespołu Szkół Odzieżowych i Ogólnokształcących)[175].

## Kultura

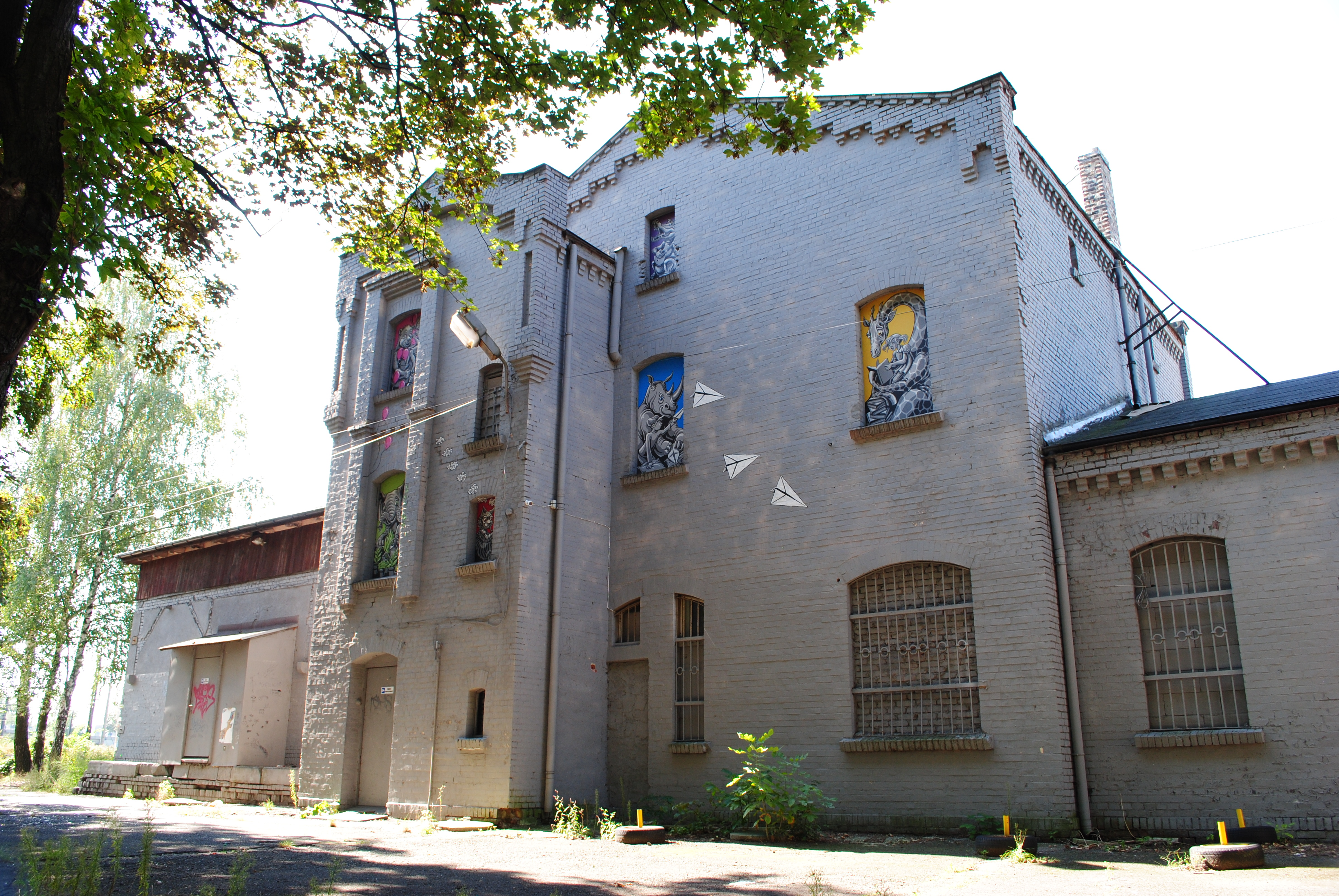
Siedziba Teatru Gry i Ludzie w budynku dawnego dworca kolejowego na stacji Katowice Dąbrówka Mała

Pierwsze polskie przedstawienie na terenie dzisiejszych Katowic odbyło się w Dąbrówce Małej w 1882 roku. Był to Dzwonek Św. Jadwigi Karola Miarki, wystawiony w ogrodzie oberżysty Hamburgera. W 1891 roku w ogrodzie gospody Weissenberga wystawiono sztukę Jana Aleksandra Fredry Consilium facultatis, w której brali udział członkowie Katolickiego Kasyna z Roździenia. Znajdowały się tu też towarzystwa artystyczne i koła matek Polek, oraz założony w 1912 roku przez Jana Płonkę chór „Wanda”, który liczył 55 osób).
Po II wojnie światowej, w 1952 roku ukończono budowę Domu Ludowego, który mieścił Zakładowy Dom Kultury. Dom ten wybudowały Zakłady Cynkowe „Szopienice”. W tym samym czasie otwarto kino „Capitol”, mieszczące się przy obecnej ulicy gen. J. Hallera 71. W budynku mieści się Karczma pod Młynem z restauracją, domem gościnnym i klubem fitness.
W dzielnicy odbywają się imprezy kulturalne, np. coroczny festyn „U Antonika” (zebrane podczas jego trwania fundusze przekazywane są na cele charytatywne) i koncerty zespołu Camerata Silesia. Do początku lat 90. XX wieku działała tu także druga scena Teatru Lalek „Ateneum”.
W Dąbrówce Małej, przy ulicy Strzelców Bytomskich 21b znajduje się Filia nr 20 Miejskiej Biblioteki Publicznej w Katowicach. W bibliotece prócz wypożyczalni i czytelni realizowane są lekcje biblioteczne, spotkania z ciekawymi ludźmi w ramach „Czwartku w Bibliotece”, a także są organizowane cykliczne wydarzenia. W budynku dawnego dworca kolejowego na stacji Katowice Dąbrówka Mała znajduje się siedziba Teatru Gry i Ludzie. Powstał on w 1997 roku i realizuje głównie spektakle plenerowe i uliczne, a także występy we wnętrzach, dla dzieci i osób dorosłych. Obecną siedzibę teatr użytkuje od 2003 roku. Przy kościele parafialnym działa oddział Katolickiego Stowarzyszenia Młodzieży, organizujący spotkania opłatkowe, festyny, zawody, wspólne rekolekcje i wyjazdy młodzieży.

## Oświata

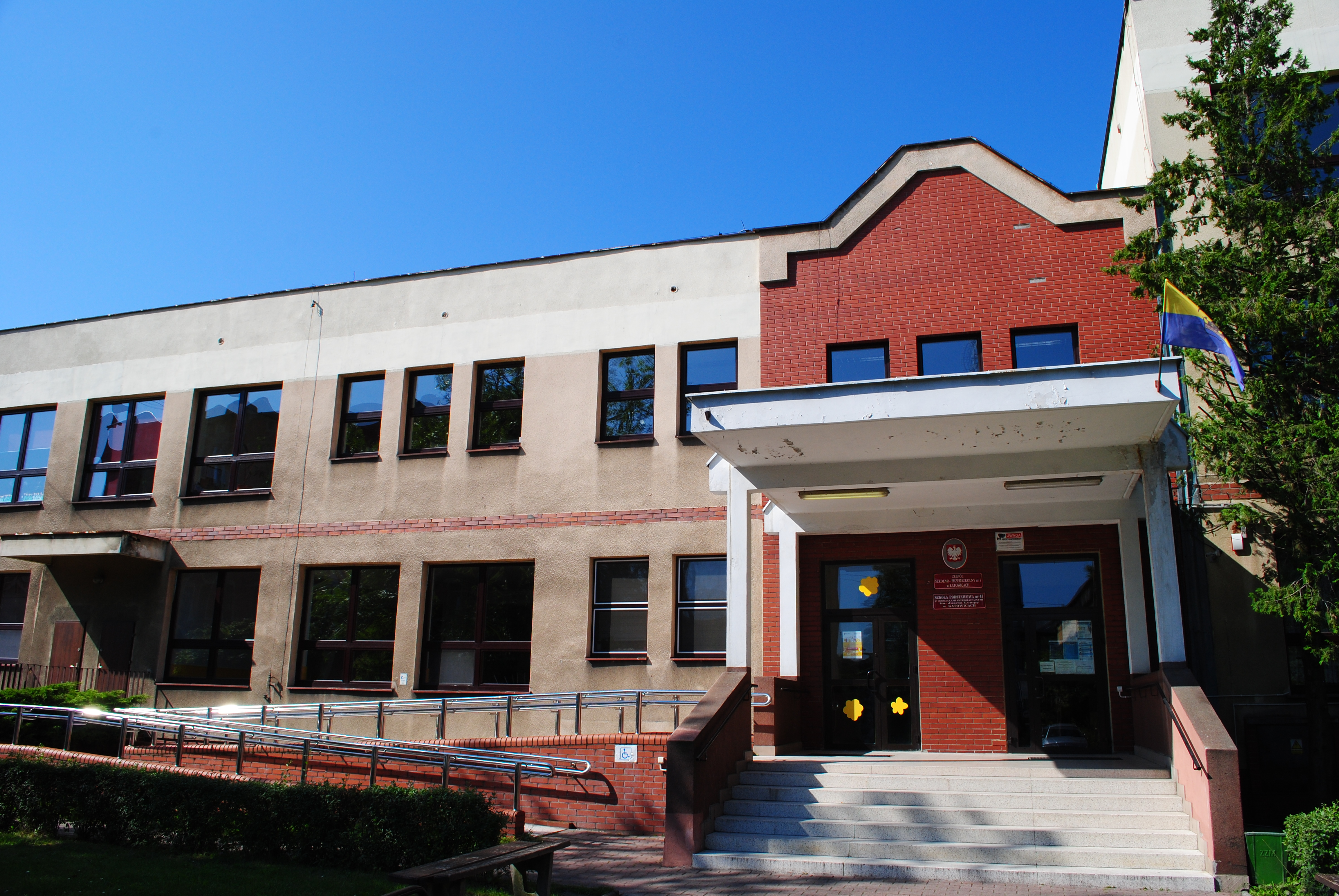
Zespół Szkolno-Przedszkolny nr 3 (nowa część szkoły)

Od początku XIX wieku Dąbrówka Mała należała do Związku Szkolnego w Bogucicach, a dzieci chodziły do szkoły tylko dwa razy w tygodniu. O pozwolenie na budowę szkoły w Dąbrówce Małej działania rozpoczęto w 1841 roku, kiedy to władze zgodziły się na utworzenie w gminie Dąbrówka Mała osobnego związku szkolnego. Drewniany budynek szkoły uroczyście otwarto 24 października 1847 roku. Znajdowała się ona w miejscu obecnego sklepu Biedronka, przy ulicy H. Le Ronda 13. Pierwszym nauczycielem w szkole był Józef Pusz, a do szkoły w pierwszym roku funkcjonowania uczęszczało 109 dzieci.

W związku ze wzrostem liczby mieszkańców Dąbrówki Małej podjęto decyzję o budowie szkoły w Burowcu (obecnie dzielnica Szopienice-Burowiec). Edukację w nowej szkole zainaugurowano w 1861 roku. Obydwie szkoły podlegały proboszczowi parafii w Bogucicach – Leopoldowi Markiefce.

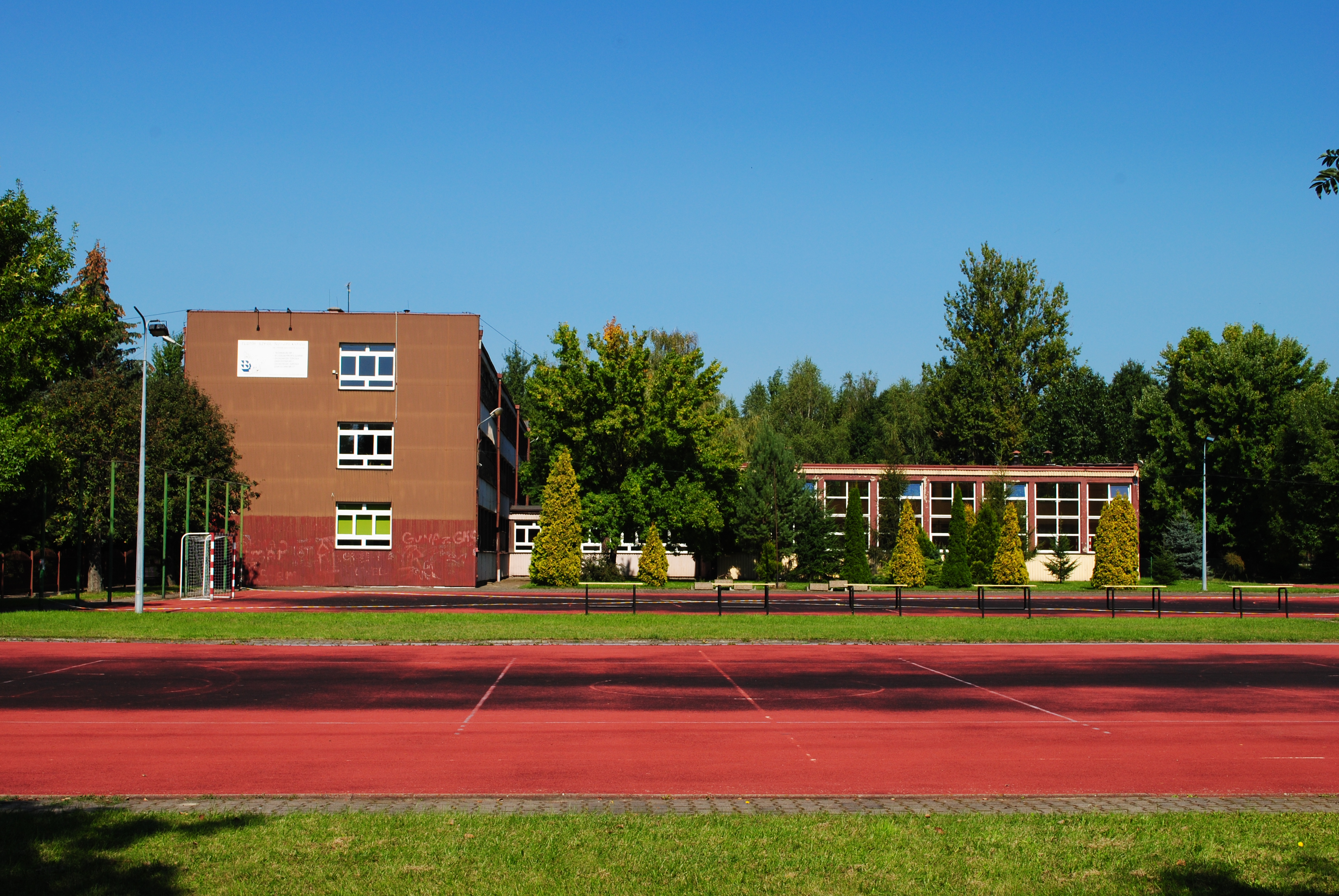
Liceum Ogólnokształcące i Szkoła Podstawowa Mistrzostwa Sportowego

Do pierwszej szkoły zaczęły uczęszczać również dzieci z Pniaków, a nauka odbywała się wówczas w języku polskim i niemieckim. Nowy budynek szkoły w miejscu pierwszego drewnianego budynku oddano do użytku w 1870 roku (tzw. „żółta szkoła”). Budynek ten był ogrodzony, a także posiadał ogród. Sześć lat później szkołę rozbudowano o nową część. W 1888 roku w szkole uczyło 7 nauczycieli w siedmiu oddziałach klasowych, a na początku roku szkolnego uczęszczało do niej 561 dzieci. W latach 1910–1912 powstał nowy budynek szkoły przy ulicy J. Grzegorzka 4 (tzw. czerwona szkoła). W jej miejsce przeniesiono szkołę ludową nr 1, a starym budynku znalazła się szkoła nr 2. 

Po przyłączeniu Dąbrówki Małej do Polski, dnia 5 września 1922 roku otwarto polską szkołę, a w 1927 szkołę rozdzielono na męską (nr 2; w budynku „żółtej szkoły”) i żeńską (nr 1; w budynku „czerwonej szkoły”). W 1972 roku połączono obie szkoły, powołując Szkołę Podstawową nr 47 im. Józefa Lompy. W 1994 roku Szkoła Podstawowa nr 47 została rozbudowana o nowe budynki wraz z salą gimnastyczną, świetlicą i salami lekcyjnymi. Czerwony budynek szkoły po remoncie włączono do szkoły w 1999 roku, natomiast budynek „żółtej szkoły” rozebrano w 1994 roku. W 2007 roku powstał z połączenia z przedszkolem nr 58 ZSP nr 3.

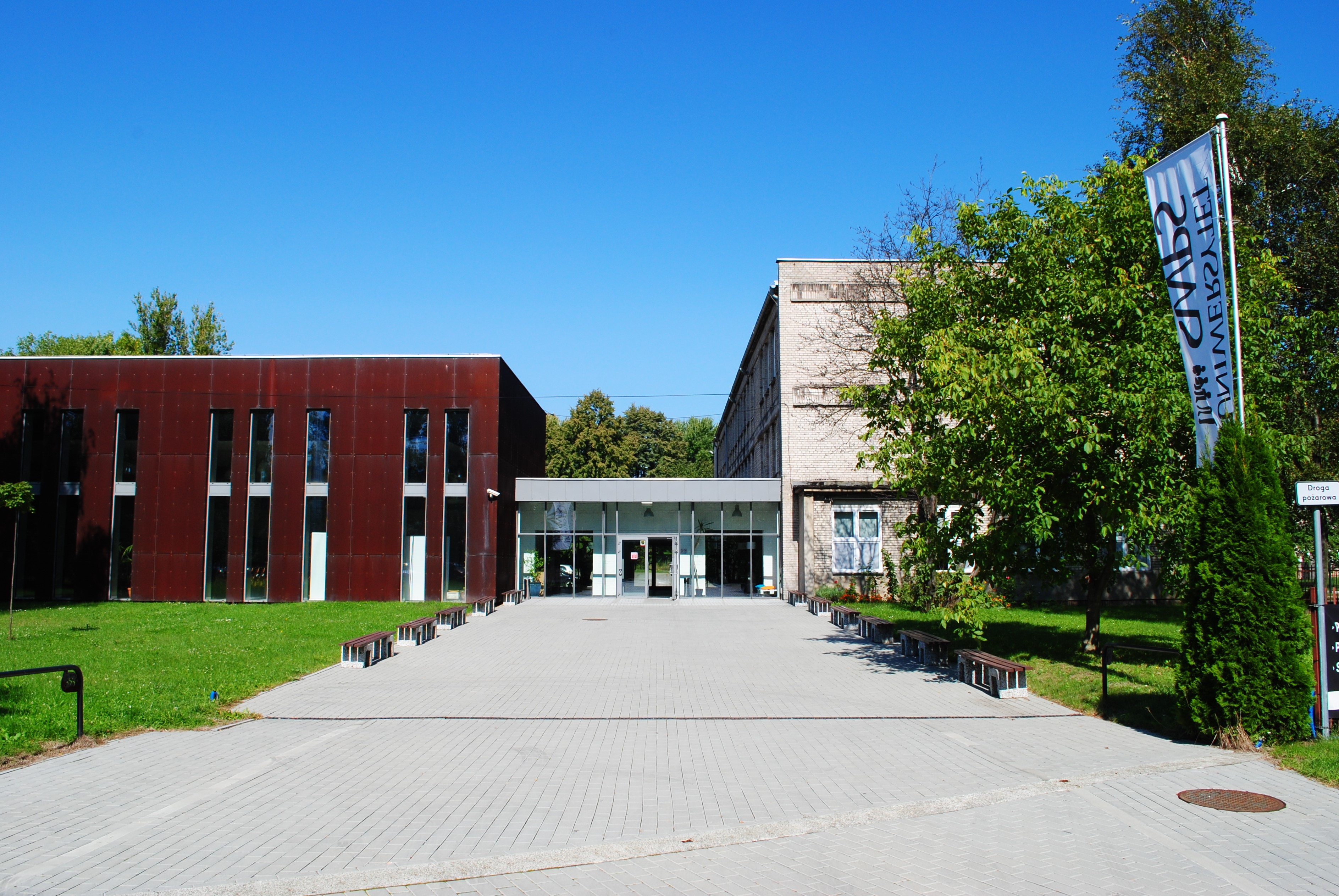
SWPS. Wydział Zamiejscowy w Katowicach przy ulicy Techników 9

Na terenie Dąbrówki Małej, według stanu z września 2020 roku, znajdują się następujące placówki oświatowe:
- Oddział Żłobka Miejskiego w Katowicach (ul. J. Grzegorzka 2)[199],
- Zespół Szkolno-Przedszkolny nr 3 w Katowicach:
  - Miejskie Przedszkole nr 38 w Katowicach (ul. J. Hallera 72)[200],
  - Miejskie Przedszkole nr 58 w Katowicach (ul. J. Grzegorzka 4)[201],
  - Szkoła Podstawowa nr 47 w Katowicach z Oddziałami Integracyjnymi im. Józefa Lompy w Katowicach (ul. J. Grzegorzka 4)[202],
- Liceum Ogólnokształcące Mistrzostwa Sportowego i Szkoła Podstawowa Mistrzostwa Sportowego w Katowicach (ul. Techników 7)[203].

Ponadto Dąbrówka Mała jest miejscem koncentracji placówek edukacji zawodowej i wyższej. Wg stanu z września 2020 roku znajdują się tu następujące instytucje:
- Medyczna Szkoła Policealna Województwa Śląskiego im. Zofii Szlenkierówny w Katowicach (ul. Wiertnicza 3)[204],
- SWPS Uniwersytet Humanistycznospołeczny. Wydział Zamiejscowy w Katowicach (ul. Techników 9)[205],
- Katowickie Centrum Edukacji Zawodowej im. Powstańców Śląskich (ul. Techników 11; składa się z Technikum nr 1 i Branżowej Szkoły I Stopnia)[206].

## Religia

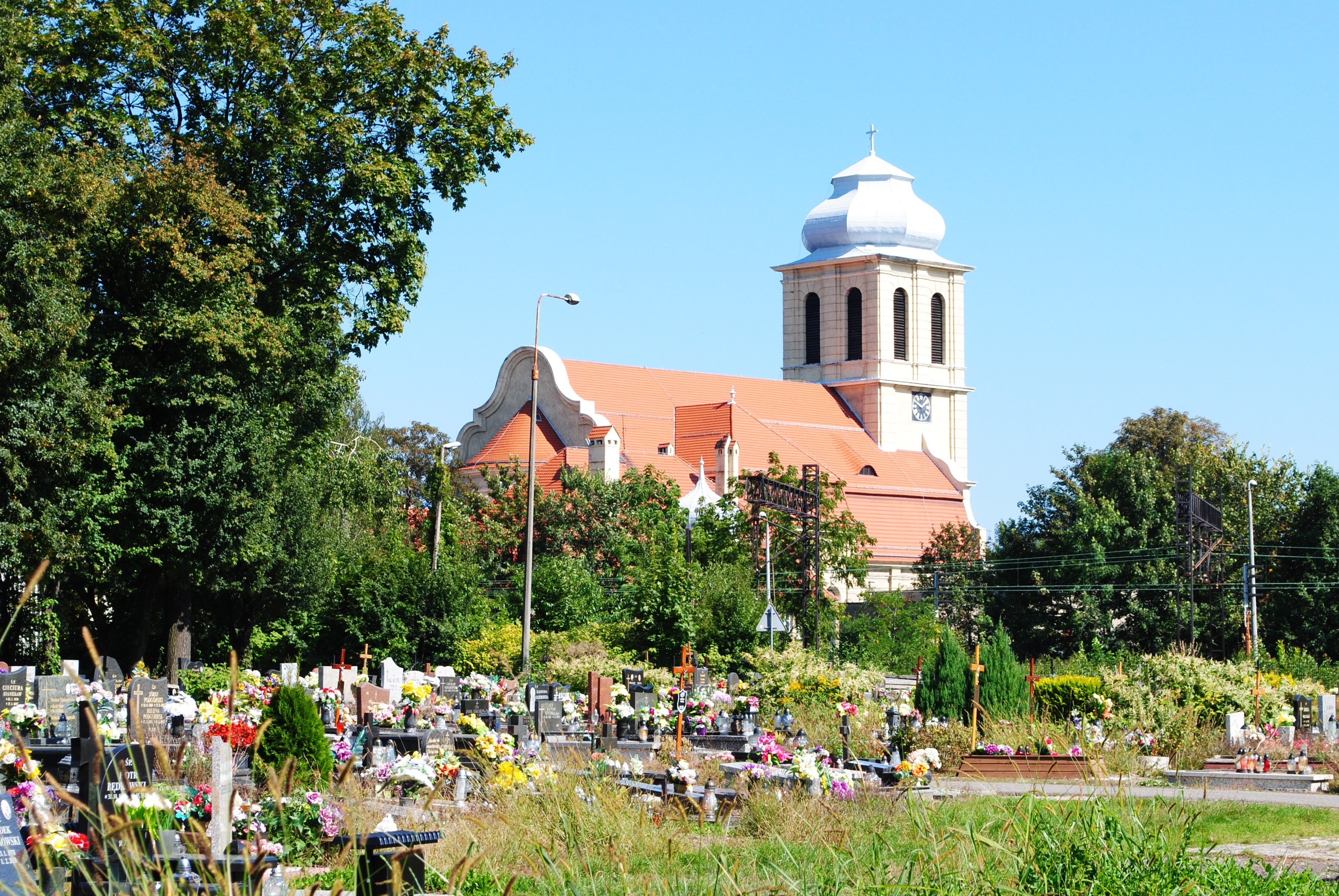
Kościół parafialny parafii św. Antoniego z Padwy i cmentarz przy ulicy H. Le Ronda

W Dąbrówce Małej siedzibę ma rzymskokatolicka parafia pw. św. Antoniego z Padwy (należąca do Dekanatu Katowice-Bogucice; jego wicedziekanem jest proboszcz parafii w Dąbrówce Małej – ks. Andrzej Noras), z neobarokowym kościołem z lat 1907–1912. Probostwo i kancelaria parafialna zlokalizowana jest przy alei Niepodległości 4. Granice parafii wykraczają poza statutowy teren dzielnicy. Parafia w 2015 roku liczyła około 8 300 wiernych. Cmentarz parafialny, powstały w 1913 roku, znajduje się przy ulicy gen. H. Le Ronda. Od XVIII wieku wierni z Dąbrówki przynależeli do parafii w Bogucicach, a wcześniej do parafii św. Stanisława w Czeladzi. Parafię w Dąbrówce Małej erygowano 1 kwietnia 1911 roku, natomiast poświęcenie kościoła nastąpiło 17 listopada 1912 roku. Parafia i kościół powstały w dużej mierze dzięki staraniom ks. Ludwika Skowronka z parafii w Bogucicach.
Na terenie dzielnicy znajduje się dom nr 2 Zgromadzenia Sióstr św. Jadwigi od Niepokalanej Dziewicy Bogarodzicy Maryi (jadwiżanki). Dom zakonny znajduje się przy ulicy Strzelców Bytomskich 1. W domu prowadzą ośrodek wychowawczy dla dzieci oraz działają przy kościele parafialnym. Placówka funkcjonuje od 17 października 1917 roku, a w 1997 roku mieszkało w niej 25 sióstr.
Teren dzielnicy podlega parafii Zbawiciela Kościoła Ewangelicko-Augsburskiego w RP. Parafia należy do diecezji katowickiej. Posiada ona swoją siedzibę przy ulicy ks. bpa Herberta Bednorza 20 w Szopienicach.

## Sport i rekreacja

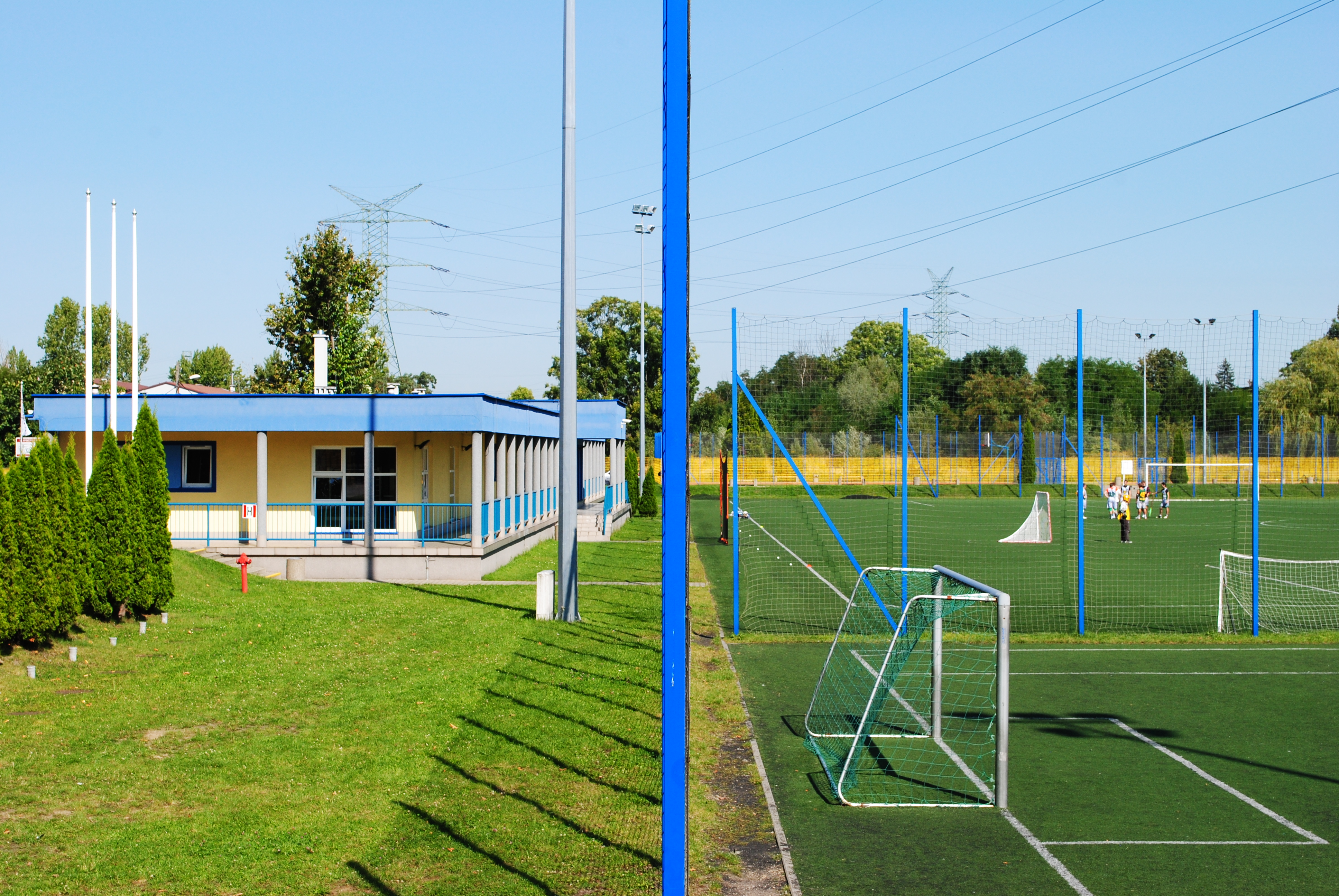
Kompleks boisk klubu Hetman 22 Katowice przy ulicy ks. Siwka

Sport w Dąbrówce Małej zaczął się intensywnie rozwijać po I wojnie światowej. Dnia 12 stycznia 1919 roku w Dąbrówce Małej utworzone zostało gniazdo najstarszej polskiej organizacji sportowej Polskiego Towarzystwa Gimnastycznego „Sokół”. Koło to podlegało organizacyjnie II Katowickiemu okręgowi Towarzystwa Gimnastycznego „Sokół” i należało do szeregu sekcji gimnastycznych śląskiego „Sokoła”. Początkowo w roku 1920 koło tej organizacji liczyło w miejscowości 150 członków. Zrzeszało ono głównie rolników oraz robotników. Rozwój działalności „Sokoła” przerwał w 1939 roku wybuch II wojny światowej. W okresie powojennym nie została reaktywowana ponieważ członkowie oraz sama idea towarzystwa była prześladowana przez władze komunistyczne.
W dzielnicy działa klub sportowy Hetman 22 Katowice (w 1922 roku nosił nazwę KS 22 Dąbrówka Mała, w 1949 – KS Unia Dąbrówka Mała, w 1955 roku – KS Konstal 22 Katowice, w 1975 roku – KS Instal 22 Katowice, w 1985 roku – BKS Instal 22 Katowice, a od 1998 roku – KS Hetman 22 Katowice). Stadion klubu przy ulicy ks. W. Siwka został w 2009 całkowicie przebudowany. Jest to jedyne pełnowymiarowe boisko do piłki nożnej w Dąbrówce Małej i posiada nawierzchnię ze sztucznej trawy. W ramach projektu wybudowano również mniejsze boisko treningowe, dwa korty tenisowe i boisko wielofunkcyjne do siatkówki i koszykówki. Klub prowadzi także szkółkę piłkarską. Istnieje tu również boisko „Pod Młynem” (boiska piłkarskie między ulicą Milowicką a ulicą Pod Młynem).
W dzielnicy w latach 2011–2017 działał klub sportowy KS Dąbrówka Mała, który rywalizował w rozgrywkach piłkarskich przeznaczonych dla amatorów. Herb klubu nawiązywał do symbolu dzielnicy.

## Bezpieczeństwo publiczne

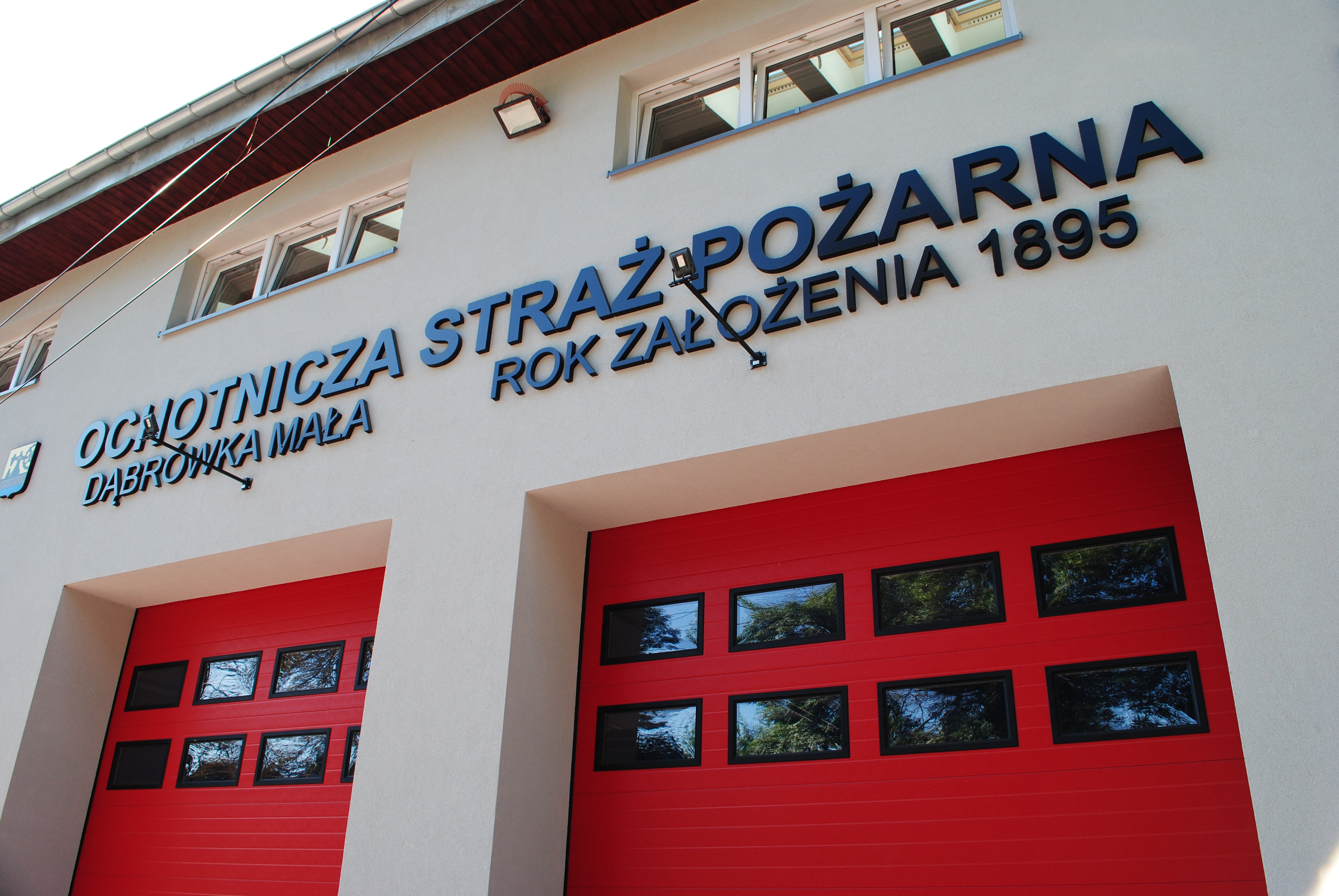
Siedziba OSP Dąbrówka Mała

W Dąbrówce Małej znajduje się NZOZ PULS-MED Katowice, Dąbrówka (dawniej był publicznym zakładem opieki zdrowotnej; swoją siedzibę ma w dawnym ratuszu gminy) oraz niepubliczne centrum dentystyczne. Najbliższy szpital znajduje się w Bogucicach, około 1 km od Dąbrówki (Szpital Zakonu Bonifratrów pw. Aniołów Stróżów, do końca 2008 – Szpital Miejski im. Ludwika Rydygiera).
W Dąbrówce Małej znajduje się także świetlica profilaktyczna (al. Niepodległości 4), prowadzona przez Gabinet Terapii Pedagogicznej Haliny Nawara (16 miejsc), adresująca swoją pomoc do dzieci z zaburzeniami zachowania, pochodzących z rodzin dysfunkcyjnych, z trudnościami opiekuńczo-wychowawczymi.
Dąbrówka Mała należy do drugiego rewiru Komisariatu 2. Policji w Katowicach przy ulicy K. Iłłakowiczówny 2. Dzielnicę obejmują rejony 31 i 32. Przy ulicy Strzelców Bytomskich 33 ma swoją siedzibę oddział Ochotniczej Straży Pożarnej. Jednostka OSP powstała 6 października 1895 roku. W 1920 roku należało do niej 110 członków, w tym 41 czynnych strażaków. Obecną siedzibę jednostka użytkuje od 1991 roku, a z okazji stulecia jednostki ufundowano jej nowy sztandar.